# Island
Island (islandsky  Ísland) je severský ostrovní stát na stejnojmenném ostrově mezi Severním Atlantikem a Severním ledovým oceánem, na středoatlantickém hřbetu mezi Evropou a Severní Amerikou. Je kulturně a politicky spjat s Evropou a je její nejzápadnější zemí. Island se nachází na zlomu mezi tektonickými deskami a jeho geologická aktivita zahrnuje gejzíry a časté sopečné erupce. Vnitrozemí tvoří sopečná náhorní plošina s písečnými a lávovými poli, horami a ledovci. Island je ohříván Golfským proudem a navzdory poloze těsně u severního polárního kruhu má na jižním pobřeží subpolární podnebí; ve vnitrozemí pak tundru. Na ploše asi 103 000 km² žije přibližně 400 000 obyvatel, což z něj činí nejřidčeji osídlenou zemí Evropy. Jeho hlavním a největším městem je Reykjavík, další významná města jsou Kópavogur a Hafnarfjörður. Islanďané tvoří 86 % obyvatel, největší menšinou jsou Poláci, úředním jazykem je islandština.
Podle starověkého rukopisu Landnámabók začalo osídlování Islandu v roce 874 n. l., kdy se prvním stálým osadníkem ostrova stal norský náčelník Ingolfur Arnarson. V následujících staletích se na Island přistěhovali Norové a v menší míře i další Skandinávci, kteří s sebou přivedli poddané (otroky nebo nevolníky) galského původu. Ostrov byl spravován jako nezávislé islandské společenství pod vedením místního parlamentu Althing. Po období občanských sporů se Island ve 13. století dostal pod norskou nadvládu. V roce 1397 Island následoval začlenění Norska do Kalmarské unie spolu s dánským a švédským královstvím a po jejím rozpadu v roce 1523 přešel de facto pod dánskou vládu. Dánské království zavedlo v roce 1550 násilím luteránství a Kielská smlouva z roku 1814 formálně postoupila Island Dánsku.
Pod vlivem ideálů nacionalismu po Velké francouzské revoluci se zformoval boj Islandu za nezávislost, který vyvrcholil v roce 1918 dánsko-islandským zákonem o unii a vznikem Islandského království, které se prostřednictvím personální unie dělilo o úřadujícího dánského panovníka. Během okupace Dánska za druhé světové války se Island v roce 1944 drtivou většinou hlasů rozhodl stát republikou, čímž ukončil zbývající formální vazby na Dánsko. Až do 20. století se islandští obyvatelé živili převážně rybolovem a zemědělstvím. Industrializace rybolovu a pomoc v rámci Marshallova plánu po druhé světové válce přinesly prosperitu a Island se stal jednou z nejbohatších a nejrozvinutějších zemí světa.
Island je unitární parlamentní republikou s prezidentem jako ceremoniální hlavou státu, zákonodárnou moc vykonává jednokomorový parlament Althing, jeden z nejstarších fungujících zákonodárných sborů na světě. Island je vyspělá země, s vyspělou vysokopříjmovou ekonomikou a vysokou životní úrovní, má tržní hospodářství s relativně nízkými daněmi ve srovnání s ostatními vyspělými zeměmi. Udržuje severský systém sociálního zabezpečení, který poskytuje zdarma všeobecnou zdravotní péči a terciární vzdělávání. V mezinárodních srovnáních výkonnosti států, jako je kvalita života, vzdělání, ochrana občanských svobod, transparentnost vlády a ekonomická svoboda, se Island umisťuje na předních místech; má 3. nejvyšší index lidského rozvoje na světě. Island je členem Organizace spojených národů, Rady Evropy, Severoatlantické aliance, Evropského sdružení volného obchodu, Organizace pro hospodářskou spolupráci a rozvoj, schengenského prostoru a Evropského hospodářského prostoru, ale není členem Evropské unie.

## Etymologie
České slovo Island je odvozeno od islandského slova Ísland, což znamená „ledová země“. První název země však zněl Snæland („země sněhu“), který vymyslel vikingský mořeplavec Naddod, jeden z prvních osadníků Faerských ostrovů. Gardar Svavarsson, jeden z prvních Islanďanů, přejmenoval ostrov na Garðarshólmur („Gardarův ostrůvek“).
Konečný název Ísland vytvořil Flóki Vilgerðarson v 9. století s odkazem na zimní krajinu současného Islandu. Ačkoli některé oficiální dokumenty uvádějí název země jako Lýðveldið Ísland (Islandská republika), současná ústava ji definuje jednoduše jako Ísland (Island), bez přívlastku republika.

## Dějiny

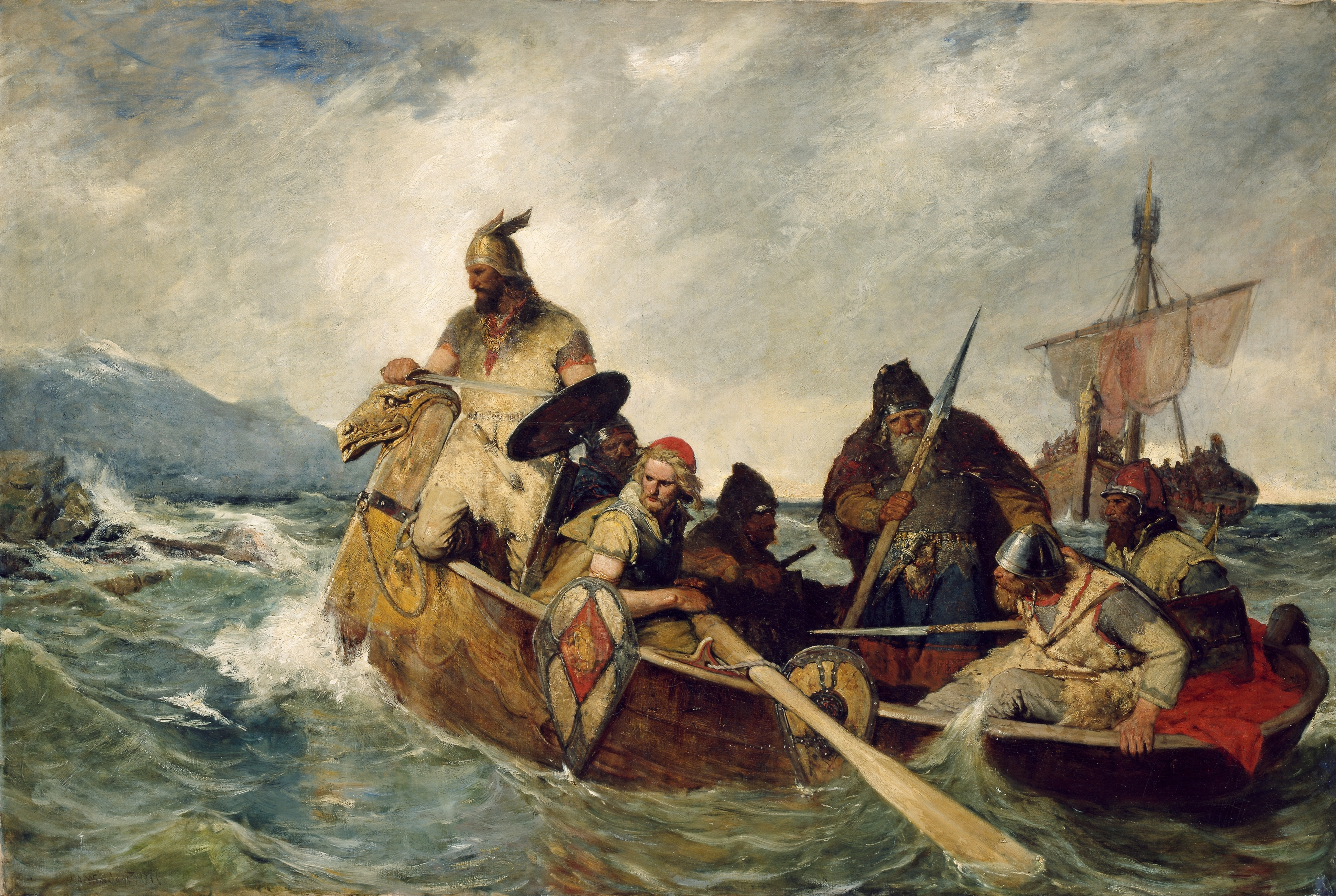
Norové přistávají u břehů Islandu roku 872

Prvními obyvateli Islandu byli pravděpodobně Norové a Keltové (irští a skotští), kteří přicházeli koncem 9. a v 10. století. Vikinští náčelníci zakládali tzv. „thingy“, což byly místní sněmy, které veřejně urovnávaly spory a konflikty mezi osadníky. 

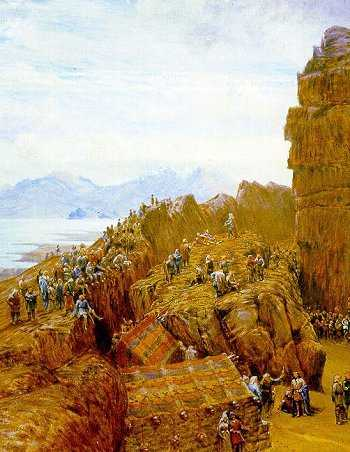
Althing

Kolem roku 930 byl založen Althing a tento národní sněm můžeme pokládat za nejstarší evropský parlament. Když v Norsku, k němuž měl Island kulturně i geograficky blízko, prosadil Olaf Trygvason (norský král v letech 995–1000) šíření křesťanství tou nejtvrdší metodou, pokoušeli se jeho misionáři na Islandu postupovat stejně a ničili především pohanské svatyně. Sněm Althing je prohlásil za psance a vyhlásil, že každý, kdo se bude rouhat bohům, má být vypovězen. Olaf dal zatknout Islanďany přebývající v Norsku a hrozil, že pokud Island nepřijme křesťanství, budou rukojmí popraveni. V důsledku toho přijal Althing v letech 999–1000 kompromisní zákon, že se všichni Islanďané dají pokřtít, že však bude i nadále dovoleno obětovat bohům, ovšem v soukromí. V letech 1096–1097 byl zaveden na Islandu biskupem Gissurem odvod desátku, církevního poplatku. Ve 13. století se islandští náčelníci podrobili norské nadvládě, v roce 1397 se Island společně s Norskem dostal pod nadvládu Dánska a poté následovalo dlouhé období hospodářského úpadku. Až v roce 1874 byla dosažena autonomie. V roce 1783 došlo v jižní části ostrova k erupci několika desítek menších sopek v okolí sopky Laki, které měly za následek hladomor a vymření až 25 % tehdejší populace Islandu.
Následky výbuchu sopky Askja v roce 1875 zničily islandskou ekonomiku a způsobily velký hladomor. Během následujících 25 let 20 % obyvatelstva Islandu emigrovalo, hlavně do Kanady a Spojených států.
Poté se hospodářská situace země začala pomalu zlepšovat.

### 874–1262: Usazování a společenství

Osidlování Islandu

Podle knih Landnámabók i Íslendingabók žili na Islandu před příchodem skandinávských osadníků mniši známí jako Papaři, možná členové iroskotské mise. Nedávné archeologické vykopávky odhalily ruiny chatky v Hafniru na poloostrově Reykjanes. Radiokarboová metoda datování naznačuje, že byla opuštěna někdy mezi lety 770 a 880. V roce 2016 odkryli archeologové ve Stöðvarfjörðuru dlouhý dům datovaný do roku 800.
Švédský vikingský průzkumník Gardar Svavarsson jako první obeplul Island v roce 870 a zjistil, že se jedná o ostrov. Zůstal přes zimu a postavil dům v Húsavíku. Garðar odešel následující léto, ale jeden z jeho mužů, Náttfari, se rozhodl zůstat se dvěma otroky. Náttfari se usadil na místě, které je nyní známé jako Náttfaravík a on a jeho otroci se stali prvními trvalými obyvateli Islandu.

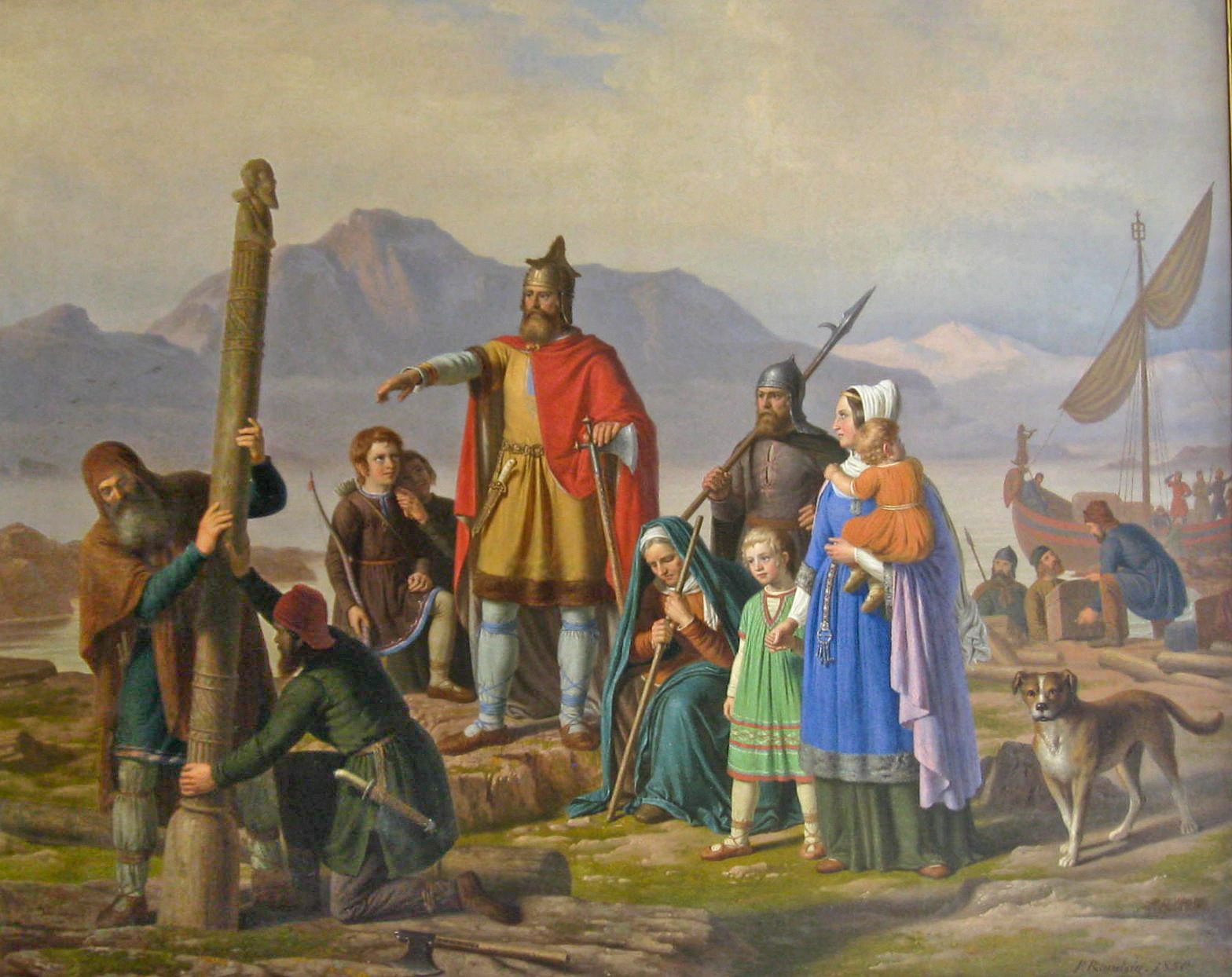
Ingolfur Arnarson

Severskonorský náčelník Ingolfur Arnarson postavil svou usedlost v dnešním Reykjavíku v roce 874. Ingólfura následovalo mnoho dalších emigrantských osadníků, převážně Skandinávci a jejich otroci, z nichž mnozí byli Irové nebo Skotové. Do roku 930 byla získána většina orné půdy na ostrově; k regulaci Islandského společenství bylo založeno zákonodárné a soudní shromáždění Althing. Islanďané také objevili a osídlili Grónsko. Muž jménem Eiríkur Zrzavý po návratu z výpravy zpět na Island o nově objevené zemi vyprávěl na Althingu a dal jí jméno Grænland (Zelená země), podle Ariho Moudrého proto, aby tam přilákal lidi. Byla zorganizována výprava dvacetipěti lodí a v letech 985–986 zde byly založeny pro nedostatek orné půdy a možností rybolovu velryb zřízeny první osady.Období těchto raných osídlení se shodovalo se středověkým klimatickým optimem, kdy byly teploty podobné teplotám z počátku 20. století. V této době bylo asi 25 % Islandu pokryto lesy, ve srovnání s 1 % v současnosti. Křesťanství bylo přijato konsenzem kolem let 999–1000, ačkoli severské pohanství mezi segmenty populace přetrvávalo ještě několik let.

### Středověk

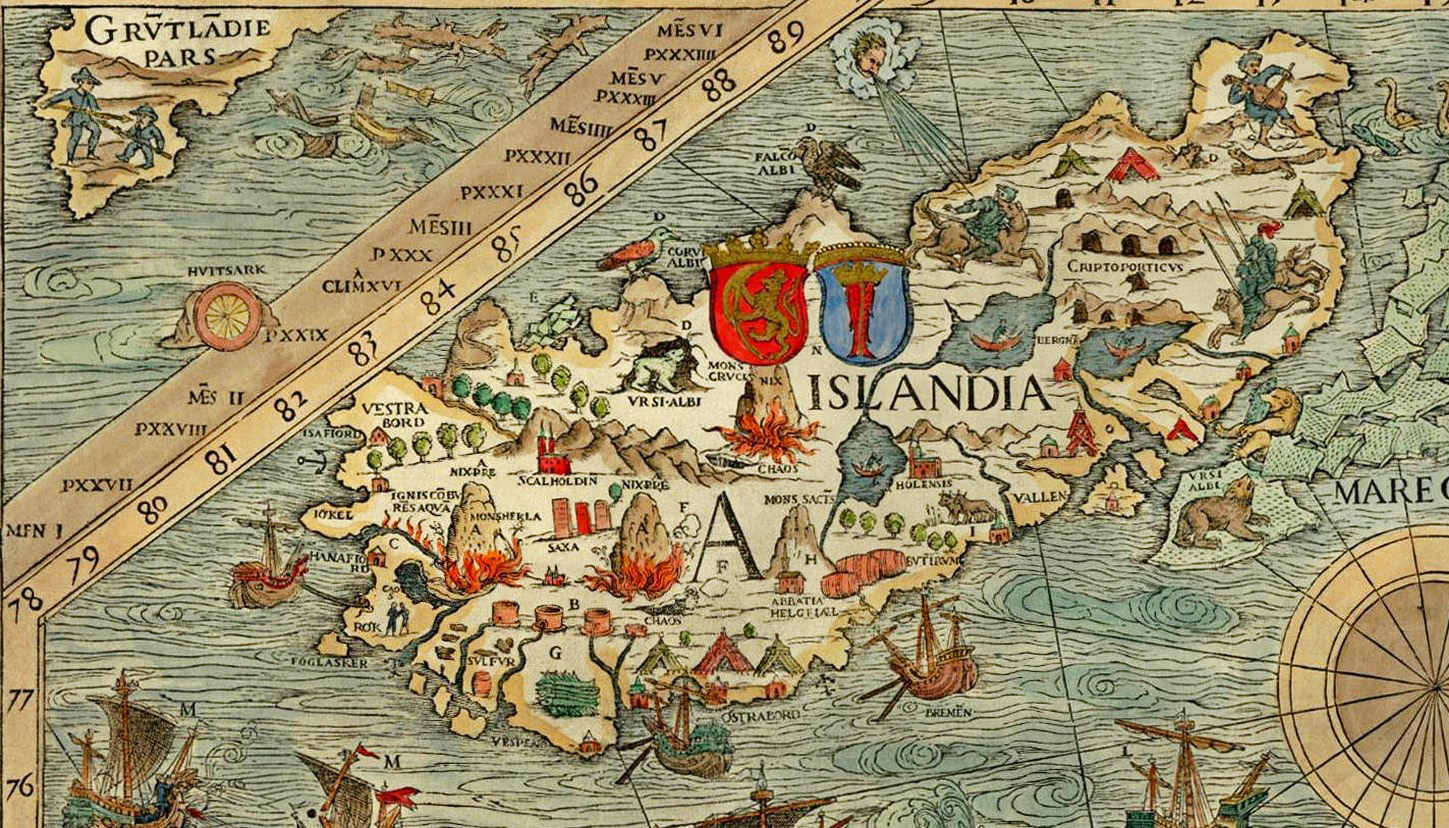
Island na Carta marina (1539)

Islandské společenství vydrželo až do 13. století, kdy se politický systém navržený původními osadníky ukázal být neschopný vyrovnat se s rostoucí mocí islandských náčelníků. Období mezi léty 1220–1262 se v islandských učebnicích nazývá věkem rodu Sturlungů. Na západě země si v tomto období vybudoval panství Snorri Sturluson. Znalostí zákonů a diplomatickou obratností získal na popularitě. Roku 1215 byl zvolen na čtyři roky zákonopravcem a ten byl poté zvolen znovu pro období let 1222–1231.Vnitřní boje a občanské spory Sturlungské éry vedly k podpisu Staré smlouvy v roce 1262, která ukončila společenství a Island nabyl statutu provincie norské koruny. Jedinou povinností Islanďanů bylo složit králi hold a odvádět mu berné. Král se naopak zavazoval zachovávat mír, uznávat islandské zákony a každoroční vyslání několika obchodních lodí se zbožím pro Island. Norský král Magnus Hakonarson se stal prvním králem celého Islandu, pod jeho správu patřily také Faerské ostrovy, Shetlandy, Orknejské a Grónsko. Roku 1363 si v Kodani norský král Hakon VI. vzal desetiletou dceru dánského krále Valdemara Atterdaga Markétu. Po Valdemarově smrti byl zvolen jejich pětiletý syn Olav dánských králem a po otcově smrti zdědil i Norsko. Náhodná dynastická konstelace vedla ke spojení Dánska a Norska pod vládou jednoho panovníka, toto spojení trvalo až do roku 1814. Islanďané tedy složili roku 1382 Olavovi hold a dánští monarchové jim od té doby vládli, až do roku 1918. Naneštěstí Olav zemřel a jeho matka a dosavadní regentka Markéta se dala zvolit královnou Dánska, Norska a roku 1389 i Švédska. Nejvyšší představitelé všech tří zemí potvrdili roku 1397 Kalmarskou unii. Statut provincie Islandu přešla z Norského království (872–1397) na Kalmarskou unii, čímž byla sjednocena království Norska, Dánska a Švédska. Po vystoupení Švédska a následném rozpadu unie v roce 1523 zůstal jako součást Dánska – Norska, s obchodní závislostí na Norsku.
Neplodná půda, sopečné erupce, odlesňování a nelítostné klima přispěly ke krutému životu ve společnosti, kde obživa téměř výhradně závisela na zemědělství. Černá smrt proběhla Islandem dvakrát, nejprve v letech 1402–1404 a znovu v letech 1494–1495. První epidemie zahubila 50 až 60 % populace, druhá 30 až 50 %.

### Reformace a období raného novověku

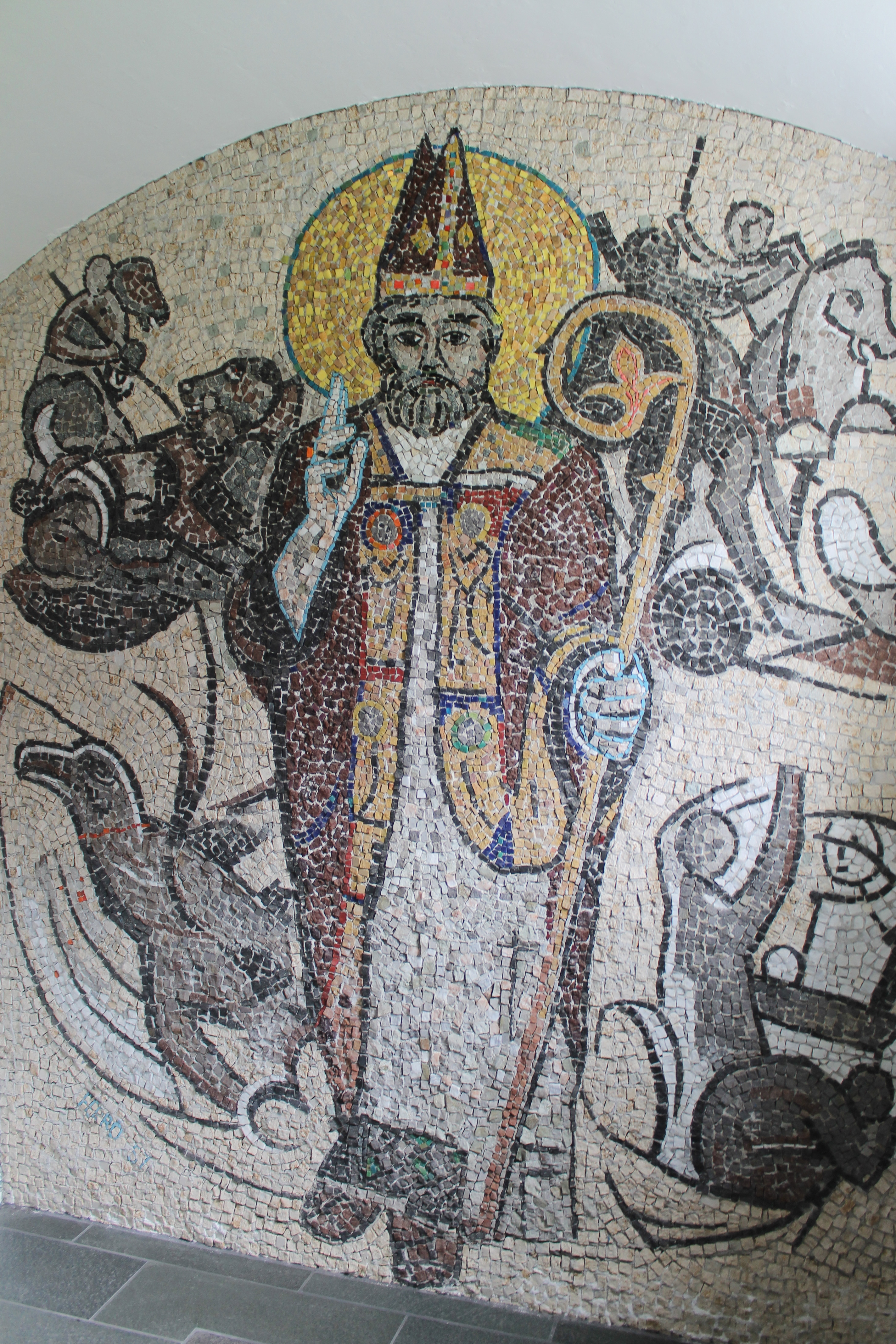
Jón Arason

Kolem poloviny 16. století začal v rámci protestantské reformace dánský král Kristián III. Dánský vnucovat luteránství všem svým poddaným. Jón Arason, poslední katolický biskup v Hólaru, byl sťat v roce 1550 spolu se dvěma svými syny. Země se následně stala oficiálně luteránskou a luteránství od té doby zůstalo dominantním náboženstvím.
V 17. a 18. století zavedlo Dánsko na Island přísná obchodní omezení. Přírodní katastrofy, včetně sopečných výbuchů a nemocí, přispěly ke snižování populace. V létě 1627 byli berberští piráti za událostmi označovanými jako turecké únosy, při nichž byly stovky obyvatel Islandu odvlečeny do otroctví v severní Africe a desítky zabity; toto byla jediná invaze v islandské historii, která způsobila ztráty. Velká epidemie pravých neštovic v 18. století zabila přibližně třetinu populace. V roce 1783 vybuchla sopka Laki s ničivými účinky. V období následujícím po erupci a známém jako Mlhavé strádání (islandsky: Móðuharðindin) uhynula více než polovina všech hospodářských zvířat v zemi. Přibližně čtvrtina populace padla za oběť následného hladomoru.
V roce 1786 získává Reykjavík status města a o rok později je provedeno zrušení dánského obchodního monopolu a je umožněno povolení obchodování všem poddaným dánské říše.

### 1814–1918: Hnutí za nezávislost

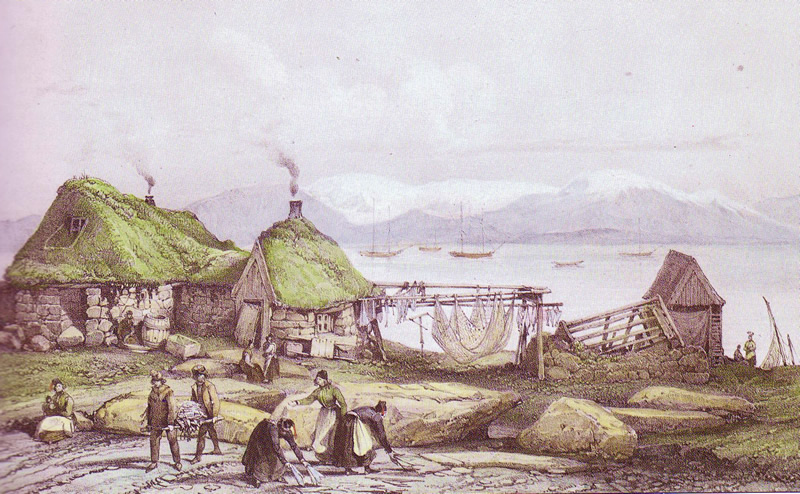
Islandská rybářská osada v 19. století

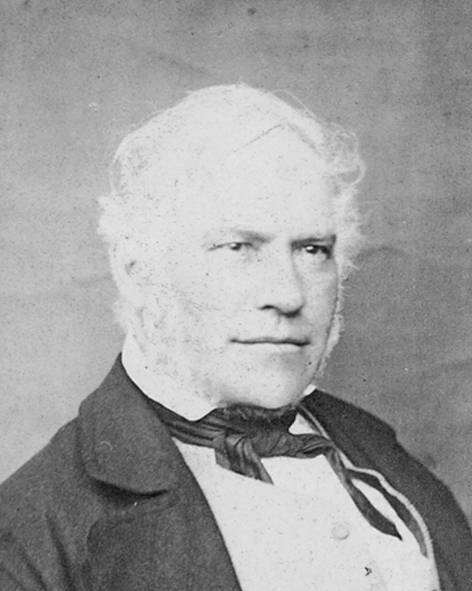
Jón Sigurðsson

V roce 1814, po napoleonských válkách, bylo Dánsko-Norsko rozděleno na dvě samostatná království prostřednictvím smlouvy z Kielu, ale Island zůstal závislý na Dánsku. Po celé 19. století se klima země stále zhoršovalo, což vedlo k masové emigraci do Nového světa, zejména do oblasti Gimli v Manitobě v Kanadě, která byla někdy označována jako Nový Island. Emigrovalo asi 15 000 lidí z celkového počtu 70 000 obyvatel.
V první polovině 19. století vzniklo národní povědomí, inspirované romantickými a nacionalistickými myšlenkami z kontinentální Evropy. Islandské hnutí za nezávislost se formovalo v padesátých letech 19. století pod vedením Jóna Sigurðssona na základě narůstajícího islandského nacionalismu inspirovaného Fjölnismennem a dalšími dánsky vzdělanými islandskými intelektuály. V roce 1874 poskytlo Dánsko Islandu ústavu a omezenou samosprávu. Toto bylo rozšířeno v roce 1904 a Hannes Hafstein sloužil jako první ministr pro Island v dánském kabinetu.
V roce 1886 bylo provedeno první osvětlení ulice v Reykjavíku, 1878 vybudování prvního majáku na Reykjanesu a v roce 1890 bylo dotaženo první telefonní spojení mezi městy Reykjavík a Akureyri. V roce 1904 byla zřízena Islandská banka a roku 1906 bylo provedeno položení podmořského kabelu a ostrov získává telegrafické spojení s cizinou.

### 1918–1944: Nezávislost a Islandské království

Znak Islandu mezi lety 1919–1944

Dánsko-islandský akt Unie, dohoda s Dánskem podepsaná 1. prosince 1918 a platná po dobu 25 let, uznala Island jako plně suverénní a nezávislý stát v personální unii s Dánskem. Vláda Islandu zřídila v Kodani velvyslanectví a po konzultaci s Althingem požádala Dánsko, aby jejím jménem provedlo určité záležitosti obrany a zahraničních věcí. Dánská velvyslanectví po celém světě vykázala dva erby a dvě vlajky: vládu Dánského království a vládu Islandského království. Právní postavení Islandu se stalo srovnatelným s postaveními zemí patřících ke Společenství národů, jako je třeba Kanada.

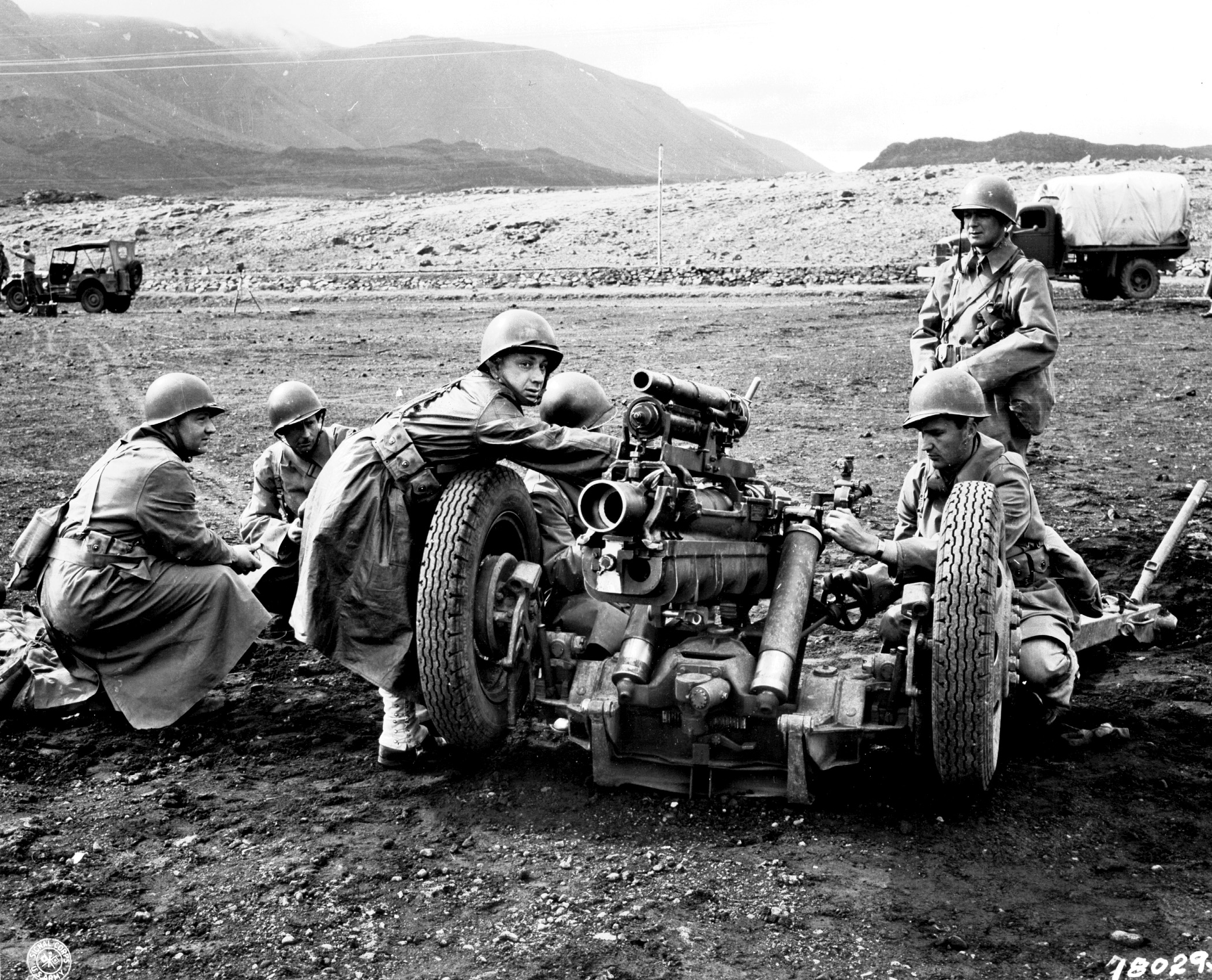
Americká armáda na Islandu (1943)

Během druhé světové války se Island připojil k Dánsku při prosazování neutrality. Po německé okupaci Dánska dne 9. dubna 1940 Althing nahradil krále regentem a prohlásil, že islandská vláda převezme kontrolu nad jeho vlastní obranou a zahraničními záležitostmi.
O měsíc později provedly britské ozbrojené síly operaci Fork, invazi a okupaci země, čímž porušily islandskou neutralitu. Britové se obávali, že Island se navzdory částečnému odseparování od okupovaného Dánska dostane pod německou kontrolu. Islanďané projevili pochopení. 
V roce 1941 vyzvala islandská vláda, přátelská k Británii, tehdejší neutrální Spojené státy, aby převzaly jeho obranu, aby Británie mohla použít svá vojska jinde. Američané na Islandu vybudovali především letiště u města Keflavík a rozmístili na ostrově radarové stanice. Díky Američanům se rapidně snížila nezaměstnanost. V době nejvyššího stavu měly USA na Islandu 47 000 vojáků.

### 1944–1999: Islandská republika

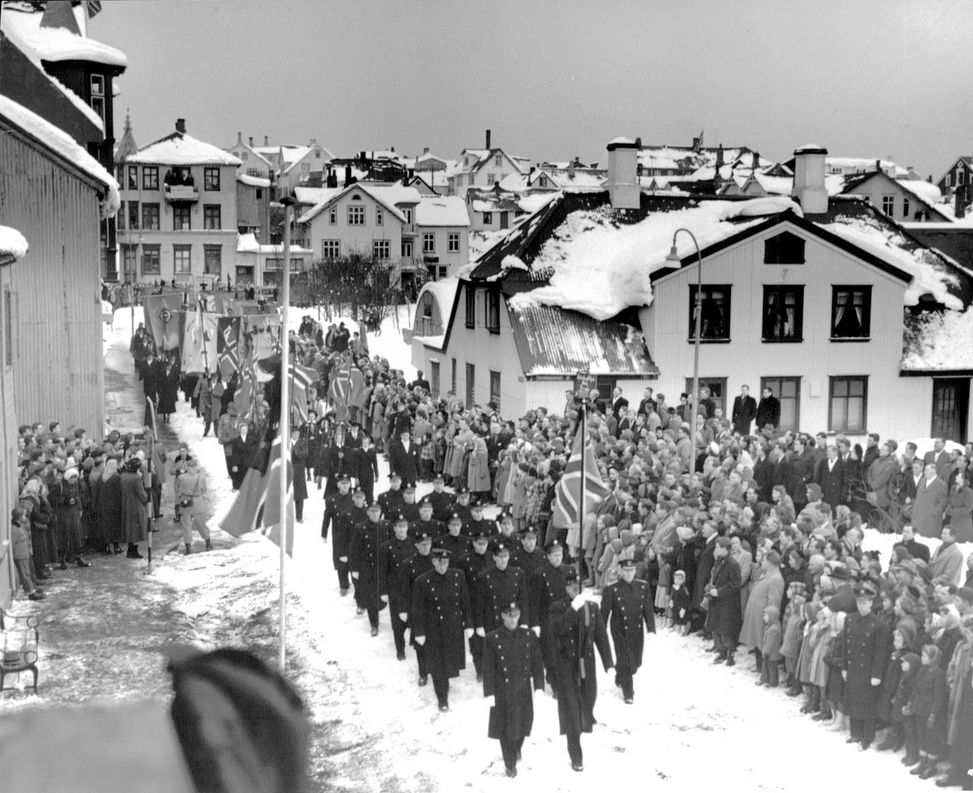
Pohřeb prvního prezidenta Sveinna Björnssona roku 1952

Dne 31. prosince 1943 vypršel dánsko-islandský zákon o unii po 25 letech. Počínaje 20. květnem 1944 Islanďané hlasovali ve čtyřdenním plebiscitu o tom, zda ukončit personální unii s Dánskem, zrušit monarchii a nastolit republiku. Hlasování o ukončení unie bylo 97 % a 95 % ve prospěch nové republikánské ústavy. Island se formálně stal republikou dne 17. června 1944, přičemž jeho prvním prezidentem byl Sveinn Björnsson. Král Kristián X. poslal k tomuto dni telegram, v němž vyjádřil politování nad tím, že se s ním islandský lid rozchází za těchto poměrů, ale popřál mu vše nejlepší. Změna ústavy spočívala převážně v nahrazení slova král slovem prezident.

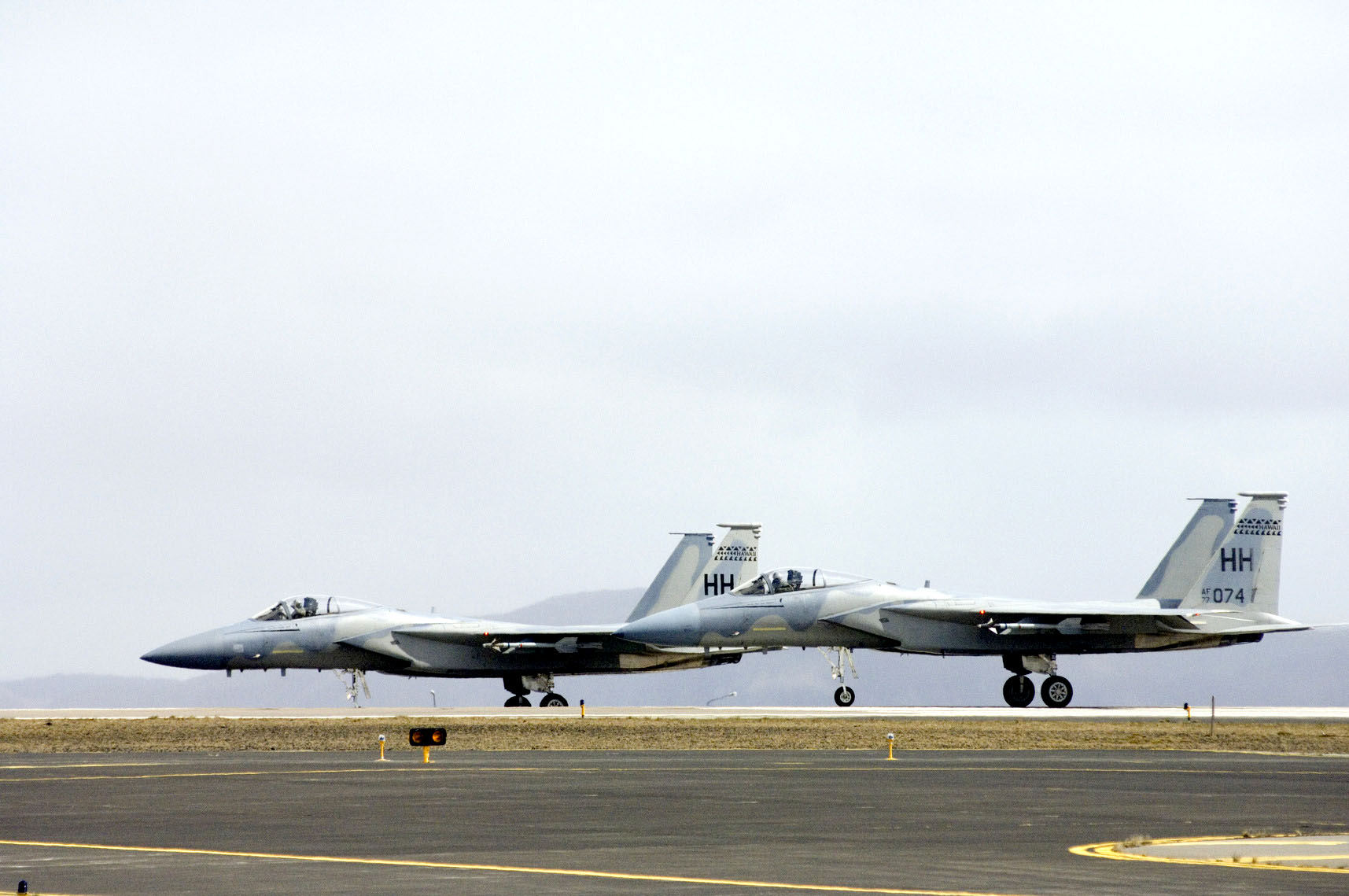
Vojenské letouny Spojených států na letišti v Keflavíku

V roce 1946 opustily spojenecké obranné síly USA Island. Národ se formálně stal členem NATO dne 30. března 1949, uprostřed domácích kontroverzí a nepokojů. Dne 5. května 1951 byla podepsána obranná dohoda se Spojenými státy. Američtí vojáci se vrátili na Island jako Islandské obranné síly a zůstali po celou dobu studené války. USA stáhly poslední ze svých sil dne 30. září 2006.
Island během druhé světové války prosperoval. Okamžitě po poválečném období následoval výrazný ekonomický růst, tažený industrializací rybářského průmyslu a programem Marshallova plánu USA, díky kterému Islanďané obdrželi největší pomoc na obyvatele ze všech evropských zemí. Od roku 1971 byly z Dánska postupně navracovány islandské rukopisy.
Sedmdesátá léta byla poznamenána tresčími válkami – několika konflikty se Spojeným královstvím ohledně prodloužení rybolovných omezení Islandem na 370 km na moři. 

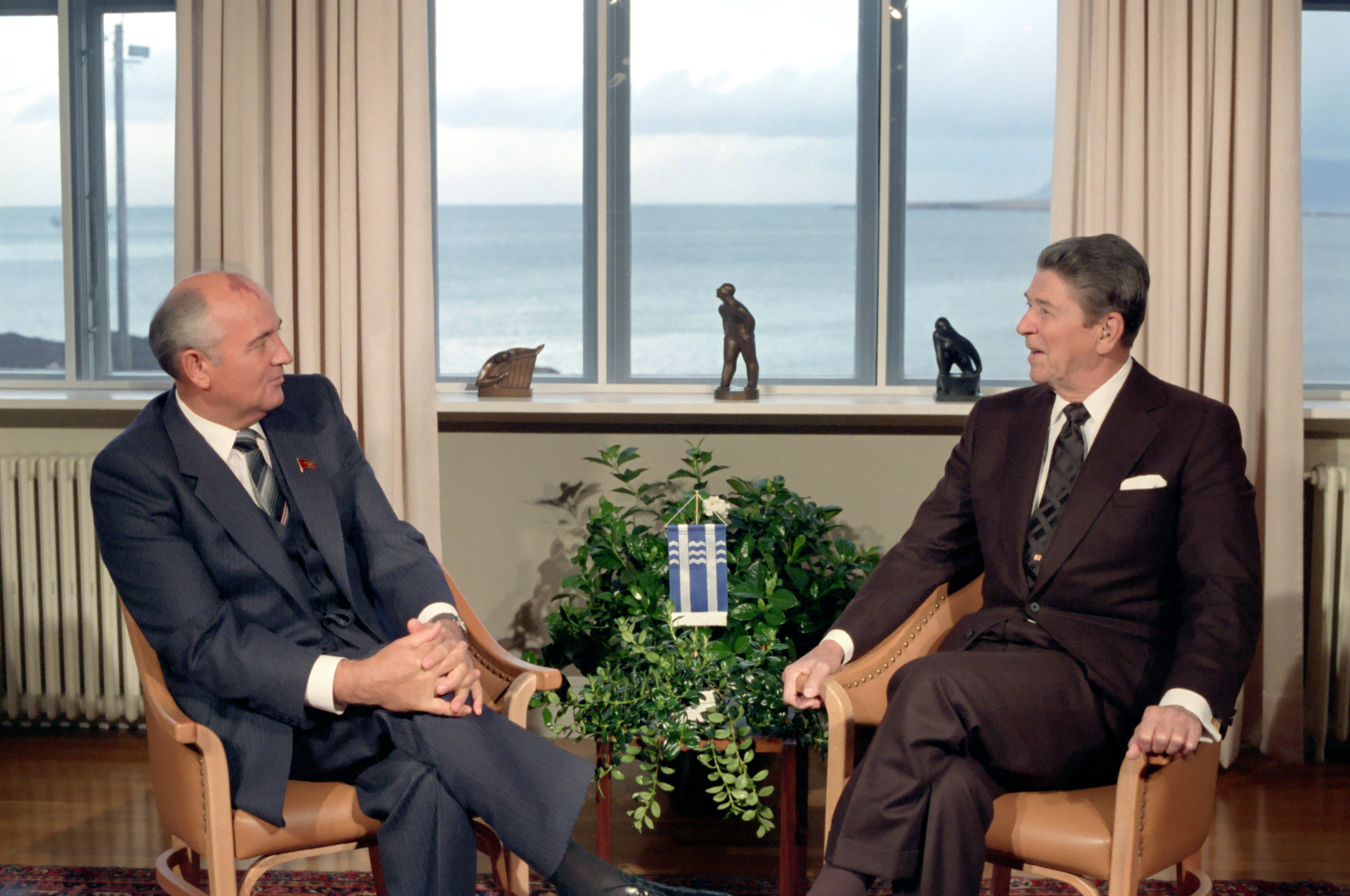
Summit v Reykjavíku (1986)

Island uspořádal v roce 1986 v Reykjavíku summit mezi americkým prezidentem Ronaldem Reaganem a sovětským premiérem Michailem Gorbačovem, na němž tito představitelé dvou nejvýznamnějších světových velmocí podnikli významné kroky k jadernému odzbrojení. O několik let později se Island stal první zemí, která uznala nezávislost Estonska, Lotyšska a Litvy, když se odtrhly od SSSR. V průběhu 90. let země rozšířila svoji mezinárodní roli a vyvinula zahraniční politiku zaměřenou na humanitární a mírové účely. Za tímto účelem poskytl Island pomoc a odborné znalosti různým intervencím NATO v Bosně, Kosovu a Iráku.[zdroj?]
Island vstoupil do Evropského hospodářského prostoru v roce 1994, poté byla ekonomika výrazně diverzifikována a liberalizována. Mezinárodní hospodářské vztahy se dále prohloubily po roce 2001, kdy nově deregulované islandské banky začaly zvyšovat velké objemy zahraničního dluhu, což přispělo k 32% nárůstu hrubého národního příjmu Islandu v letech 2002 až 2007.

### 21. století

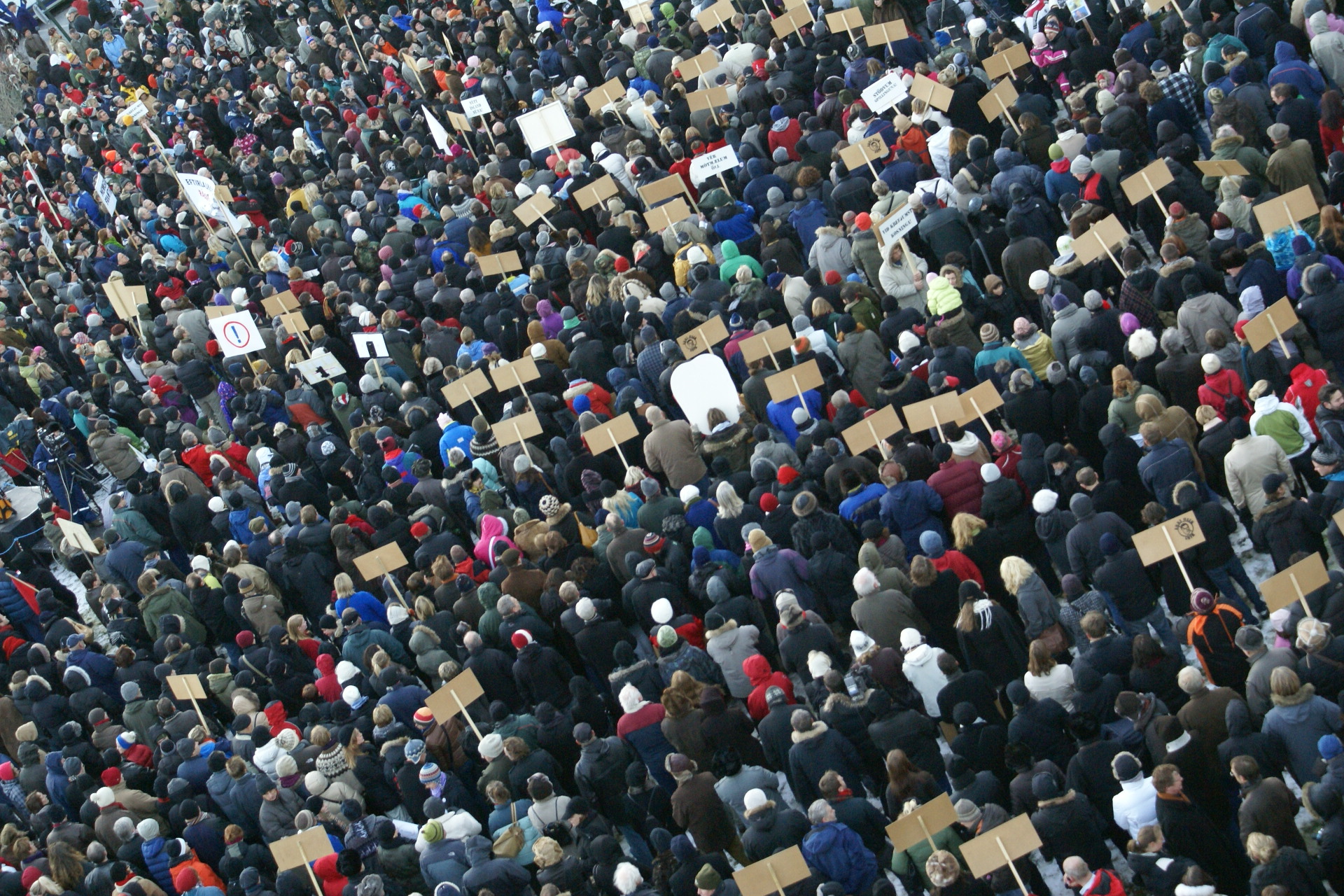
Protesty po vypuknutí finanční krize

V letech 2003–2007, po privatizaci bankovního sektoru za vlády Davida Oddssona, se Island posunul směrem k ekonomice založené na mezinárodním investičním bankovnictví a finančních službách. Rychle se z něj stala jedna z nejvíce prosperujících zemí světa, ale těžce ho zasáhla velká finanční krize. Krize vyústila v největší migraci z Islandu od roku 1887, s čistou emigrací 5 000 lidí v roce 2009 a v pád vlády premiéra Geira Haardeho. Islandská ekonomika se stabilizovala za vlády Jóhanny Sigurðardóttirové a v roce 2012 vzrostla o 1,6 %. Středo-pravá Strana nezávislosti byla ve volbách v roce 2013 vrácena k moci v koalici s Progresivní stranou. V následujících letech došlo na Islandu k prudkému nárůstu cestovního ruchu, protože se země stala oblíbenou prázdninovou destinací. V roce 2016 odstoupil předseda vlády Sigmundur Davíð Gunnlaugsson poté, co byl zapleten do skandálu Panamských dokumentů. Předčasné volby v roce 2016 vyústily v pravicovou koaliční vládu Strany nezávislosti, Reformní strany a Světlé budoucnosti pod vedením Bjarniho Benediktssona. Tato vláda padla, když ji opustila strana Světlé budoucnosti poté, co vyšlo najevo, že Bjarniho otec, bohatý podnikatel Benedikt Sveinsson, se přimluvil u úřadů za navrácení občanských práv odsouzenému pedofilovi Hjaltimu Sigurjónu Haukssonovi, který dostal v roce 2004 dvanáct let vězení za zneužívání nezletilé dcery, což byl největší mediálně známý pedofilní případ v islandské historii. Rychlé volby v říjnu 2017 přivedly k moci novou koalici složenou ze Strany nezávislosti, Progresivní strany a Hnutí zelené levice v čele s Katrín Jakobsdóttir.
16. června 2009 podal Island přihlášku do Evropské unie, kterou následně 11. března 2015 stáhl a přístupové rozhovory byly zastaveny.

## Státní symboly

### Vlajka
Islandská vlajka je tvořena modrým listem o poměru stran 18:25 s červeným, bíle lemovaným, skandinávským křížem.

### Znak
Islandský státní znak je tvořen štítem, opakujícím islandskou vlajku. Štítonoši jsou čtyři mytologické postavy – heraldicky vpravo stříbrný Pták Noh se zlatou zbrojí a červeným jazykem, tmavě šedý býk se zlatou zbrojí a vlevo tmavě šedý drak se zlatou zbrojí a červeným jazykem a obr se stříbrnou holí a stříbrným, zlatě podšitým pláštěm, převázaným zlatou šňůrou. Půdu tvoří stříbrný, čedičový kámen představující ostrov.

### Hymna
Islandská hymna je píseň Lofsöngur, známá též jako Ó Guð vors lands (česky Bože naší země). Slova hymny napsal Matthías Jochumsson a hudbu složil Sveinbjörn Sveinbjörnsson.

## Geografie

Mapa Islandu

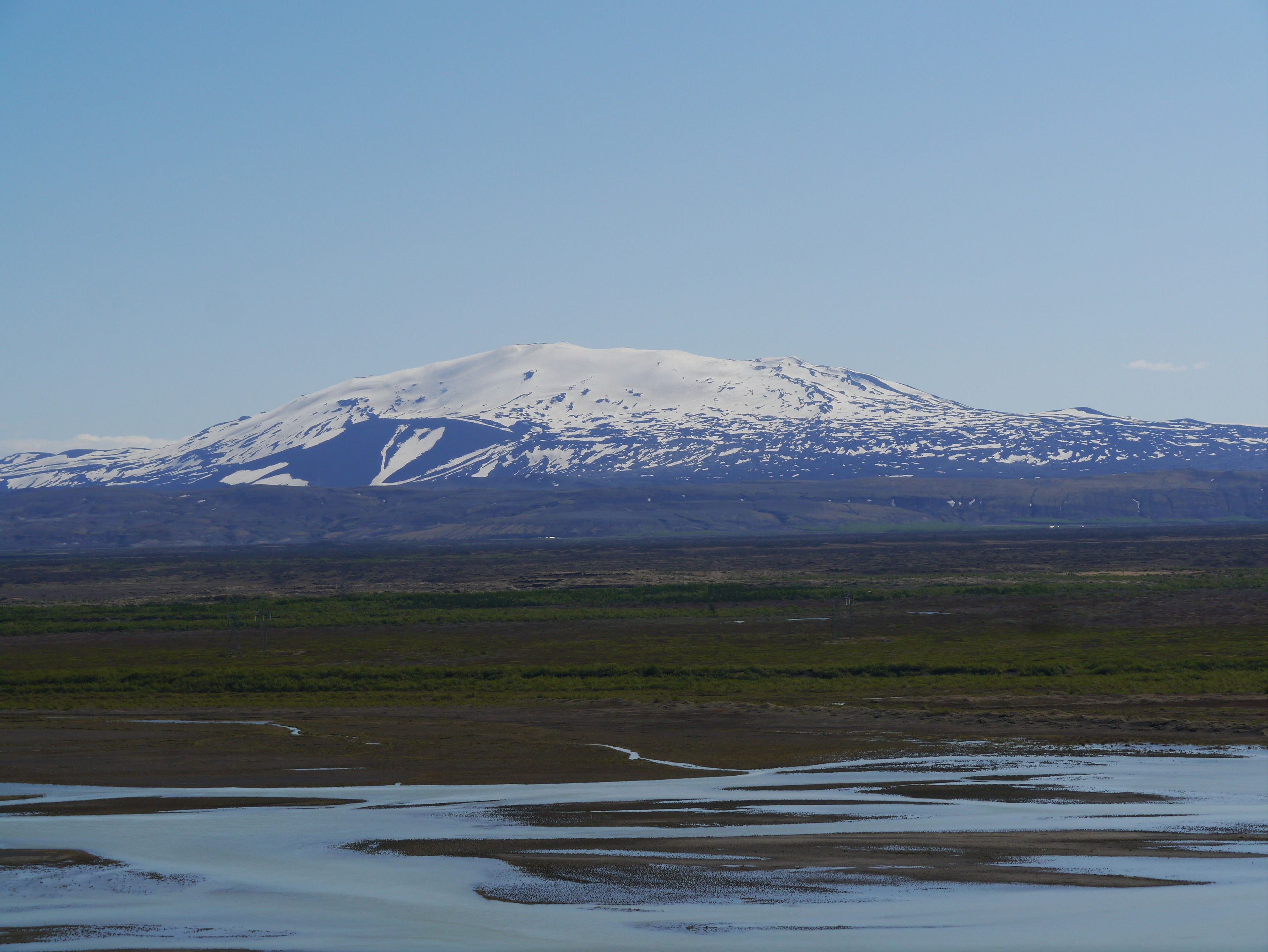
Sopka Hekla

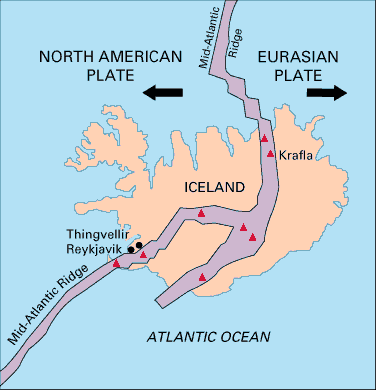
Mapa geologického složení

Island je na křižovatce severního Atlantiku a Severního ledového oceánu. Hlavní ostrov je zcela na jih od polárního kruhu, který prochází malým islandským ostrovem Grímsey u severního pobřeží hlavního ostrova. Země leží mezi 63 a 68° severní šířky a 25 až 13° západní délky.
Island je blíže kontinentální Evropě než kontinentální Severní Americe, přestože je nejblíže Grónsku (290 km), ostrovu Severní Ameriky. Island je obecně zahrnut do Evropy z geografických, historických, politických, kulturních, jazykových a praktických důvodů. Geologicky ostrov zahrnuje části obou kontinentálních desek. Nejbližší výspou Evropy jsou Faerské ostrovy (420 km); Jan Mayen (570 km, 350 mi); Shetlandy a Vnější Hebridy, oba asi 740 km; a skotská pevnina a Orkneje, oba asi 750 km. Nejbližší částí kontinentální Evropy je pevninské Norsko, vzdálené asi 970 km, zatímco pevninská Severní Amerika je vzdálená 2 070 km na severním cípu Labradoru.
Island je 18. největším ostrovem na světě a po Velké Británii druhým největším ostrovem v Evropě. (Ostrov Irsko je třetí.) Hlavní ostrov pokrývá 101 826 km², ale celá země má rozlohu 103 000 km², z čehož 62,7 % tvoří tundra. Island zahrnuje asi 30 menších ostrovů, včetně mírně osídleného ostrova Grímsey a souostroví Vestmannaeyjar. Jezera a ledovce pokrývají 14,3 % jeho povrchu; pouze 23 % je vegetativních. Největší jezera jsou vodní nádrž Þórisvatn: 83–88 km² a Þingvallavatn: 82 km²; mezi další důležitá jezera patří Lagarfljót a Mývatn. Jökulsárlón je nejhlubší jezero, 248 m.

Geologicky je Island součástí středoatlantického hřbetu, hřebene, kolem kterého se šíří oceánská kůra a formuje novou oceánskou kůru. Tato část středooceánského hřebene se nachází nad chocholem pláště, což způsobuje, že Island je subaeriální (nad hladinou moře). Hřeben označuje hranici mezi eurasijskou a severoamerickou deskou a Island byl vytvořen riftingem a narůstáním vulkanismu podél hřebene.

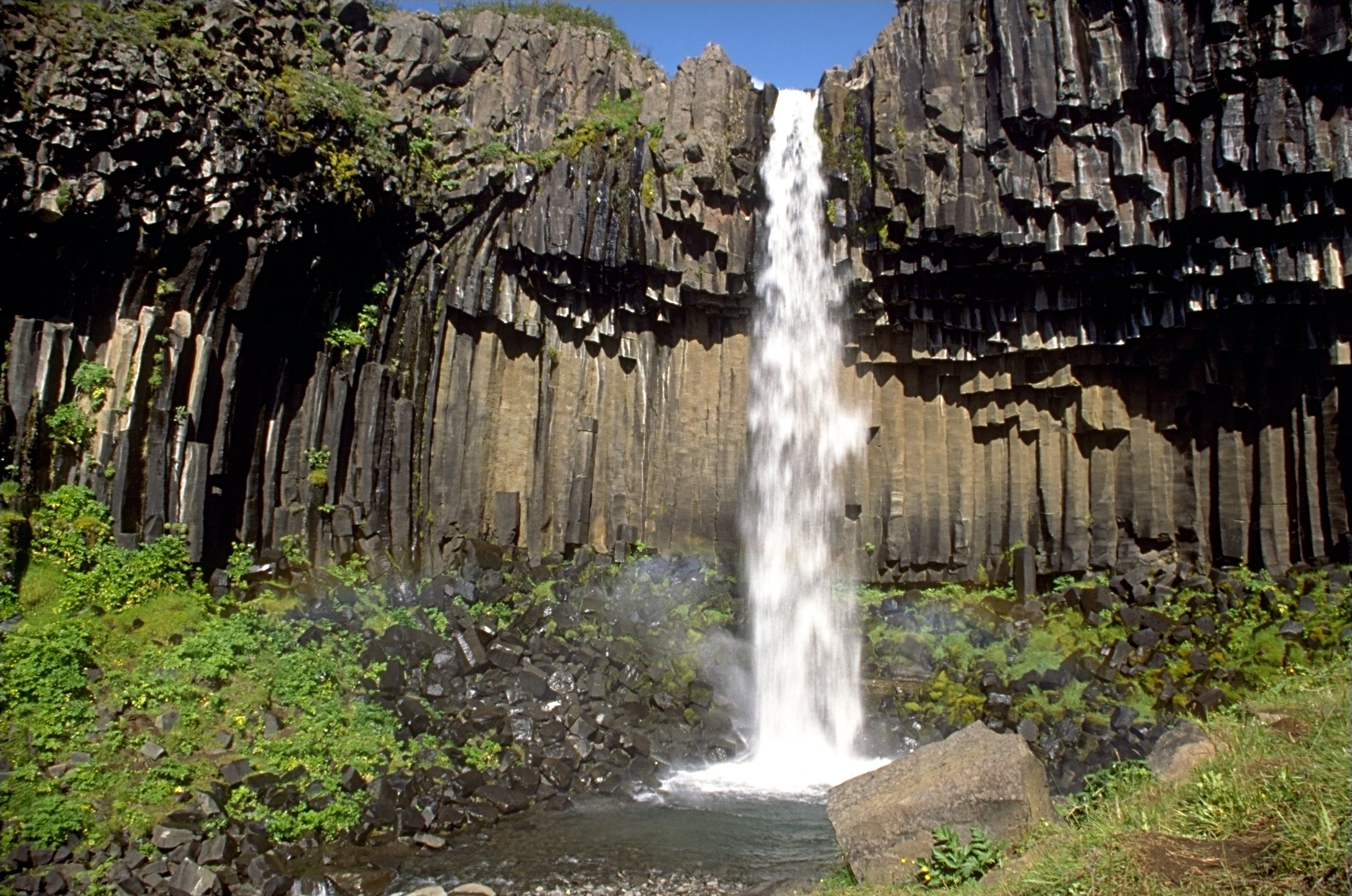
Národní park Skaftafell

Mnoho fjordů přerušuje islandské pobřeží dlouhé 9 970 km, které je také místem, kde se nachází většina osad. Vnitrozemí, vysočina Islandu, je chladná a neobyvatelná kombinace písku, hor a lávových polí. Mezi hlavní města patří hlavní město Reykjavík spolu s odlehlými městy Kópavogur, Hafnarfjörður a Garðabær poblíž Reykjanesbær, kde se nachází mezinárodní letiště, a město Akureyri na severu Islandu. Na ostrově Grímsey za polárním kruhem se nachází nejsevernější obydlí Islandu, zatímco na Kolbeinsey jeho nejsevernější bod. Island má tři národní parky: národní park Vatnajökull, národní park Snæfellsjökull a národní park Þingvellir. Země je považována za „silnou v oblasti ochrany životního prostředí“ a v indexu environmentálního výkonu Yale University z roku 2012 se umístila na 13. místě.

### Topografie
Zejména střed a východ ostrova se nachází ve značné nadmořské výšce, směrem k severnímu pobřeží vybíhají řekami oddělené hřbety.
Nejvyšším vrcholem je Hvannadalshnjúkur, která je součástí ledovce Vatnajökull. Ve vnitrozemí se tyčí sopky Herðubreið (1682 m) a Askja (1510 m).

### Geologie

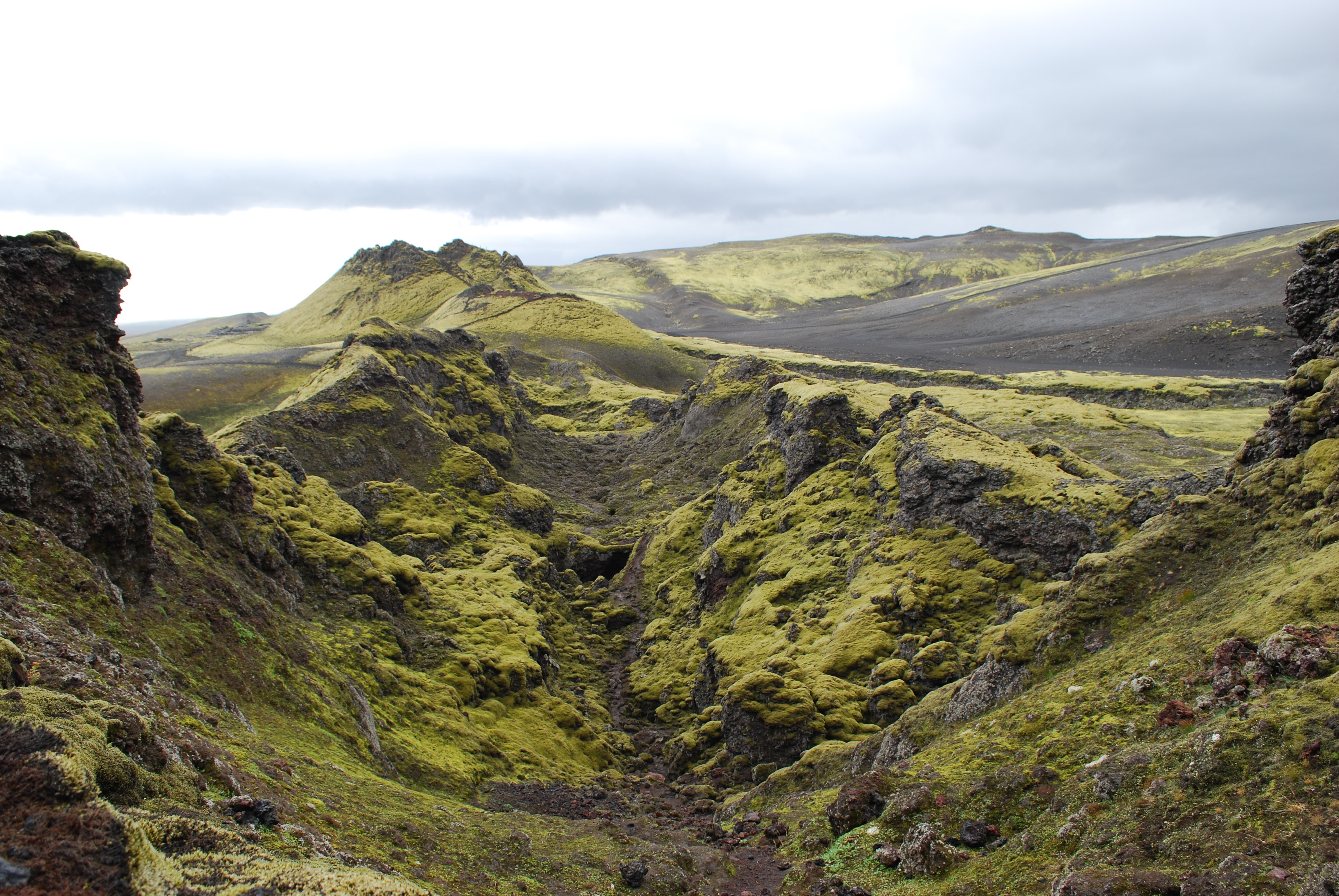
Pohled na prasklinu ve středu sopky Laki

Povrchové vzezření geologicky mladé země určuje Islandská plošina, velká magmatická provincie, která se formuje v důsledku vulkanismu. Ostrov leží na tzv. horké skvrně (hot spot) podobné těm, jaké jsou pod Havajskými ostrovy nebo Yellowstonským národním parkem, a často označované jako „islandský chochol“. Jde o vyklenutí žhavého magmatu do riftové zóny mezi severoamerickou a euroasijskou litosférickou deskou. Islandský chochol je největší a nejvýkonnější na světě (přibližně jednu třetinu vyvřelé lávy na celé zeměkouli za posledních 10 000 let vyvřely sopky na Islandu). Geologicky je ostrov součástí Středoatlantského hřbetu, který se táhne středem Atlantského oceánu zhruba v severojižním. Island je jediným místem, kde hřbet vystupuje nad hladinu oceánu. To znamená, že ostrov je vysoce geologicky aktivní s mnoha sopkami, včetně sopek Hekla, Eldgjá, Herðubreið a Eldfell. Sopečná erupce Laki v letech 1783–1784 způsobila hladomor, který zabil téměř čtvrtinu obyvatel ostrova. Erupce navíc způsobila, že se nad většinou Evropy a částmi Asie a Afriky několik měsíců poté objevovaly mračna a opar, které negativně a ovlivňovaly klima v těchto i dalších oblastech. Objevují se názory, že dopady těchto neblahých změn měly svůj díl na vypuknutí Velké francouzská revoluce
Island má mnoho gejzírů, včetně Geysiru, od kterého je odvozeno české slovo, a slavný Strokkur, který vytryskne každých 8–10 minut. Po fázi nečinnosti začal Geysir znovu tryskat po sérii zemětřesení v roce 2000. Geysir od té doby ztichl a nevytryskne často.

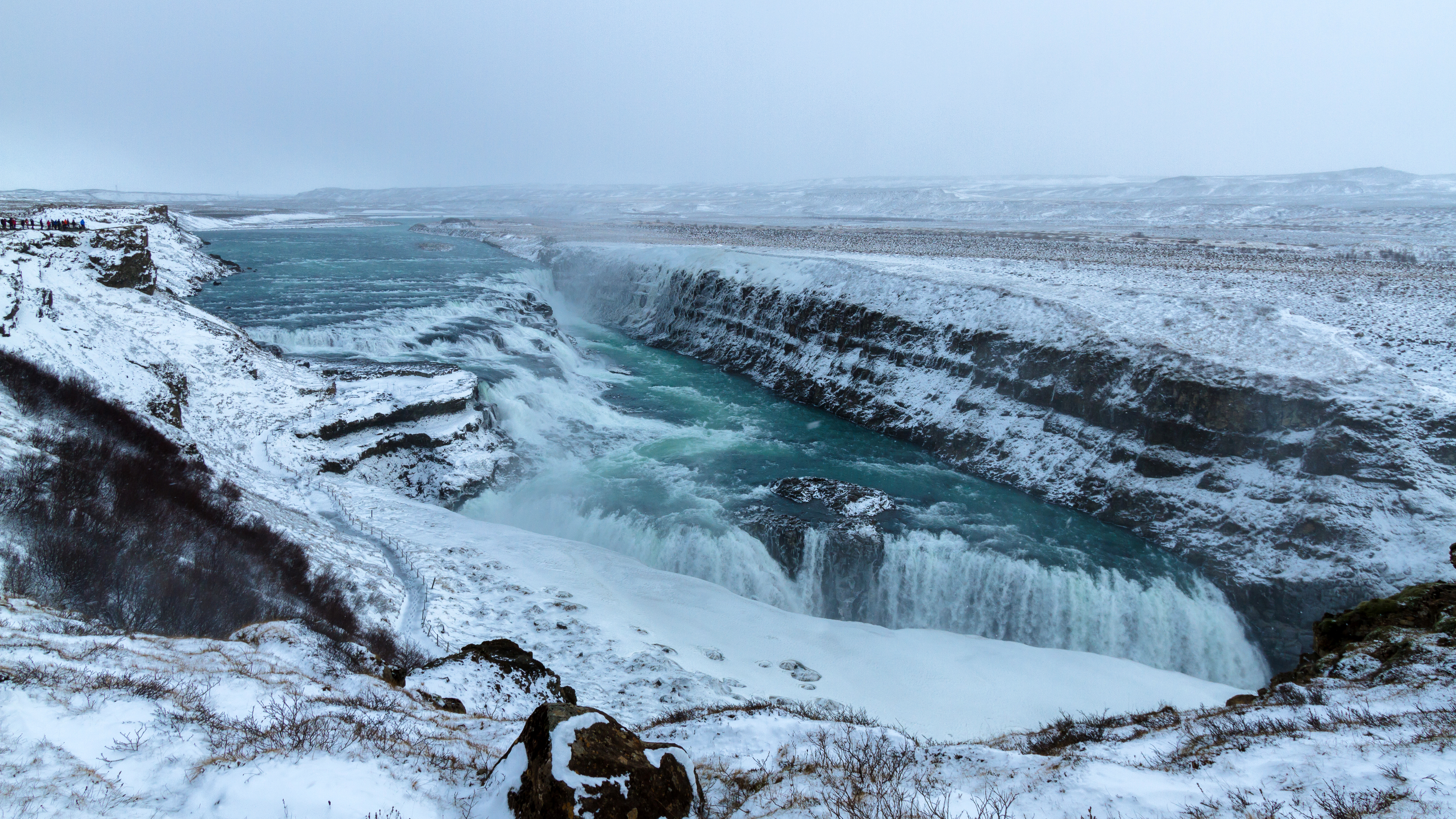
Geologické zvláštnosti ostrova zplodily i Zlatý vodopád

Díky široké dostupnosti geotermální energie a využití mnoha řek a vodopádů pro vodní energii má většina obyvatel přístup k levné teplé vodě, vytápění a elektřině. Ostrov tvoří převážně čedič, láva s nízkým obsahem oxidu křemičitého spojená s výlevným vulkanismem, jak k tomu došlo také na Havaji. Island má však řadu vulkanických typů (kompozitní a puklinové), mnoho z nich produkuje více vyvinuté lávy, jako je ryolit a andezit. Island má stovky sopek s přibližně 30 aktivními vulkanickými systémy.
Surtsey, jeden z nejmladších ostrovů na světě, je součástí Islandu. Byl pojmenován po obrovi jménem Surtr a vzrostl nad oceánem v řadě sopečných erupcí mezi 8. listopadem 1963 a 5. červnem 1968. Ostrov mohou navštívit pouze vědci, zkoumající růst nového života.
21. března 2010 vybuchla sopka v Eyjafjallajökull na jihu Islandu poprvé od roku 1821 a 600 lidí muselo uprchnout ze svých domovů. Další erupce dne 14. dubna přinutily stovky lidí opustit své domovy. Výsledný mrak sopečného popela přinesl velké narušení letecké dopravy po Evropě.

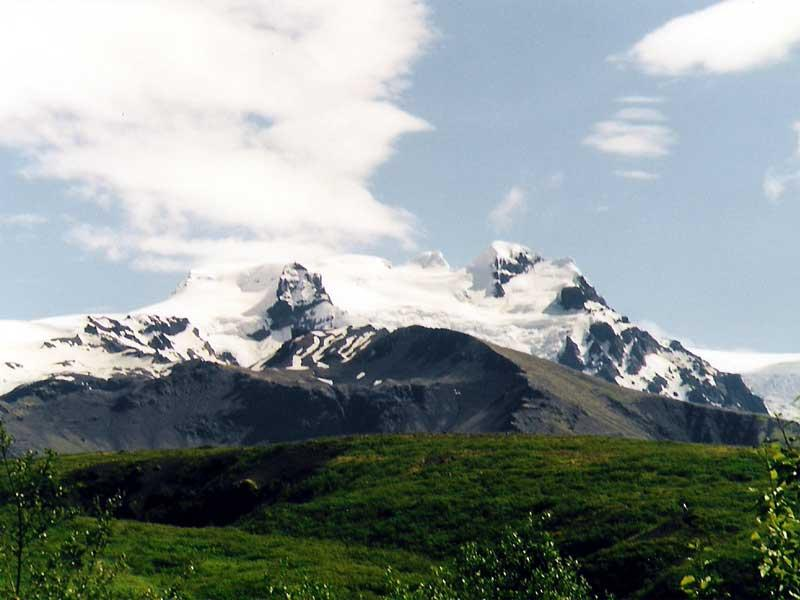
Hvannadalshnjúkur

Další velká erupce nastala 21. května 2011. Tentokrát to byla sopka Grímsvötn, která se nachází pod hustým ledem největšího evropského ledovce Vatnajökull. Grímsvötn je jednou z nejaktivnějších islandských sopek a tato erupce byla mnohem silnější než aktivita Eyjafjallajökull z roku 2010, kdy se popel a láva vrhly do atmosféry do výšky 20 km a vytvořily tak velký mrak. Poslední erupce v podobě několikasetmetrové pukliny, ze které vytéká láva, nastala na začátku srpna 2022 z vulkánu Fagradalsfjall, který je 32 kilometrů od hlavního města a je v blízkosti mezinárodního letiště v Keflavíku.
Největší nadmořská výška pro Island je uvedena jako 2110 m v Hvannadalshnjúkur (64 ° 00 'severní šířky 16 ° 39' západní délky).

### Podnebí

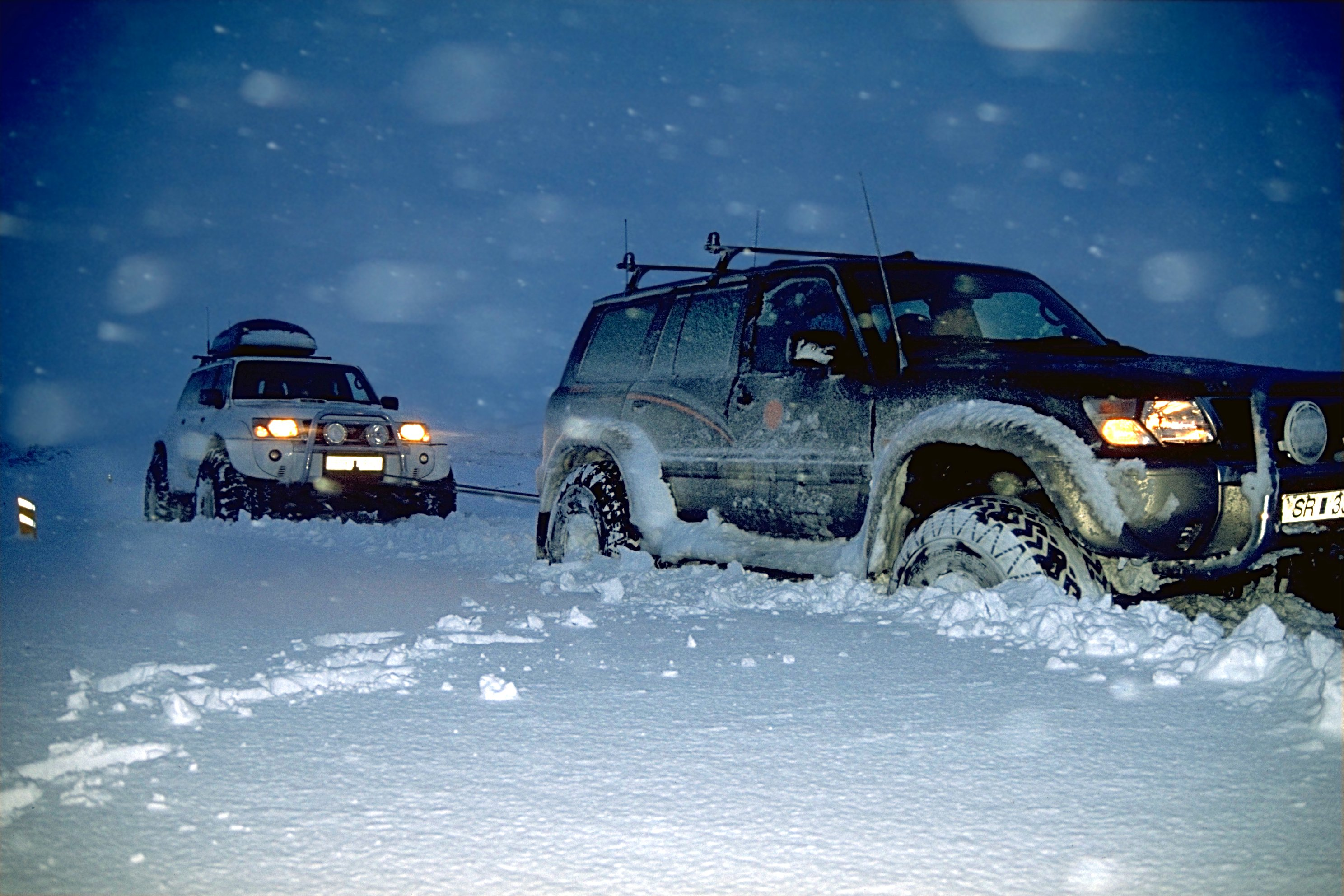
Sněžení na Islandu v zimě

Podnebí islandského pobřeží je subarktické. Teplý severoatlantický proud zajišťuje obecně vyšší roční teploty než jsou běžné na většině míst podobné zeměpisné šířky na světě. Mezi regiony na světě s podobným podnebím patří Aleutské ostrovy, Aljašský poloostrov a Ohňová zem, ačkoli tyto regiony jsou blíže k rovníku. Navzdory své blízkosti k Arktidě zůstává pobřeží ostrova přes zimu bez ledu. Ledové vpády jsou vzácné, naposledy k nim došlo na severním pobřeží v roce 1969.
Klima se mezi jednotlivými částmi ostrova liší. Obecně lze říci, že jižní pobřeží je teplejší, vlhčí a větrnější než sever. Střední vysočina je nejchladnější částí země. Nízko položené vnitrozemské oblasti na severu jsou nejvíce vyprahlé. Sněžení v zimě je častější na severu než na jihu.
Nejvyšší zaznamenaná teplota vzduchu byla 30,5 °C dne 22. června 1939 v Teigarhornu na jihovýchodním pobřeží. Nejnižší teplota byla −38 °C 22. ledna 1918 v Grímsstaðir a Möðrudalur v severovýchodním vnitrozemí. Teplotní rekordy pro Reykjavík jsou 26,2 °C dne 30. července 2008 a -24,5 °C dne 21. ledna 1918.

### Ledovce

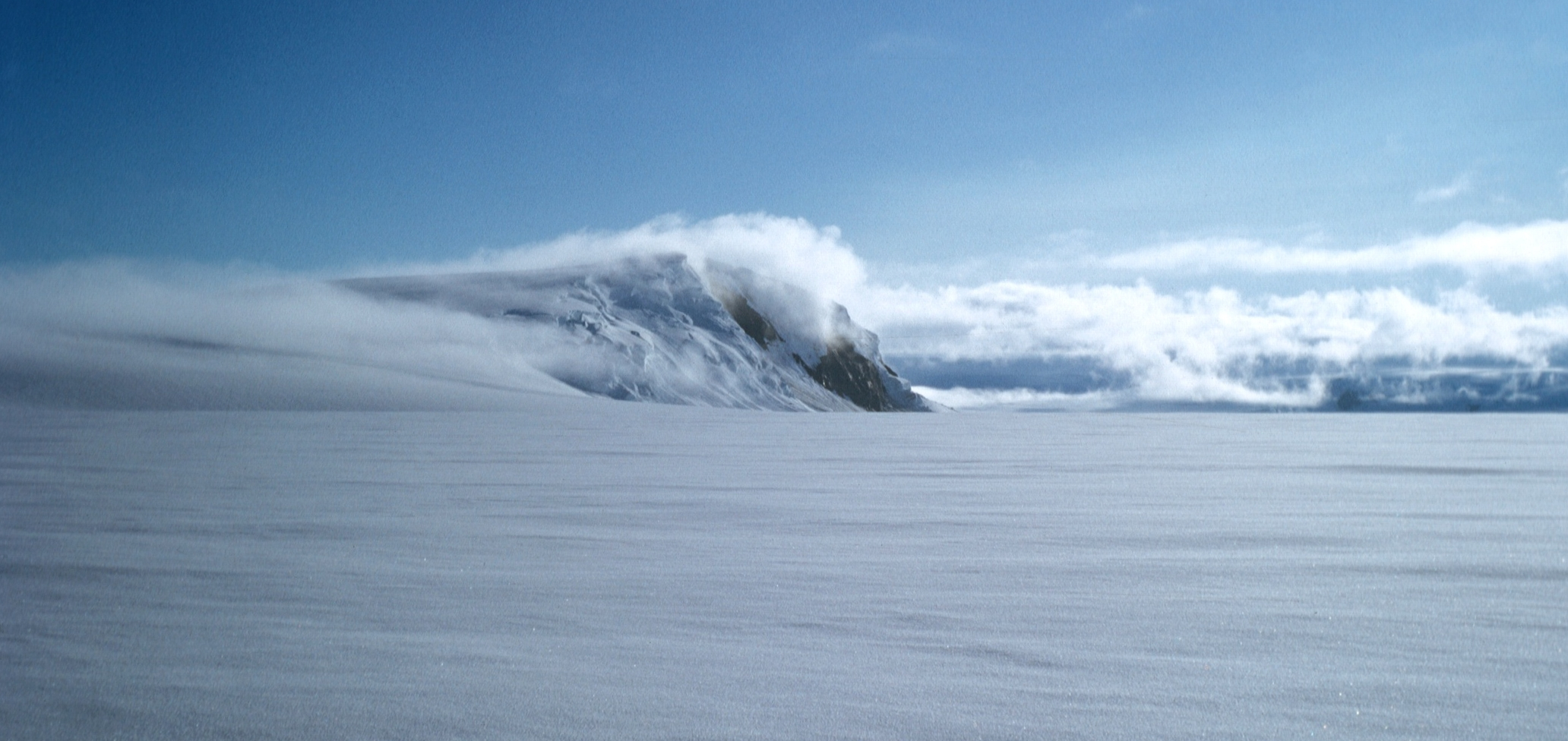
Vulkán Grímsvötn na ledovci Vatnajökull

Prakticky celý ostrov nese stopy po činnosti ledovců, jako jsou velká ledovcová údolí s čedičovými vrstvami vyhlazenými při pohybu ledové hmoty, nebo naopak rozbrázděnými úlomky materiálu, který uvízl na bázi ledovců. Podobně svědčí o ledovcové aktivitě i množství morén a obrovské výplavové plošiny – sandry. V pleistocénu prodělal ostrov klimatické změny, které měly za následek postup a ústup ledovců. Celkem ledovce pokrývají 11 % rozlohy Islandu.

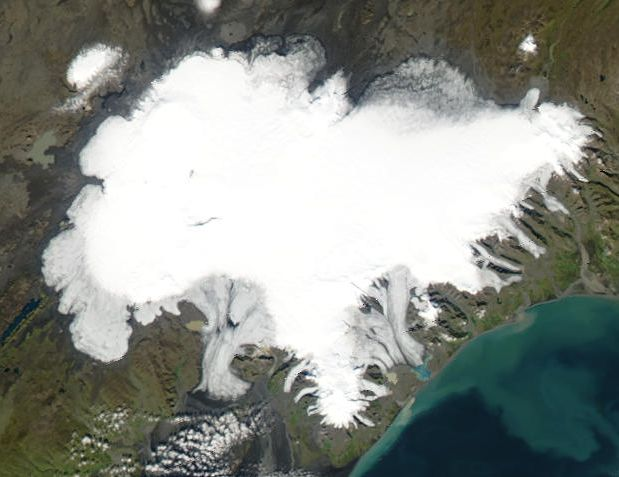
ledovec Vatnajökull z družice

Největší ledovcová oblast ostrova a celé Evropy, Vatnajökull na jihovýchodě měří 8 100 km², což představuje zhruba 8 % rozlohy Islandu. Ačkoliv Vatnajökull vypadá jako jednoduchá ledovcová čapka, ve skutečnosti se skládá z několika nezávislých ledových těles umístěných na podledovcových sopečných vrcholech. Sopky překryté ledovou hmotou jsou v řadě případů aktivní (naposledy v r. 1997). Jejich činnost vyvolala katastrofické povodně, které se valily údolím řeky Jökulsá á Fjöllum a vytvořily unikátní tvary na severním pobřeží ostrova.

### Řeky a jezera

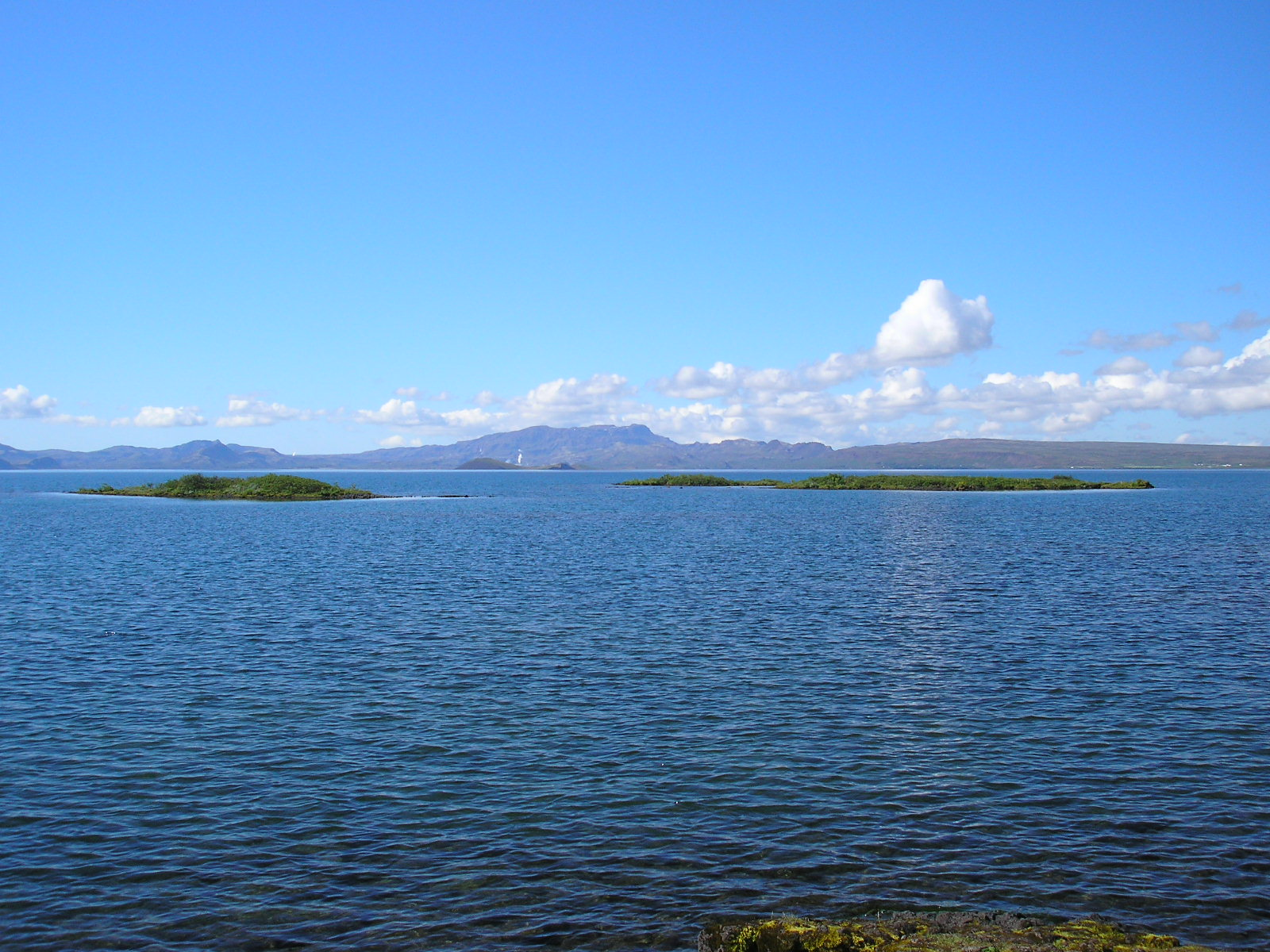
jezero Þingvallavatn

2 750 km² státu tvoří voda, což je 2,67 % povrchu státu. V horských oblastech pramení největší zdejší řeky napájené ledovci. Patří mezi ně Thjórsá, Hvítá a nejvodnatější Jökulsá á Fjöllum. V důsledku mladých tektonických pohybů se vodní toky vyznačují množstvím vodopádů založených na puklinách a zlomech (Dettifoss, Skógafoss, Gullfoss). Typickým rysem krajiny je také množství jezer vytvořených činností ledovců (jezero Lagarfljót) nebo vzniklých v důsledku tektonických poklesů (jezero Thingvallavatn). Řada jezer vznikla v kráterech sopek (maar Vítí), případně jsou hrazena lávovými proudy (jezero Mývatn) či ledovcovými morénami.

### Termální prameny a gejzíry

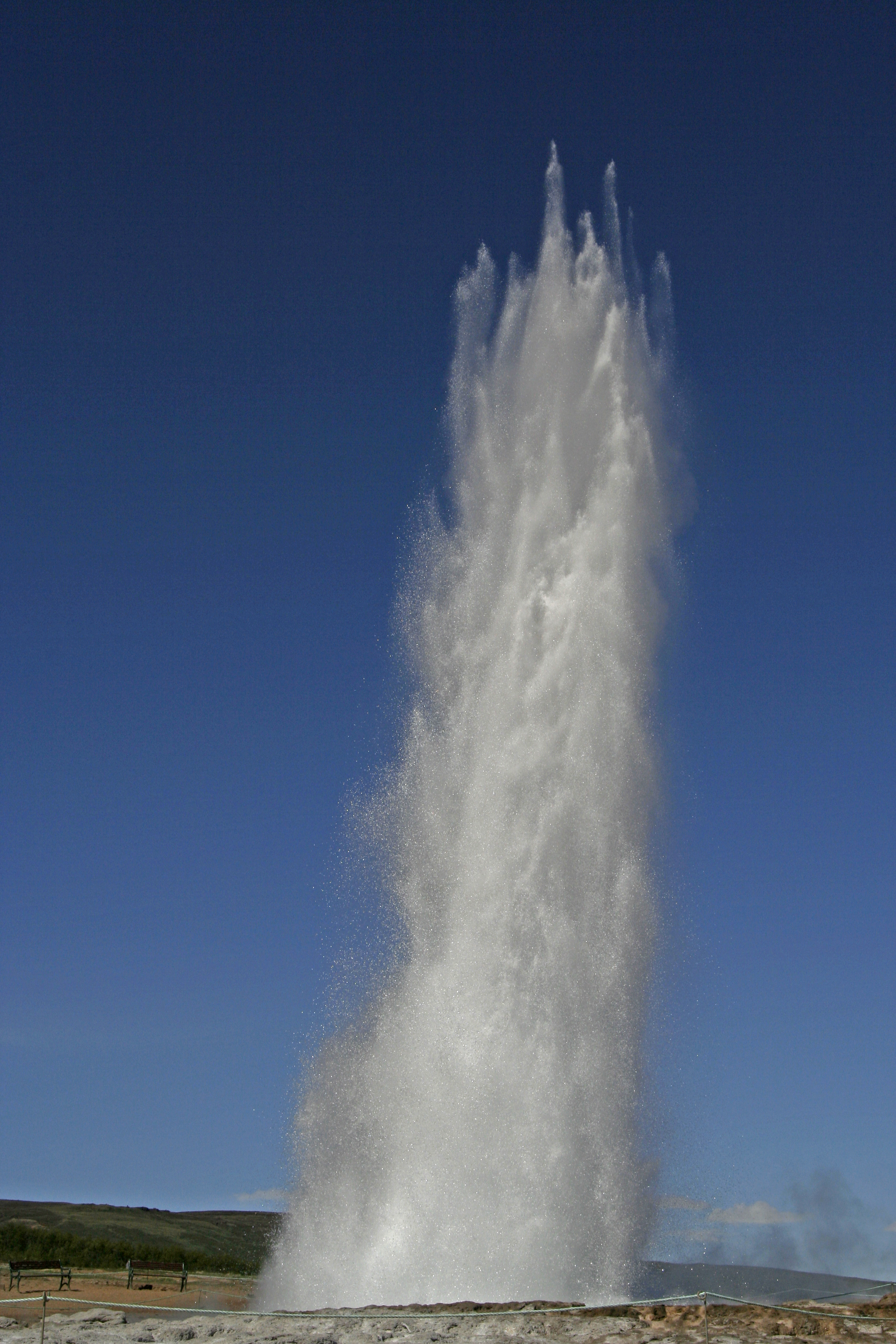
Gejzír Strokkur

Island je zároveň ostrovem ohně. Tvoří ho totiž výhradně sopky. Neustále chrlí žhavou lávu a horký popel. Islanďané sopky využívají. Vrtají do Země díry a prohánějí jimi vodu. Horkou vodou se pak mohou vytápět obytné domy.
Se sopečnou činností úzce souvisí termální prameny a gejzíry. Typickým doprovodným znakem vulkanické činnosti je i přítomnost bahenních sopek, sirovodíkem páchnoucích solfatar a fumarol. Nejznámějším místem výskytu těchto úkazů je oblast Námaskard (Námafjall) u jezera Mývatn. Největší koncentrace gejzírů je v lokalitě Haukadalur, 50 km od jižního pobřeží. Od místního, tzv. Velkého gejzíru (Stóri gejzír) pochází tento mezinárodně užívaný výraz. V současnosti je však tento otec gejzírů, jenž chrlil vodu až do výše 70 m., nečinný a hlavní atrakcí oblasti je jeho menší obdoba Strokkur, pravidelně chrlící vodu až do výše 20 m.

### Rostliny
Fytogeograficky patří Island do arktické cirkumboreální oblasti v boreálním království. Asi tři čtvrtiny ostrova je neplodná vegetace; rostlinný život se skládá hlavně z travních porostů, které jsou pravidelně spásány hospodářskými zvířaty. Nejběžnějším původním stromem je bříza pýřitá (Betula pubescens), která dříve tvořila lesy na velké části Islandu, spolu s topolem osikou (Populus tremula), jeřábem ptačím (Sorbus aucuparia) a vrbou bobkolistou (Salix phylicifolia).
Když byl ostrov poprvé osídlen, byl rozsáhle zalesněn a přibližně 30 % půdy bylo pokryto stromy. Na konci 12. století ho Ari Þorgilsson popsal v Íslendingabóku jako „zalesněný od hory až na břeh moře“. Trvalé lidské osídlení výrazně narušilo izolovaný ekosystém tenkých vulkanických půd a omezenou druhovou rozmanitost. Lesy byly po staletí těžce využívány jako zdroj dřeva a paliva. Odlesňování, zhoršování klimatu během malé doby ledové a nadměrná pastva ovcí dovážených osadníky způsobily ztrátu kritické ornice v důsledku eroze. Dnes je mnoho farem opuštěno. Tři čtvrtiny Islandu o rozloze 100 000 kilometrů čtverečních jsou zasaženy erozí půdy, 18 000 km² natolik závažně, že je země zbytečná. Pouze několik malých březových porostů nyní existuje v izolovaných rezervách. Výsadba nových lesů zvýšila počet stromů, ale výsledek není srovnatelný s původními lesy. Některé z vysazených lesů zahrnují vysazené druhy. Nejvyšším stromem na Islandu je smrk sitka vysazený v roce 1949 v Kirkjubæjarklaustur; v roce 2013 byl naměřen na 25,2 m.

### Zvířata

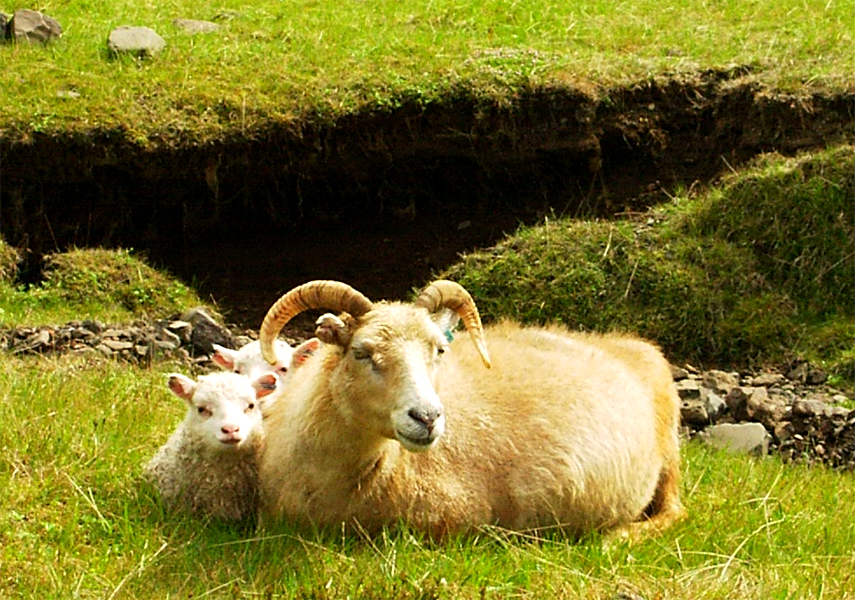
Islandská ovce

Jediným původním suchozemským savcem, když dorazili lidé, byla polární liška, která přišla na ostrov na konci doby ledové tím, že kráčela po zamrzlém moři. Ve vzácných případech byli netopýři přepravováni na ostrov s větry, ale nejsou tam schopni se rozmnožovat. Lední medvědi občas přicházejí z Grónska, ale jsou to jen návštěvníci a neexistují žádné islandské populace. Na ostrově nejsou žádní domorodí ani volně žijící plazi ani obojživelníci.
Mezi zvířata Islandu patří islandské ovce, dobytek, kuřata, kozy, robustní islandský kůň a islandský ovčák, všichni potomci zvířat dovážených Evropany. K divokým savcům patří polární liška, norek, myši, krysy, králíci a sobi. Lední medvědi příležitostně navštěvují ostrov a cestují po ledovcích z Grónska. V červnu 2008 dorazili ve stejný měsíc dva lední medvědi. K mořským savcům patří tuleň kuželozubý (Halichoerus grypus) a tuleň obecný (Phoca vitulina).

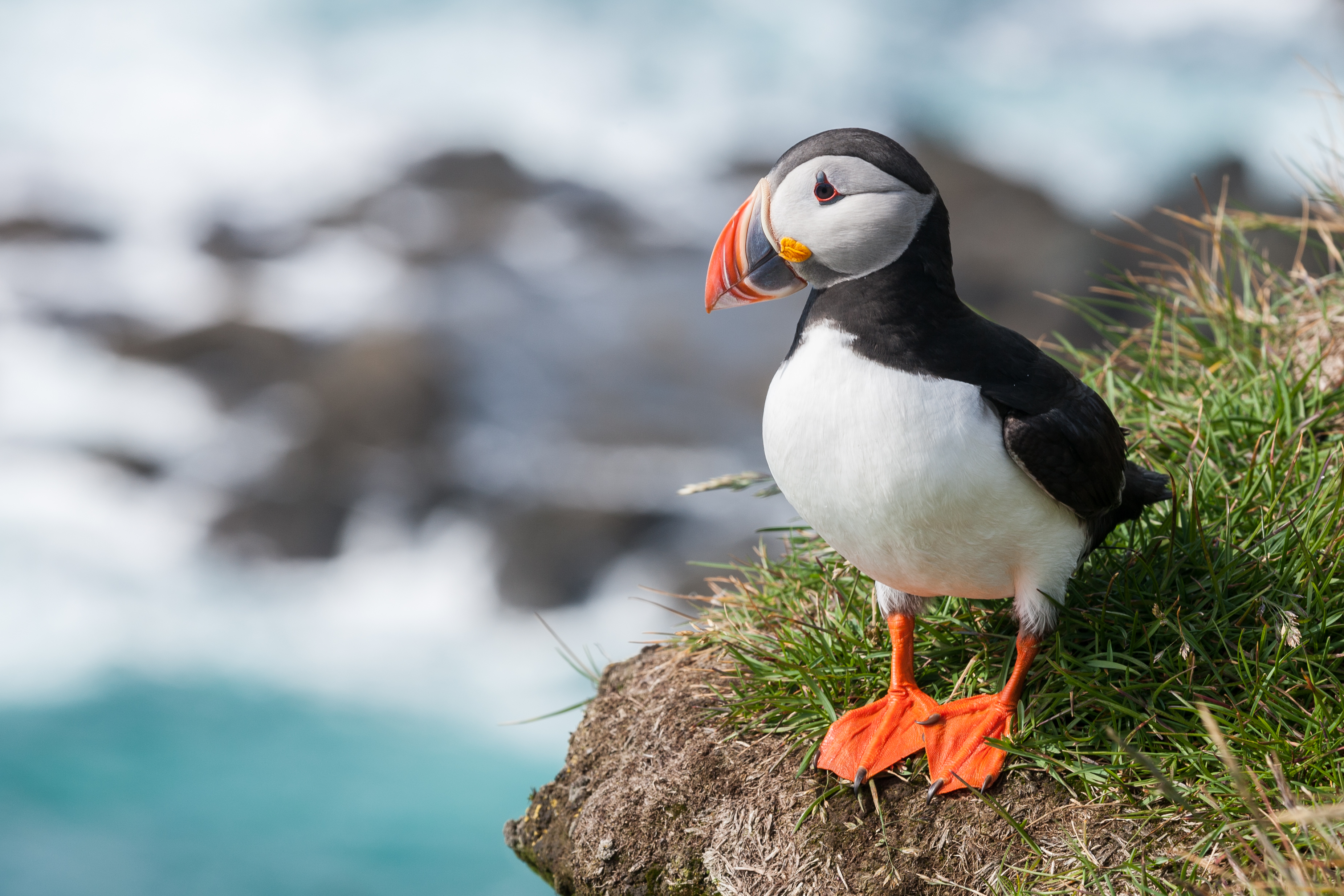
Papuchalk severní

Mnoho druhů ryb žije ve vodách oceánu obklopujících Island a rybářský průmysl je hlavní částí islandské ekonomiky a představuje zhruba polovinu celkového vývozu země. Ptáci, zejména mořští ptáci, jsou důležitou součástí života zvířat na Islandu. Na mořských útesech hnízdí papuchalk severní, chaluhovití a racek tříprstý.
Komerční lov velryb se praktikuje přerušovaně spolu s vědeckými lovy velryb. Pozorování velryb se stalo důležitou součástí islandské ekonomiky od roku 1997.
Na Islandu je známo asi 1300 druhů hmyzu. To je ve srovnání s ostatními zeměmi málo (celosvětově je popsáno více než milion druhů). Island je v podstatě prostý komárů.

## Politika

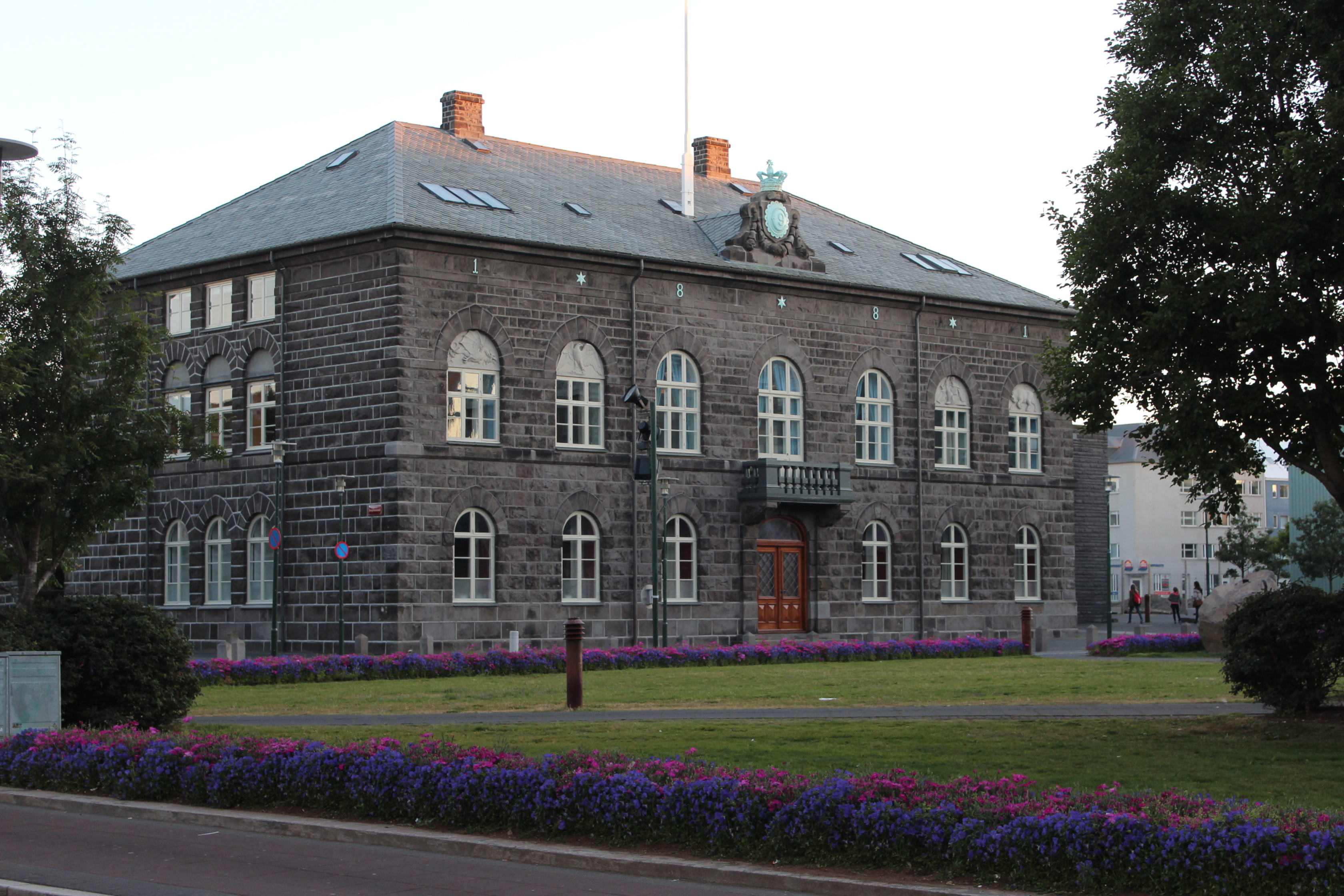
Islandský parlament

Island má levicově-pravý systém více stran. V návaznosti na parlamentní volby na Islandu roku 2017, největší strany jsou středopravá Strana nezávislosti (Sjálfstæðisflokkurinn), levicová strana Zelené hnutí (Vinstrihreyfingin – grænt framboð) a Progresivní strana (Framsóknarflokkurinn). Tyto tři strany formují vládnoucí koalici v kabinetu vedeném levicově zaměřenou političkou Katrín Jakobsdóttir. Další politické strany s křesly v Althingu (Parlamentu) jsou Sociální demokratická aliance (Samfylkingin), Středová strana (Miðflokkurinn), Islandští Piráti, Lidová strana (Flokkur fólksins) a Reformní strana (Viðreisn).
Island byla první země, která měla politickou stranu vytvořenou a vedenou výhradně ženami. Známá jako Seznam žen nebo Dámská aliance (Kvennalistinn), byla založena v roce 1983 aby pozvedla politické, ekonomické a sociální potřeby žen. Potom co se účastnila svých prvních parlamentních voleb, Dámská aliance pomohla zvýšit poměr žen v parlamentu o 15 %. Rozpustila se v roce 1999 a formálně se příští rok sloučila se sociálně demokratickou aliancí, přestože asi polovina jejích členů se místo toho připojila k Hnutí zelených. Zanechala trvalý vliv na islandskou politiku: každá významná strana má 40% kvótu pro ženy a v roce 2009 byla téměř třetina členů parlamentu ženy, ve srovnání s celosvětovým průměrem 16 %. V návaznosti na volby v roce 2016, 48 % členů parlamentu jsou ženy.
V roce 2016 byl Island druhý, co se týče síly jeho demokratických institucí a v roce 2020 sedmnáctý v transparentnosti vlády. Země má vysokou úroveň občanského zapojení, s 81,4% účastí voličů během posledních voleb, ve srovnání s průměrem OECD, 72% účast. Nicméně jenom 50 % Islanďanů říká, že věří jejich politickým institucím, trochu méně než je 56% průměr OECD (pravděpodobně následek politických skandálů po islandské finanční krizi).

### Vláda

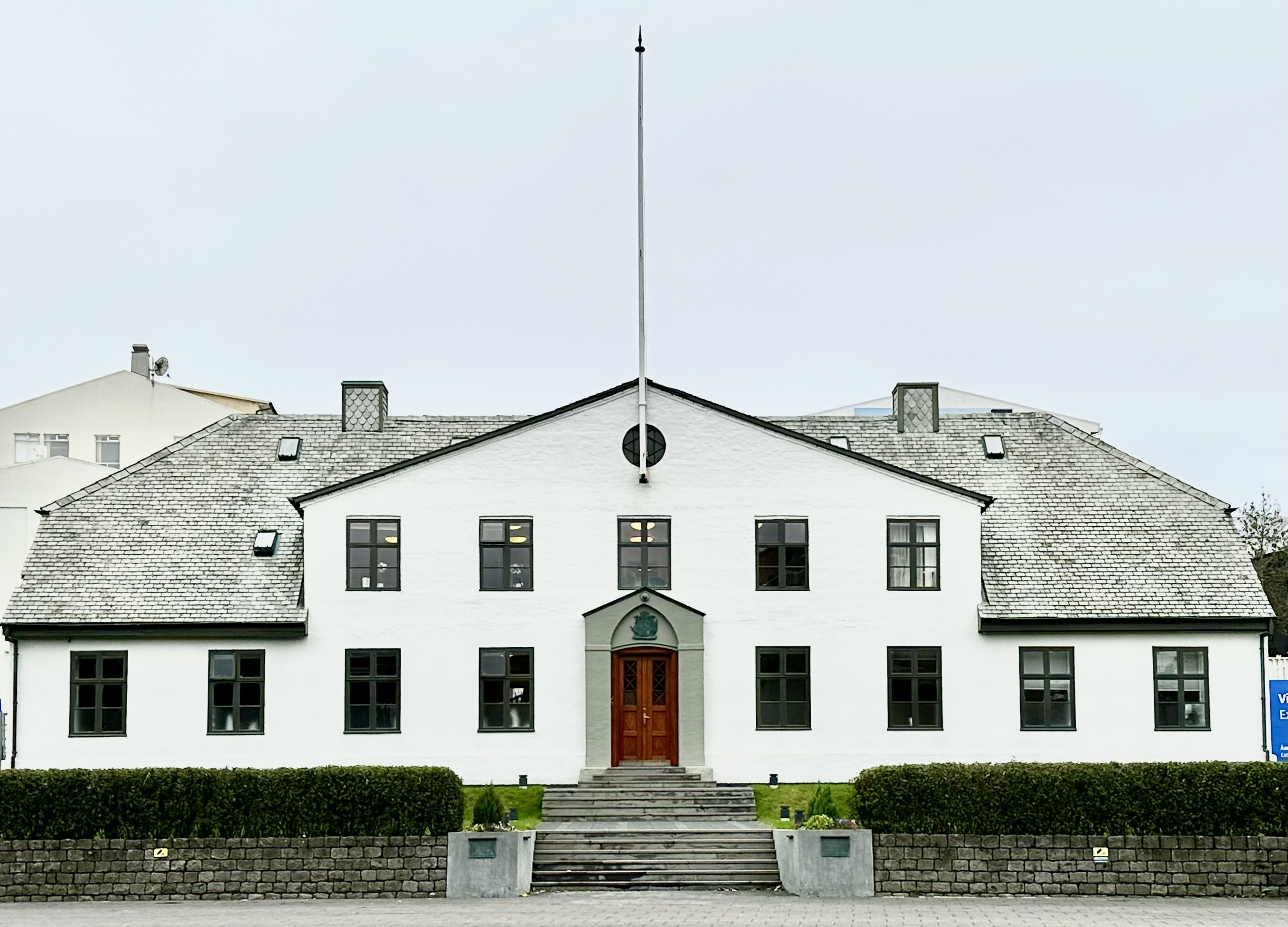
Sídlo vlády

Island je zastupitelská demokracie a parlamentní republika. Moderní parlament Alþingi (česky: Althing) byl založen v roce 1845 jako poradní orgán dánské monarchie. Byl široce viděn jako znovuzřízení shromáždění založeného v roce 930 v období společenství, a dočasně pozastaveného v letech 1799 až 1845. V důsledku toho „je to pravděpodobně nejstarší parlamentní systém na světě.“ Má 63 členů volených na dobu nejvýše čtyř let.
V čele vlády je předseda vlády, který je spolu s kabinetem odpovědný za výkonnou vládu. V roce 2009 se Island stal první zemí s otevřeně homosexuální hlavou vlády, když se předsedkyní vlády stala Jóhanna Sigurðardóttir.
Prezident je naopak volen lidovým hlasováním na funkční období čtyř let bez časového omezení. Volby prezidenta, Althingu a místních zastupitelstev se konají odděleně každé čtyři roky. Prezident Islandu je převážně slavnostní hlavou státu a slouží jako diplomat, může však vetovat zákony odhlasované parlamentem a předkládat je k národnímu referendu. Prezidentkou je od 1. 8. 2024 Halla Tómasdóttir.
Kabinet je jmenován prezidentem po všeobecných volbách do Althingu; o jmenování však obvykle vyjednávají vedoucí politických stran, kteří po diskusích mezi sebou rozhodnou, které strany mohou sestavit kabinet a jak rozdělit jeho křesla, za podmínky, že má většinovou podporu v Althingu. Pouze v případě, že vůdci strany nejsou schopni v rozumné lhůtě dospět k závěru sami, prezident tuto moc uplatní a kabinet jmenuje osobně. To se nestalo od doby, kdy byla republika založena v roce 1944, ale v roce 1942 byl regent Sveinn Björnsson, kterého v této pozici ustanovil Althing v roce 1941, jmenován mimoparlamentní vládou. Regent měl z praktických důvodů pozici prezidenta a Sveinn se později v roce 1944 stal prvním prezidentem země.
Vláda Islandu byla vždy koaliční, tzn. byly zapojeny dvě nebo více stran, protože od vzniku republiky žádná politická strana nikdy nezískala v Althingu většinu křesel.

### Prezident

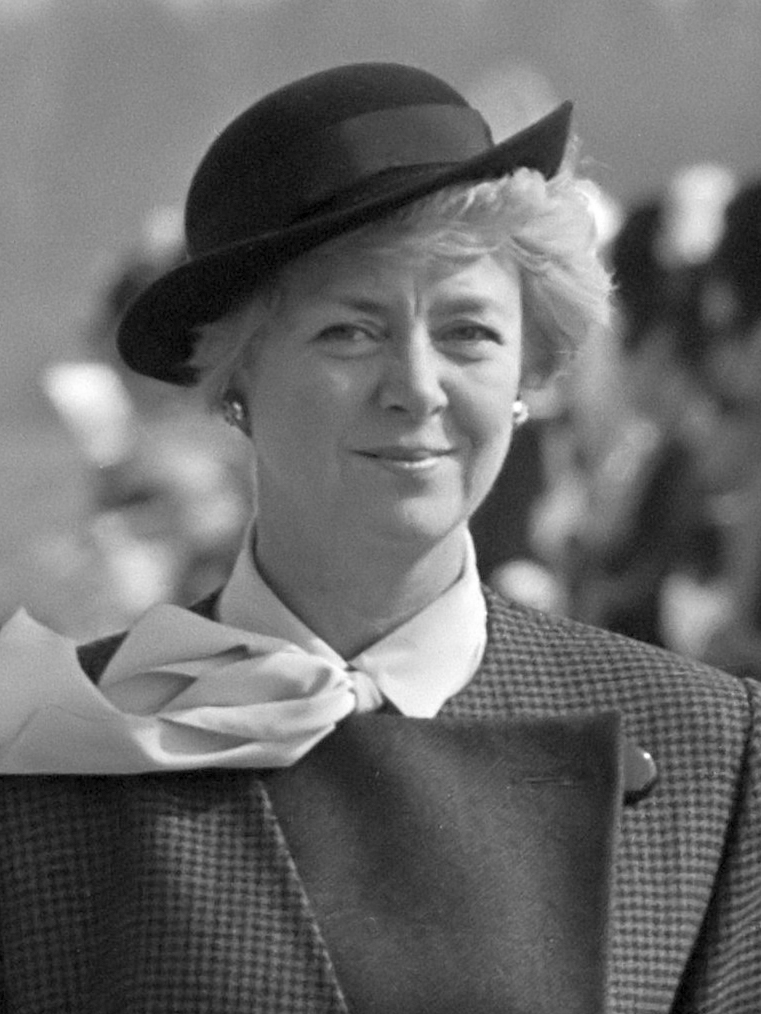
Vigdís Finnbogadóttir, první prezidentka na světě

Rozsah politické moci, kterou má prezident, je na Islandu zpochybňován právními vědci; zdá se, že několik ustanovení ústavy dává prezidentovi některé důležité pravomoci, ale jiná ustanovení a tradice naznačují něco jiného. V roce 1980 Islanďané zvolili za prezidentku Vigdís Finnbogadóttir, první přímo volenou ženskou hlavu státu na světě. Z funkce odešla v roce 1996. 

#### Seznam islandských prezidentů
- Sveinn Björnsson (27. února 1881 – 25. ledna 1952) vládl od 17. června 1944 do 25. ledna 1952.
- Ásgeir Ásgeirsson (13. května 1894 – 15. září 1972) vládl od 1. srpna 1952 do 1. srpna 1968.
- Kristján Eldjárn (6. prosince 1916 – 14. září 1982) vládl od 1. srpna 1968 do 1. srpna 1980.
- Vigdís Finnbogadóttir (15. dubna 1930) vládla od 1. srpna 1980 do 1. srpna 1996.
- Ólafur Ragnar Grímsson (14. května 1943) vládl od 1. srpna 1996 do 1. srpna 2016
- Gudni Jóhannesson (26. června 1968) vládl od 1. srpna 2016 do 1. srpna 2024.
- Halla Tómasdóttir (11. října 1968) vládne od 1. srpna 2024.

### Administrativní dělení
Island je rozdělen na regiony, volební obvody a obce. Osm regionů se primárně používá pro statistické účely. Jurisdikce okresního soudu také používají starší verzi tohoto rozdělení. Do roku 2003 byly volební obvody pro parlamentní volby stejné jako kraje, ale změnou ústavy byly změněny na současných šest volebních obvodů:
- Reykjavík sever a Reykjavík jih (městské regiony);
- Jihozápad (čtyři sousedící příměstské oblasti kolem Reykjavíku);
- Severozápad a severovýchod (severní polovina Islandu, rozdělená); a,
- Jih (jižní polovina Islandu, kromě Reykjavíku a předměstí).

Změna redistrikce byla provedena, aby se vyvážila váha různých okresů země, protože dříve by se hlasování v řídce osídlených oblastech po celé zemi počítalo mnohem víc než hlasování v oblasti města Reykjavík. Nerovnováha mezi okresy byla novým systémem snížena, ale stále existuje.

64 obcí na Islandu řídí místní záležitosti, jako jsou školy, doprava a územní plánování. Toto jsou skutečné subdivize Islandu druhé úrovně, protože volební obvody nemají žádný význam, kromě voleb a pro statistické účely. Reykjavík je zdaleka nejlidnatější obcí, asi čtyřikrát zalidněnější než druhá Kópavogur.

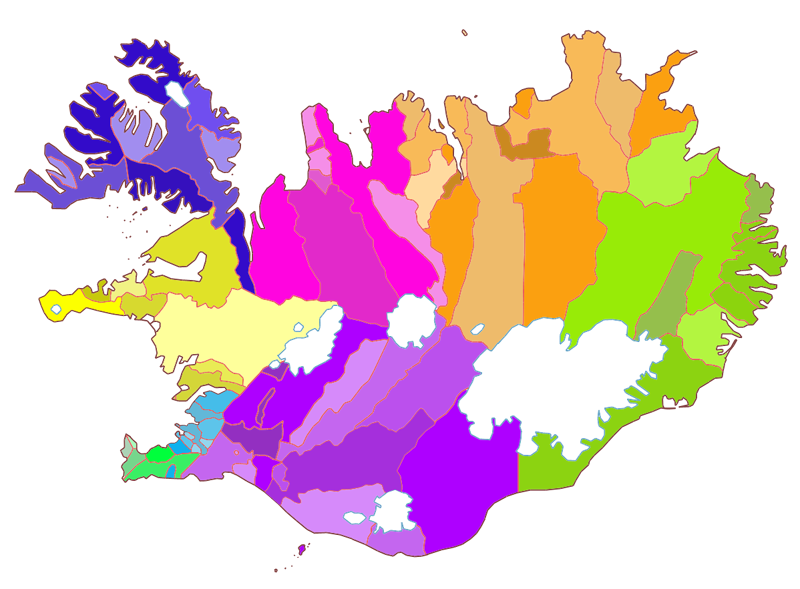
Obce Islandu
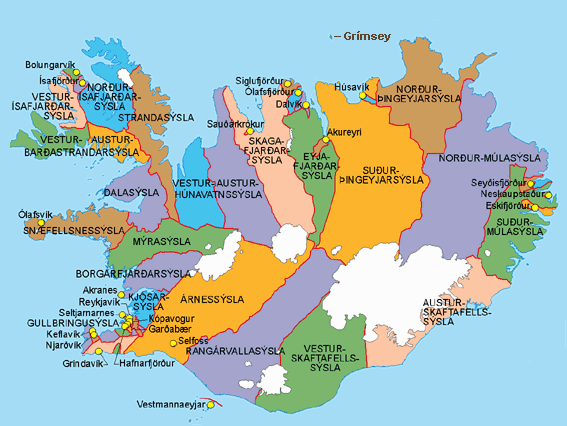
Hrabství Islandu
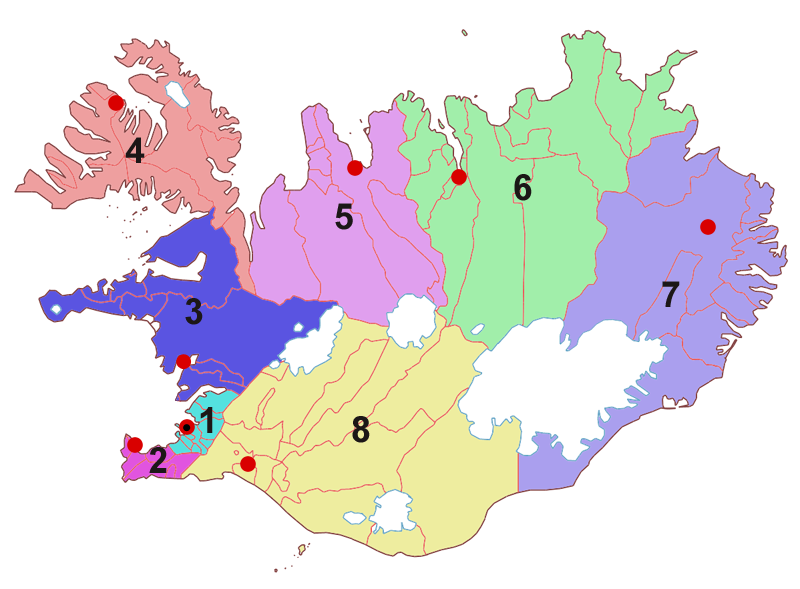
Okresy Islandu
Kraje Islandu

### Zahraniční vztahy

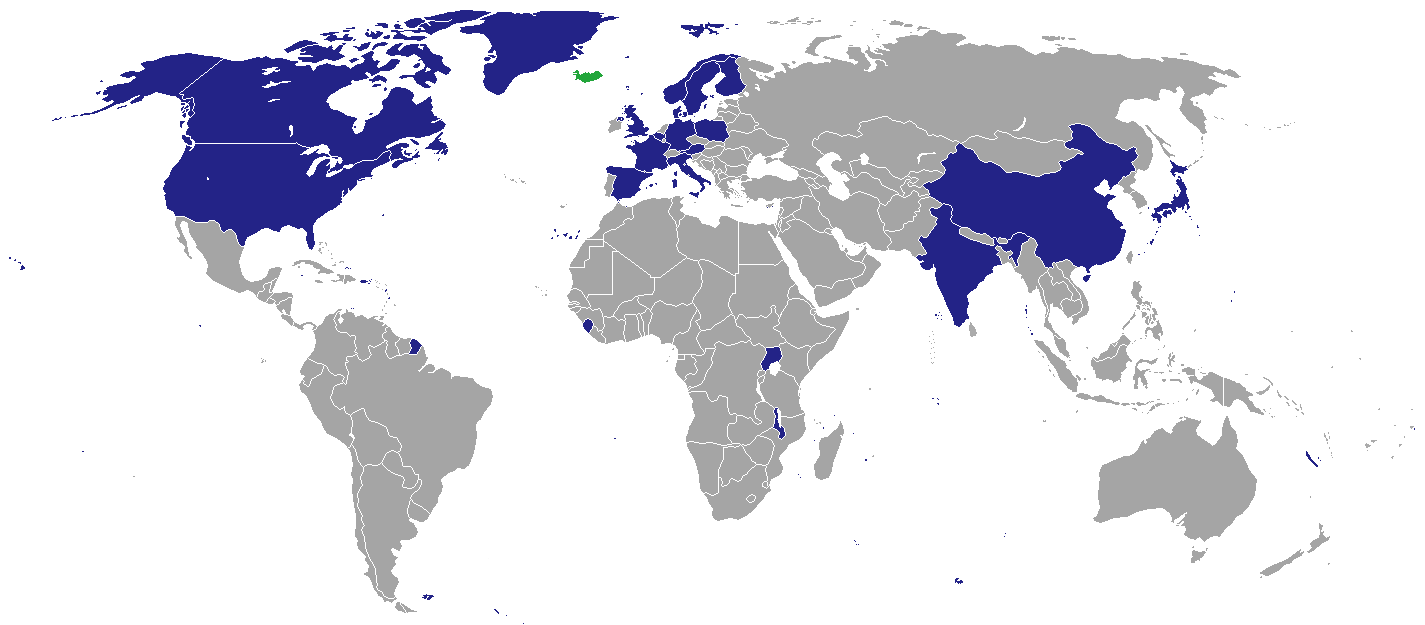
Mapa zemí, kde má Island velvyslanectví

Island, který je členem OSN, NATO, EFTA, Rady Evropy a OECD, udržuje diplomatické a obchodní vztahy prakticky se všemi národy, ale jeho vazby se severskými zeměmi, Německem, Spojenými státy, Kanadou a dalšími národy NATO jsou obzvláště blízké. Historicky je Island díky kulturní, ekonomické a jazykové podobnosti severskou zemí a prostřednictvím Severské rady se účastní mezivládní spolupráce.
Island je členem Evropského hospodářského prostoru (EHP), který dané zemi umožňuje přístup na jednotný trh Evropské unie (EU). Nebyl členem EU, ale v červenci 2009 islandský parlament Althing hlasoval pro žádost o členství v EU a oficiálně podal žádost 17. července 2009. V roce 2013 však průzkumy veřejného mínění ukázaly, že mnoho Islanďanů je nyní proti vstupu do EU; po parlamentních volbách v roce 2013 obě strany, které vytvořily novou vládu ostrova – centristická Progresivní strana a pravicová Strana nezávislosti – oznámily, že uspořádají referendum o členství v EU.

### Armáda

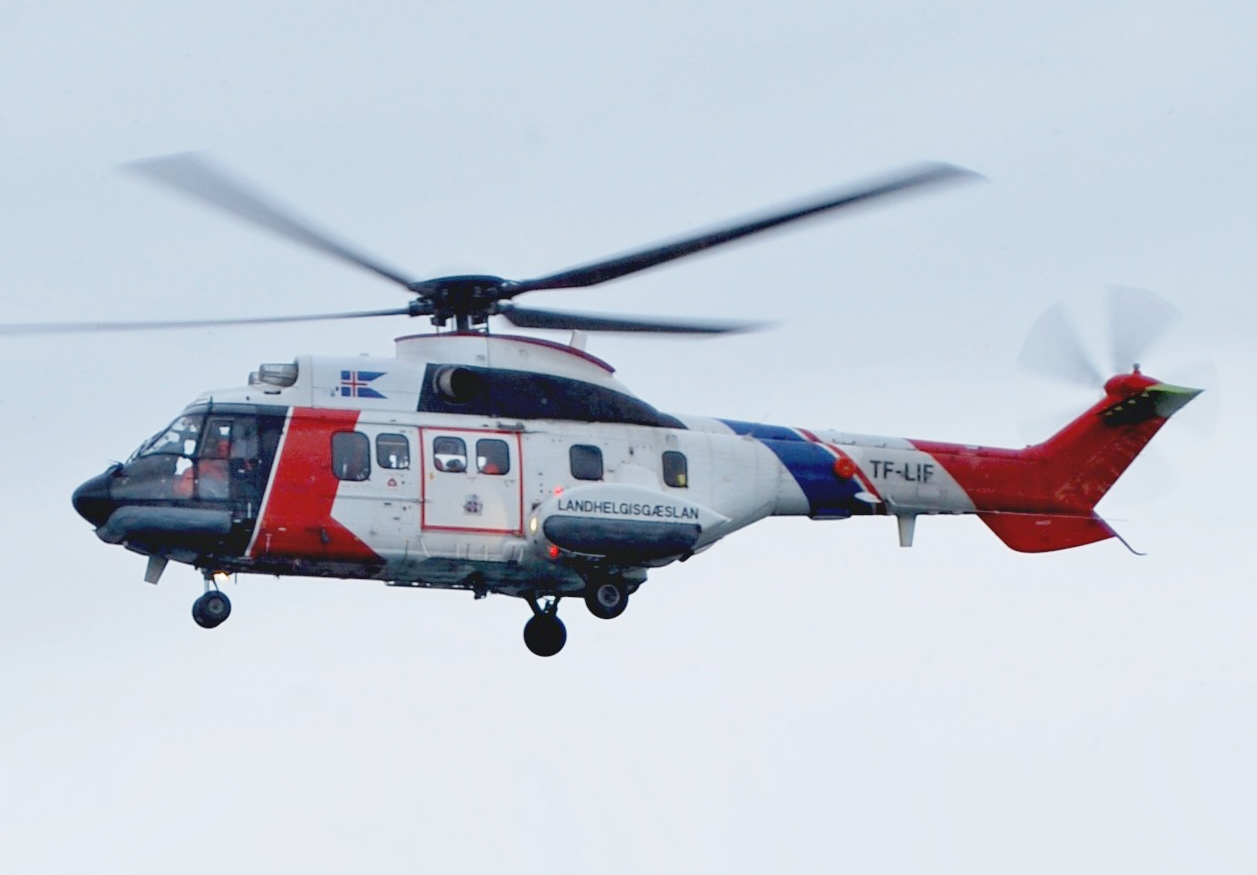
Eurocopter AS332 Super Puma Islandské pobřežní stráže

Island nemá stálou armádu, má však pobřežní stráž, která rovněž udržuje islandský systém protivzdušné obrany, a jednotku pro reakci na krizové situace na Islandu, která podporuje mírové mise a plní polovojenské funkce.
Islandské obranné síly (IDF) byly pod vojenským velením ozbrojených sil Spojených států v letech 1951 až 2006. IDF, vytvořený na žádost NATO, vznikl, když Spojené státy podepsaly dohodu o zajištění obrany Islandu. IDF také sestávala z civilních Islanďanů a vojenských členů jiných národů NATO. IDF byly po skončení studené války zmenšeny a americké letectvo udržovalo na Naval Air Station Keflavik čtyři až šest stíhacích letadel, dokud nebyla 30. září 2006 stažena. Od května 2008 národy NATO pravidelně nasazují bojové jednotky do Islandského vzdušného prostoru v rámci islandské letecké policejní mise. Island podpořil invazi do Iráku v roce 2003 navzdory mnohým domácím kontroverzím a vyslal do Iráku tým EOD pobřežní stráže, který byl později nahrazen členy Islandské jednotky pro reakci na krize. Island se rovněž účastnil konfliktu v Afghánistánu a bombardování Jugoslávie NATO v roce 1999. I přes pokračující finanční krizi byla 29. dubna 2009 vypuštěna první nová hlídková loď po desetiletích.

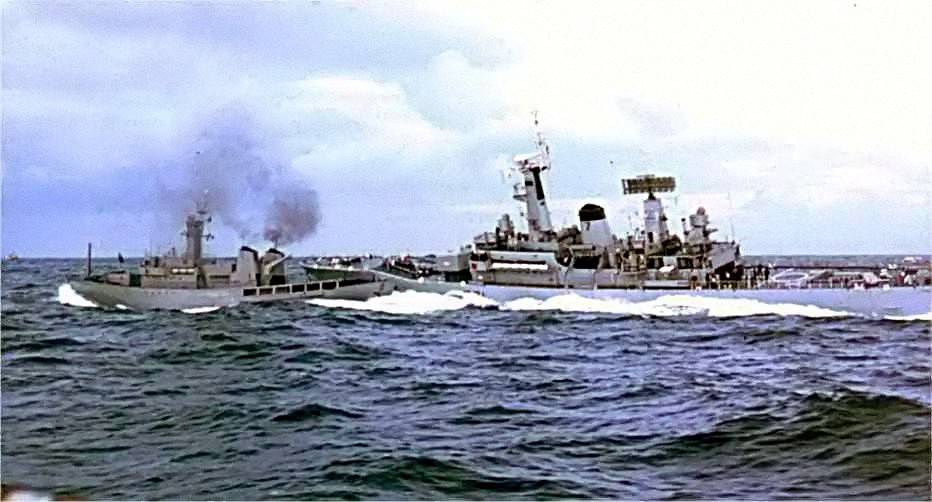
Střet islandské ICGV Óðinn a britské fregaty HMS Scylla během třetí tresčí války

Island byl neutrálním hostitelem historického summitu Reagana-Gorbačova v Reykjavíku z roku 1986, který připravil půdu pro konec studené války. Islandské hlavní historické mezinárodní spory zahrnovaly neshody ohledně rybolovných práv. Konflikt se Spojeným královstvím vedl k sérii takzvaných Tresčích válek, které zahrnovaly střety mezi islandskou pobřežní hlídkou a královským námořnictvem ohledně britských rybářů: v letech 1952– 1956 v důsledku rozšíření islandské rybolovné oblasti ze 3 na 4 NMI (5,6 až 7,4 km), v letech 1958–1961 po dalším rozšíření na 12 NMI (22,2 km), v letech 1972–1973 s dalším rozšířením na 50 NMI (92,6 km) a v letech 1975–1976 po dalším rozšíření na 200 NMI (370,4 km).
Podle světového indexu míru z roku 2011 je Island nejklidnější zemí na světě kvůli nedostatku ozbrojených sil, nízké kriminalitě a vysoké sociálně-politické stabilitě. Island je v Guinnessově knize rekordů uveden jako „země s nejvyšší mírou míru“ a „nejnižší vojenské výdaje na obyvatele“.

## Ekonomika

Srovnání vývoje HDP na hlavu severských zemí

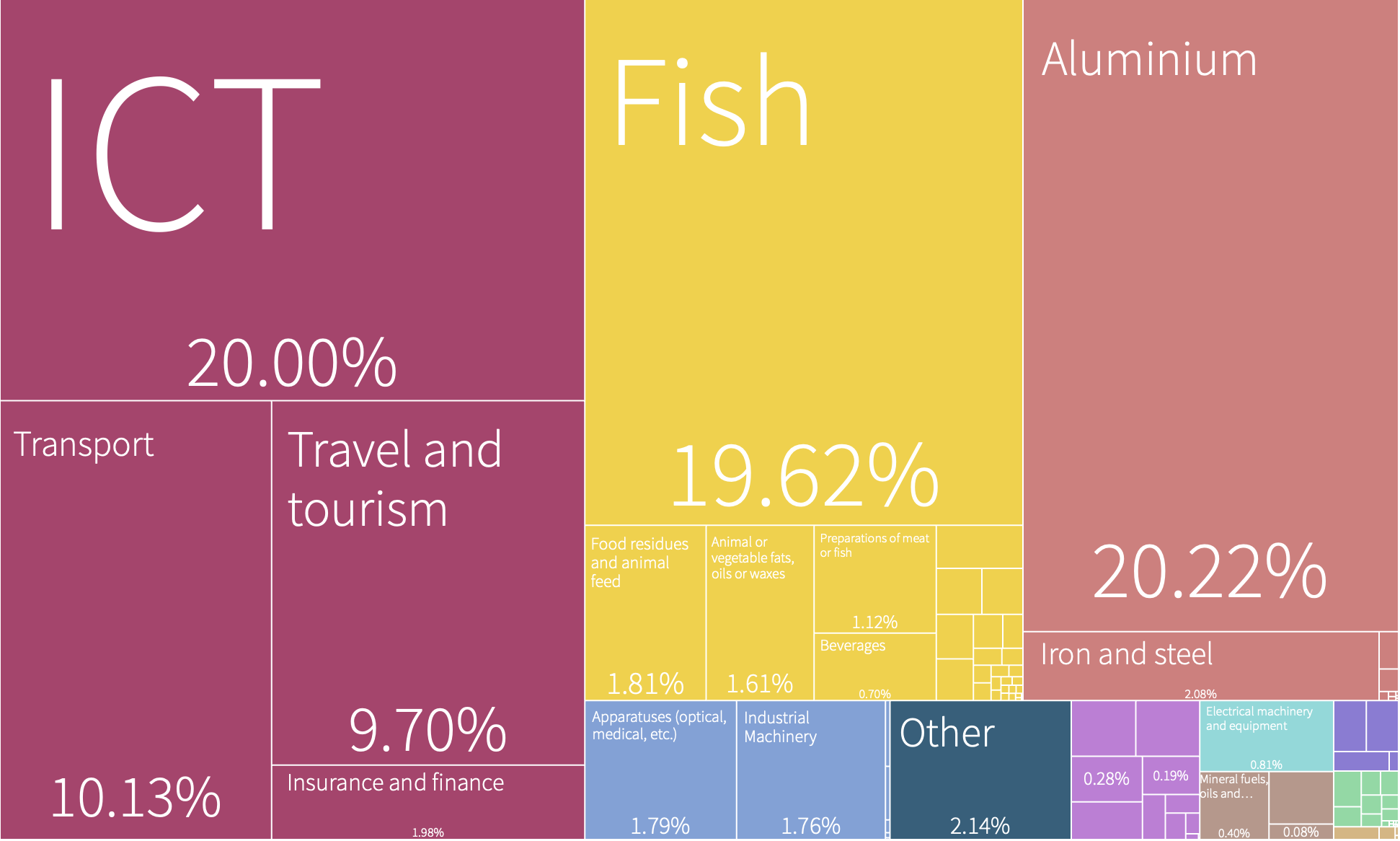
Struktura islandského vývozu (2020). ICT = Informační a komunikační technologie

V roce 2017 byl Island patnáctou nejproduktivnější zemí podle HDP na obyvatele (66 944 USD) a osmnáctou nejproduktivnější zemí, co se týče HDP v paritě kupní síly (60 133 USD). Asi 85 procent celkových dodávek primární energie na Islandu pochází z domácích obnovitelných zdrojů energie. Díky využití bohaté vodní a geotermální energie se Island stal největším světovým výrobcem elektřiny na obyvatele. V důsledku svého závazku k obnovitelné energii, index globální zelené ekonomiky 2016 zařadil Island mezi 10 nejzelenějších ekonomik na světě. Historicky islandská ekonomika silně závisela na rybolovu, který stále poskytuje 40 % příjmů z vývozu a zaměstnává 7 % pracovní síly. Ekonomika je zranitelná vůči poklesu populací ryb a k poklesu světových cen jejího hlavního vývozního materiálu: ryb a rybích výrobků, hliníku a ferosilicia. Lov velryb na Islandu je historicky významný. Island stále do značné míry spoléhá na rybolov, jeho význam se však snižuje z podílu vývozu z 90 % v 60. letech na 40 % v roce 2006.
Až do 20. století byl Island poměrně chudou zemí. Nyní je jednou z nejrozvinutějších zemí na světě. Silný hospodářský růst vedl Island k tomu, že se ve zprávě OSN o indexu lidského rozvoje za období 2007/2008 umístil na prvním místě, přestože v roce 2011 jeho index HDI v důsledku hospodářské krize klesl na 14. místo, v roce 2020 už byl zpátky na čtvrtém místě. Podle indexu Economist Intelligence z roku 2011 má však Island druhou nejvyšší kvalitu života na světě. Na základě Giniho koeficientu má Island také jednu z nejnižších měr příjmové nerovnosti na světě a po očištění o nerovnost je jeho HDI na 6. místě. Míra nezaměstnanosti Islandu od krize trvale klesá, přičemž v červnu 2012 bylo nezaměstnaných 4,8 % pracovní síly, ve srovnání s 6 % v roce 2011 a 8,1 % v roce 2010.
Mnoho politických stran je i nadále proti členství v EU, zejména kvůli obavám Islanďanů ze ztráty kontroly nad svými přírodními zdroji (zejména rybolovem). Národní měnou Islandu je islandská koruna (ISK). Island je jedinou zemí na světě, která má méně než dva miliony obyvatel, ale stále má plovoucí směnný kurz a nezávislou měnovou politiku.
Průzkum veřejného mínění zveřejněný 5. března 2010 společností Capacent Gallup ukázal, že 31 % respondentů bylo pro přijetí eura a 69 % bylo proti. Další průzkum veřejného mínění Capacent Gallup provedený v únoru 2012 zjistil, že 67,4 % Islanďanů by v referendu odmítlo členství v EU.
Islandská ekonomika se v posledním desetiletí diverzifikovala do odvětví výroby a služeb, včetně výroby softwaru, biotechnologií a financí; průmysl představuje zhruba čtvrtinu ekonomické aktivity, zatímco služby tvoří téměř 70 %. Sektor cestovního ruchu se rozšiřuje, zejména v oblasti ekoturistiky a pozorování velryb. Island v průměru ročně přijme přibližně 1,1 milionu návštěvníků, což je více než trojnásobek populace. V roce 2016 navštívilo Island 1,7 milionu lidí, což je třikrát více než v roce 2010. Islandské odvětví zemědělství, které představuje 5,4 % HDP, se skládá hlavně z brambor, zelené zeleniny (ve sklenících), skopového a mléčných výrobků. Finančním centrem je Borgartún v Reykjavíku, který je hostitelem velkého počtu společností a tří investičních bank. Islandský akciový trh, Islandská burza cenných papírů (ISE), byla založena v roce 1985.
Island je v indexu ekonomické svobody za rok 2012 na 27. místě, což je méně než v předchozích letech, ale stále patří k nejsvobodnějším na světě. Od roku 2016 je na 29. místě v globálním indexu konkurenceschopnosti Světového ekonomického fóra, což je o jedno místo méně než v roce 2015. Podle globálního inovačního indexu INSEAD je Island 11. nejinovativnější zemí na světě. Na rozdíl od většiny západoevropských zemí má Island systém rovné daně: hlavní sazba daně z příjmu fyzických osob je rovná 22,75 % a v kombinaci s obecními daněmi se celková sazba daně rovná nejvýše 35,7 %, bez mnoha odpočtů, které jsou k dispozici. Sazba daně z příjmu právnických osob je rovných 18 %, jedna z nejnižších na světě. Existuje také daň z přidané hodnoty, zatímco čistá daň z majetku byla v roce 2006 odstraněna. Předpisy v oblasti zaměstnanosti jsou relativně flexibilní a trh práce je jedním z nejsvobodnějších na světě. Vlastnická práva jsou silná a Island je jednou z mála zemí, kde se uplatňují při řízení rybolovu. Stejně jako v ostatních sociálních státech si daňoví poplatníci navzájem vyplácejí různé dotace, ale s výdaji nižšími než ve většině evropských zemí.
I přes nízké daňové sazby je zemědělská pomoc nejvyšší v zemích OECD a představuje potenciální překážku strukturálním změnám. Rovněž výdaje na zdravotní péči a vzdělávání mají z opatření OECD relativně nízkou návratnost, i když v obou oblastech došlo ke zlepšení. Ekonomický průzkum OECD na Islandu z roku 2008 zdůraznil výzvy Islandu v měnové a makroekonomické politice. Došlo k měnové krizi, která začala na jaře roku 2008 a dne 6. října bylo pozastaveno obchodování s islandskými bankami, protože vláda bojovala o záchranu ekonomiky. Hodnocení OECD 2011 určilo, že Island dosáhl pokroku v mnoha oblastech, zejména při vytváření udržitelné fiskální politiky a obnově zdraví finančního sektoru; výzvou však zůstává zvyšování efektivnosti a udržitelnosti rybářského průmyslu i zlepšování měnové politiky k řešení inflace. Veřejný dluh Islandu se od ekonomické krize snížil a od roku 2015 je 31. nejvyšší na světě v poměru k národnímu HDP.

### Ekonomická kontrakce
Island byl obzvláště tvrdě zasažen velkou recesí, která začala v prosinci 2007, kvůli selhání jeho bankovního systému a následné hospodářské krizi. Před krachem tří největších bank v zemi, Glitnir, Landsbanki a Kaupthing, překročil jejich společný dluh přibližně šestinásobek hrubého domácího produktu 14 miliard EUR (19 miliard USD). V říjnu 2008 přijal islandský parlament mimořádné právní předpisy s cílem minimalizovat dopad finanční krize. Islandský úřad finančního dohledu využil povolení uděleného nouzovou legislativou k převzetí domácích operací tří největších bank. Islandští představitelé, včetně guvernéra centrální banky Davíð Oddssona, prohlásili, že stát neměl v úmyslu převzít žádný ze zahraničních dluhů nebo aktiv bank. Místo toho byly založeny nové banky, které měly převzít domácí operace bank, a staré banky měly být v úpadku.
Dne 28. října 2008 zvýšila islandská vláda úrokové sazby na 18 % (k srpnu 2019 to bylo 3,5 %), což je krok vynucený částečně podmínkami získání půjčky od Mezinárodního měnového fondu (MMF). Po zvýšení sazeb se obchodování na islandské koruně konečně obnovilo na otevřeném trhu s oceněním kolem 250 ISK za euro, méně než jedna třetina hodnoty směnného kurzu 1:70 po většinu roku 2008 a výrazný pokles ze směnnéjo poměru 1: 150 z předchozího týdne. Dne 20. listopadu 2008 se severské země dohodly, že půjčí Islandu 2,5 miliardy USD.
26. ledna 2009 se koaliční vláda zhroutila kvůli nesouhlasu veřejnosti s řešením finanční krize. O týden později byla sestavena nová levicová vláda, která se okamžitě změnami v zákonech pustila na odvolání guvernéra centrální banky Davída Oddssona a jeho pomocníků z banky. Davíð byl odstraněn 26. února 2009 v důsledku protestů před centrální bankou.
Po rozpadu zemi opustily tisíce Islanďanů, mnoho z nich se stěhovalo do Norska. V roce 2005 se z Islandu do Norska přestěhovalo 293 lidí; v roce 2009 to bylo 1 625. V dubnu 2010 zveřejnila zvláštní vyšetřovací komise islandského parlamentu výsledky svého vyšetřování, které odhalily rozsah kontrolních podvodů v této krizi. Do června 2012 se Landsbanki podařilo splatit přibližně polovinu dluhu Icesave.
Podle agentury Bloomberg je Island na trajektorii 2% nezaměstnanosti v důsledku rozhodnutí o krizovém řízení z roku 2008, včetně umožnění krachu

### Ekonomická struktura

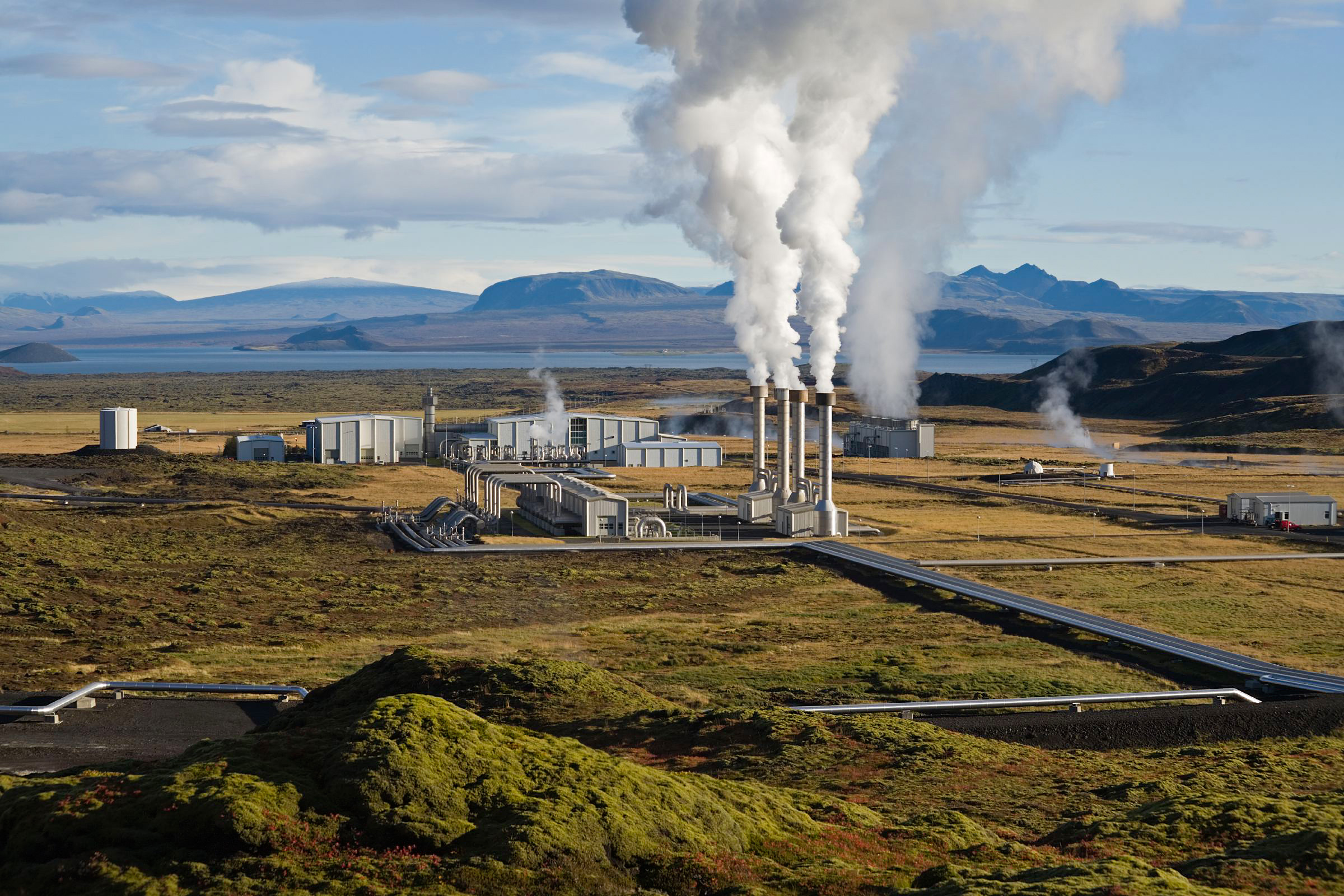
geotermální elektrárna Nesjavellir

Island je stát bez výrazných surovinových zdrojů, avšak s velkými hydroenergetickými a geotermálními zásobami, využívanými k výrobě elektrické energie a k vytápění. Uvádí se, že geotermální energie se podílí až z 85 % na vyhřívání islandských domů. Zásadní prioritou islandského hospodářství je turistika a obecně odvětví služeb. Průmysl je orientován zejména na výrobu a zpracování hliníku. Dříve naprosto dominantní zpracování ryb a výroba rybích konzerv ustupuje do pozadí.
Rybolov zajišťoval v minulosti až 75 % vývozu této země a zaměstnával celých 12 % práceschopné populace. Rybolov se dočkal bouřlivého rozkvětu ve druhé polovině 20. století, kdy se z rodinného rybaření stal celý průmyslový komplex, který má na starosti rybolov, zpracování a vývoz ryb. Od počátku 90. let 20. století ale význam rybolovu klesal. V roce 2017 tvořil jeho podíl již jen 16 % na exportu a 6 % na HDP.
Zemědělství je zaměřeno převážně na živočišnou produkci, chov ovcí, skotu, prasat a drůbeže. Rostlinná produkce je omezena na pěstování brambor a zejména pícnin, pro které je vhodné pouze 1 % státu. Zajímavým úkazem je pravidelná úroda zeleniny a jižního ovoce v oblasti při polárním kruhu, realizovaná ve velkokapacitních sklenících vytápěných geotermální energií; Island je dokonce druhým největším evropským producentem banánů.
Dovážejí se paliva, strojírenské výrobky, rudy (především pro výrobu hliníku) a potraviny.

### Doprava

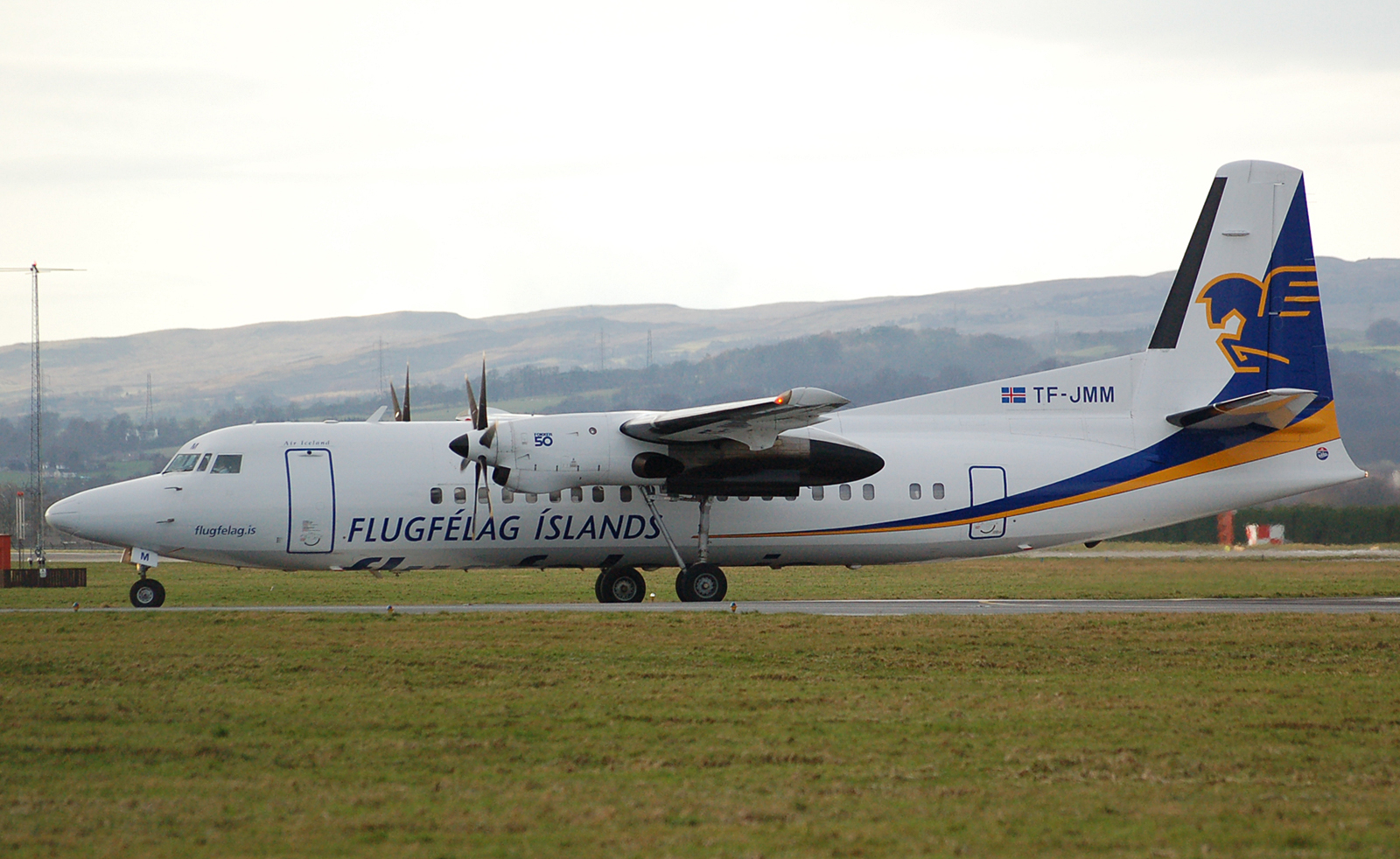
Letoun Fokker 50 společnosti Air Iceland

Island má vysokou úroveň vlastnictví automobilů na obyvatele s jedním autem na 1,5 obyvatele; je to hlavní forma dopravy. Island má 13 034 km spravovaných silnic, z čehož 4 617 km jsou vybetonovány a 8 338 km nejsou. Velké množství silnic zůstává nezpevněných, většinou málo využívané venkovské silnice. Rychlostní limity na silnici jsou 30 km/h a 50 km/h ve městech, 80 km/h na štěrkových venkovských silnicích a 90 km/h na silnici s tvrdým povrchem.
Route 1, nebo Ring Road (islandský: Þjóðvegur 1 nebo Hringvegur), byla dokončena v roce 1974 a je hlavní silnicí, která vede kolem Islandu a spojuje všechny obydlené části ostrova, přičemž vnitřek ostrova je neobydlený. Tato zpevněná cesta je dlouhá 1 332 km s jedním pruhem v každém směru, s výjimkou blízkých větších měst a v tunelu Hvalfjörður, kde má více pruhů. Mnoho mostů na ní, zejména na severu a východě, je jednopruhových a je vyrobeno ze dřeva nebo oceli.
Island nemá žádné osobní železnice

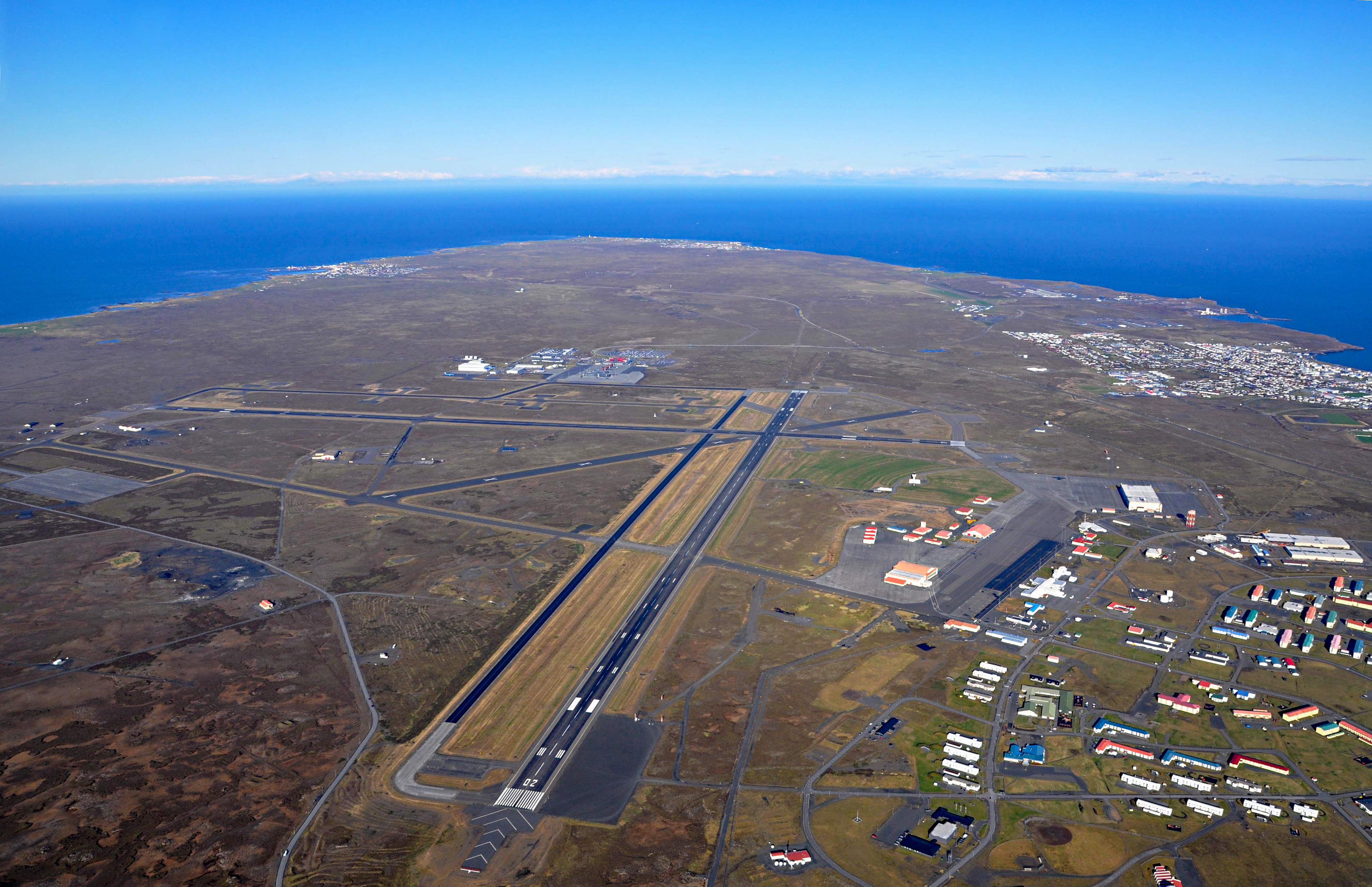
Letiště Keflavík

Mezinárodní letiště Keflavík (KEF) je největším letištěm a hlavním leteckým uzlem mezinárodní osobní dopravy. Slouží několika mezinárodním a domácím leteckým společnostem. KEF se nachází v blízkosti větších metropolitních oblastí, 49 km na západojihozápad od centra Reykjavíku a k dispozici je veřejná autobusová doprava..
Letiště Reykjavík (RKV) je druhé největší letiště, které se nachází pouhých 1,5 km od centra hlavního města. RKV obsluhuje provoz všeobecného letectví a denně nebo pravidelně zajišťuje vnitrostátní lety do 12 místních měst na Islandu. RKV také poskytuje mezinárodní lety do Grónska a na Faerské ostrovy, obchodní a soukromá letadla spolu s leteckým výcvikem.
Letiště Akureyri (AEY) a letiště Egilsstaðir (EGS) jsou další dvě vnitrostátní letiště s omezenou kapacitou mezinárodní dopravy. Na Islandu je celkem 103 registrovaných letišť; většina z nich je nezpevněná a nachází se ve venkovských oblastech. Druhá nejdelší dráha je v Geitamelur, pole pro kluzáky se čtyřmi dráhami asi 100 km východně od Reykjavíku.
Island má dvě letecké společnosti Icelandair, který zahájila činnost v roce 1937, a Play, která vzletěla poprvé v roce 2021.
Šest hlavních trajektových služeb poskytuje pravidelný přístup k různým základním komunitám nebo zkracuje cestovní vzdálenosti.

### Energie
Obnovitelné zdroje – geotermální a vodní energie – účinně zajišťují veškerou islandskou elektřinu a přibližně 85 % celkové spotřeby primární energie v zemi, přičemž zbytek tvoří dovážené ropné produkty používané v dopravě a v rybářském loďstvu. Zpráva z Islandské univerzity z roku 2000 naznačuje, že Island by mohl do roku 2040 potenciálně konvertovat z ropné na vodíkovou energii. Největší geotermální elektrárny na Islandu jsou Hellisheiði a Nesjavellir,, zatímco vodní elektrárna Kárahnjúkar je největší vodní elektrárnou v zemi. Když začal fungovat Kárahnjúkavirkjun, stal se Island největším světovým výrobcem elektřiny na obyvatele. Island je jednou z mála zemí, kde jsou čerpací stanice vydávající vodíkové palivo pro automobily poháněné palivovými články. Pořadí geopolitických zisků a ztrát po přechodu na energii (GeGaLo Index) řadí Island na první místo ze 156 zemí, což z něj činí hlavního geopolitického vítěze v globální energetické transformaci.
I přes to Islanďané v roce 2016 emitovali 16,9 tun CO2 na obyvatele, což je nejvyšší hodnota v zemích ESVO, zejména v důsledku dopravy a tavení hliníku. Nicméně v roce 2010 byl Island podle Guinnessovy knihy rekordů označen jako „nejzelenější země“ a dosáhl nejvyššího skóre podle indexu environmentální udržitelnosti, který měří spotřebu vody, biodiverzitu a přijímání čistých energií v zemi, se skóre 93,5/100.
Dne 22. ledna 2009 oznámil Island své první kolo licencí ropných plošin pro společnosti, které chtějí provádět průzkum a těžbu uhlovodíků v oblasti severovýchodně od Islandu, známé jako oblast Dreki. Byly uděleny tři průzkumné licence, ale všech se následně vzdali.
Od roku 2012 vláda Islandu jednala s vládou Spojeného království o možnosti výstavby Icelink, vysokonapěťového konektoru stejnosměrného proudu pro přenos elektřiny mezi oběma zeměmi. Takový kabel by umožnil Islandu přístup na trh, kde byly ceny elektřiny obecně mnohem vyšší než ceny na Islandu. Island má značné obnovitelné zdroje energie, zejména geotermální energii a vodní zdroje, a většina potenciálu nebyla rozvinuta, částečně proto, že obyvatelé a průmysl Islandu nemají dostatečnou poptávku po další kapacitě výroby elektřiny; Spojené království má zájem o dovoz levné elektřiny z obnovitelných zdrojů energie, což by mohlo vést k dalšímu rozvoji energetických zdrojů.

### Vzdělání a věda
Ministerstvo školství, vědy a kultury odpovídá za politiky a metody, které školy musí používat, a vydává národní kurikulární směrnice. Mateřské školy, základní školy a nižší sekundární školy jsou však financovány a spravovány obcemi. Vláda umožňuje občanům domácí vzdělávání svých dětí, avšak za velmi přísných požadavků. Studenti musí pečlivě dodržovat vládní osnovy a rodičovská výuka musí získat osvědčení o výuce schválené vládou.
Mateřská škola neboli leikskóli je nepovinné vzdělávání pro děti mladší šesti let a je prvním krokem ve vzdělávacím systému. Současná legislativa týkající se mateřských škol byla přijata v roce 1994. Rovněž odpovídají za zajištění vhodnosti učebních osnov tak, aby byl přechod na povinné vzdělávání co nejjednodušší.
Povinné vzdělávání neboli grunnskóli zahrnuje základní a nižší sekundární vzdělávání, které se často provádí ve stejné instituci. Vzdělání je ze zákona povinné pro děti ve věku od 6 do 16 let. Školní rok trvá devět měsíců, začíná mezi 21. srpnem a 1. zářím a končí mezi 31. květnem a 10. červnem. Minimální počet školních dnů byl dříve 170, ale po nové mzdové smlouvě učitelů se zvýšil na 180. Výuka probíhá pět dní v týdnu. Všechny veřejné školy mají povinné křesťanské vzdělávání, ministr školství však může udělit výjimku.

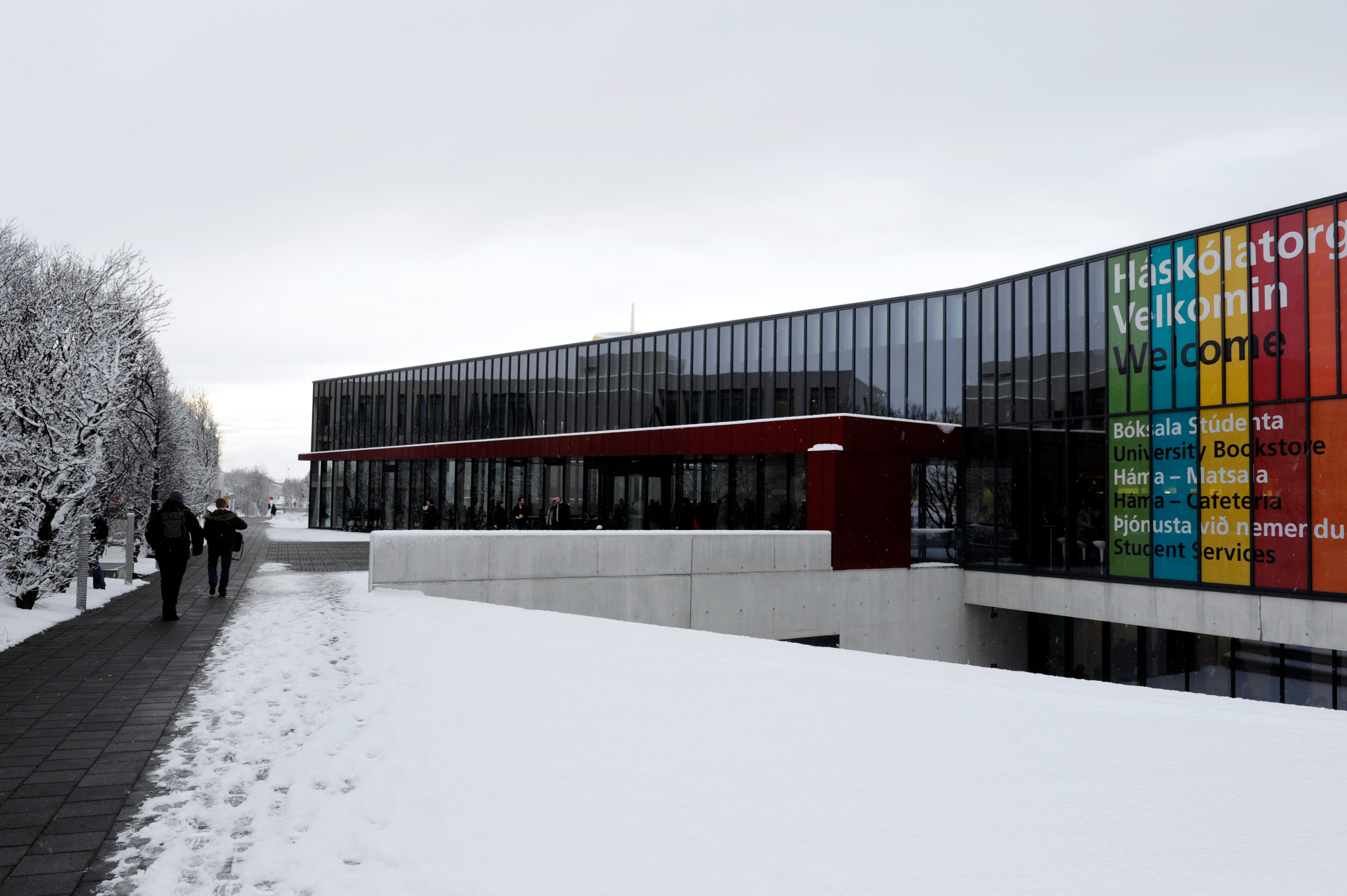
Islandská univerzita

Vyšší střední vzdělání neboli framhaldsskóli navazuje na nižší střední vzdělání. Tyto školy jsou také v češtině známé jako gymnázia. Vyšší střední vzdělání není povinné, ale každý, kdo absolvoval povinné vzdělávání, na ně má právo. Tato fáze vzdělávání se řídí zákonem o středních školách z roku 1996. Všechny školy na Islandu jsou školy smíšeného pohlaví. Největším sídlem vysokoškolského vzdělávání je Islandská univerzita, která má hlavní kampus v centru Reykjavíku. Mezi další školy nabízející výuku na univerzitní úrovni patří Reykjavík University, University of Akureyri, Agricultural University of Island a Bifröst University.
Hodnocení OECD zjistilo, že 64 % Islanďanů ve věku 25–64 let získalo ekvivalent středoškolského vzdělání, což je méně než průměr OECD, který činí 73 %. Mezi 25–34letými lidmi získalo pouze 69 % ekvivalent středoškolského vzdělání, což je výrazně méně než průměr OECD, který činí 80 %. Islandský vzdělávací systém je nicméně považován za vynikající: Program pro mezinárodní hodnocení studentů jej řadí mezi 16. nejvýkonnějších, nad průměrem OECD. Studenti ovládali zejména čtení a matematiku.
Podle zprávy Evropské komise vypracované Eurostatem z roku 2013 utratí Island přibližně 3,11 % HDP na vědecký výzkum a vývoj (VaV), což je o 1 procentní bod více, než je průměr EU 2,03 %, a stanovil si cíl dosáhnout na 4 % do roku 2020. Zpráva UNESCO z roku 2010 zjistila, že ze 72 zemí, které utrácejí nejvíce na výzkum a vývoj (100 milionů USD a více), se Island umístil na 9. místě v poměru k HDP, s Tchaj-wanem, Švýcarskem a Německem a před Francií, Spojeným královstvím a Kanadou.

### Měna
Na Islandu se platí islandskou korunou (isl.: Íslensk króna). Dělí se na 100 aurar. Kód měny je ISK.
- Mince islandské koruny mají nominální hodnoty 1, 5, 10, 50 a 100 korun.
- Bankovky mají nominální hodnoty 500, 1000, 2000, 5000, 10000 korun.

Zároveň jsou v oběhu bankovky v hodnotách 10, 50 a 100 korun, které se z oběhu stahují a brzy platit přestanou.
Zajímavostí je, že cena niklu a mědi v mincích s nominální hodnotou 1 a 5 korun je vyšší než jejich peněžní hodnota.[zdroj?]
Islanďané poslali žádost k připojení do Evropské unie, avšak 15. 3. 2015 žádost stáhli zpět.

## Obyvatelstvo

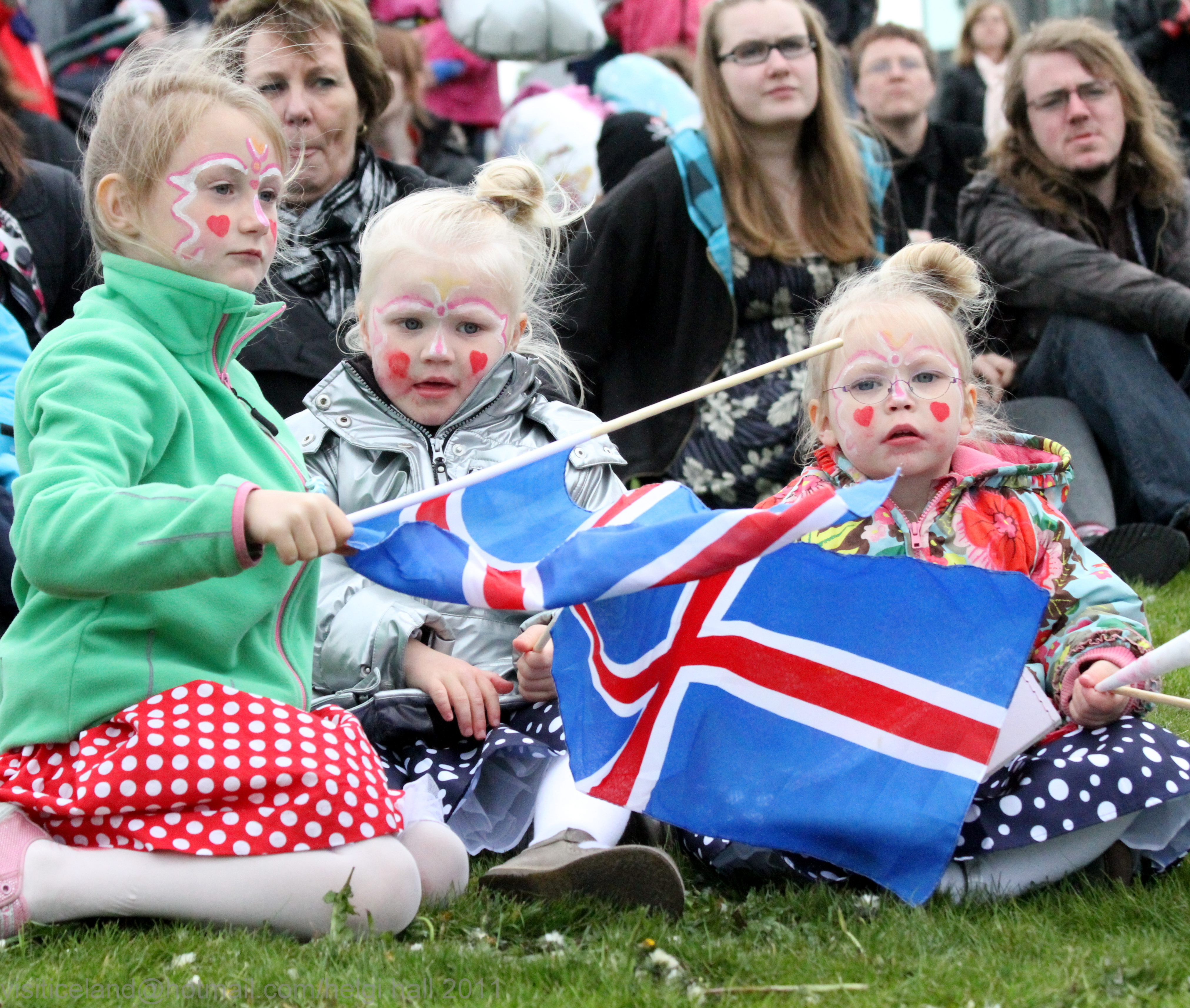
Islanďané

Původní populace Islandu byla nordického a gaelského původu. To je zřejmé z literárních důkazů pocházejících z období osídlení i z pozdějších vědeckých studií, zaměřené na krevní skupiny a genetické analýzy. Jedna taková genetická studie naznačila, že většina mužských osadníků byla severského původu, zatímco většina žen byla gaelského původu, což znamená, že mnoho osadníků na Islandu byli Seveřané, kteří s sebou přivezli galské otroky.
Island má rozsáhlé genealogické záznamy z konce 17. století a fragmentární záznamy sahající až do věku osídlení. Biofarmaceutická společnost deCODE genetics financovala vytvoření genealogické databáze, která by měla pokrýt všechny známé obyvatele Islandu. S ohledem na relativní izolaci islandské populace považuje databázi nazvanou Íslendingabók za cenný nástroj pro provádění výzkumu genetických chorob.
O populaci ostrova se předpokládá, že se pohybovala od 40 000 do 60 000 v období od počátečního osídlení až do poloviny 19. století. Během této doby chladné zimy, popel padající ze sopečných erupcí a dýmějový mor několikrát nepříznivě ovlivnily populaci. Na Islandu bylo mezi lety 1500 a 1804 37 let hladomoru. První sčítání bylo provedeno v roce 1703 a odhalilo, že populace byla tehdy 50 358. Po ničivých sopečných erupcích sopky Laki v letech 1783–1784 dosáhla populace minima asi 40 000. Zlepšení životních podmínek vyvolalo rychlý nárůst populace od poloviny 19. století – z přibližně 60 000 v roce 1850 na 320 000 v roce 2008. Na Islandu je relativně mladá populace pro rozvinutou zemi, přičemž jeden z pěti lidí je ve věku 14 let nebo mladší . S mírou plodnosti 2,1 je Island jednou z mála evropských zemí s mírou porodnosti dostatečnou pro dlouhodobý populační růst (viz tabulka níže).
V prosinci 2007 se na Islandu narodilo 33 678 lidí (13,5 % z celkové populace) žijících na Islandu, včetně dětí islandských rodičů žijících v zahraničí. Přibližně 19 000 lidí (6 % populace) mělo cizí státní občanství. Poláci tvoří největší menšinovou skupinu se značným náskokem a stále tvoří většinu zahraniční pracovní síly. Asi 8 000 Poláků nyní žije na Islandu, z toho 1 500 ve Fjarðabyggð, kde tvoří 75 % pracovních sil, z těch kteří staví hlinikárnu Fjarðarál. Rozsáhlé stavební projekty na východě Islandu (viz vodní elektrárna Kárahnjúkar) přinesly také mnoho lidí, u nichž se očekává dočasný pobyt. Mnoho polských přistěhovalců také uvažovalo o odchodu v roce 2008 v důsledku finanční krize na Islandu.
Jihozápadní roh Islandu je zdaleka nejlidnatější oblastí. Je to také umístění hlavního města Reykjavíku, nejsevernějšího národního hlavního města na světě. Více než 70 procent obyvatel Islandu žije v jihozápadním rohu (Reykjavická aglomerace a nedaleký jižní poloostrov), který pokrývá necelá dvě procenta islandské rozlohy. Největším městem mimo Velký Reykjavík je Reykjanesbær, který se nachází na jižním poloostrově, necelých 50 km od hlavního města. Největším městem mimo jihozápadní roh je Akureyri na severu Islandu.
Na konci 10. století usadilo Grónsko asi 500 Islanďanů pod vedením Erika Rudého. Celková populace dosáhla vysokého bodu asi 5 000 a vyvinula nezávislé instituce, než do roku 1500 zmizela. Lidé z Grónska se pokusili založit osadu ve Vinlandu v Severní Americe, ale opustili ji tváří v tvář nepřátelství domorodých obyvatel.
Emigrace Islanďanů do Spojených států a Kanady začala v 70. letech 19. století. V roce 2006, Kanada měla přes 88,000 lidí islandského původu, zatímco tam je více než 40,000 Američanů islandského původu, podle sčítání lidu z roku 2000 v USA. K roku 2021 bylo na Islandu sečteno 372 520 obyvatel.
| Obyvatelstvo rozdělené podle věku:     | 0–14 let: 21,5 % (muži 32 818, ženy 31 614) 15–64 let: 67,5 % (muži 111 216, ženy 100 367) 65 let a více: 11 % (muži 15 589, ženy 18 001) |
| Očekávaná délka života při narození:   | ženy: 82,3 let muži: 78,1 let |
| Průměrný roční přírůstek obyvatelstva: | 1,0 % |
| Počet narození na 1 000 obyvatel:      | 13,83 |
| Počet zemřelých na 1 000 obyvatel:     | 6,57 |
| Počet migrantů na 1 000 obyvatel:      | 2,38 |
| Gramotnost:                            | 99,9 % |

### Jazyk
Oficiálním psaným a mluveným jazykem Islandu je islandština, severogermánský jazyk pocházející ze staré severštiny. V gramatice a slovní zásobě se od staré norštiny změnilo méně než u ostatních severských jazyků; Islandština si zachovala více ohýbání (flexe) sloves a podstatných jmen a do značné míry vyvinula novou slovní zásobu založenou spíše na původních kořenech než na výpůjčkách z jiných jazyků. Puristická tendence ve vývoji islandské slovní zásoby je do značné míry výsledkem vědomého jazykového plánování, kromě staletí izolace. Islandština je jediným živým jazykem, který si zachoval použití runového písmene Þ v latinském písmu. Nejbližší žijící příbuzný islandského jazyka je faerský.
Islandský znakový jazyk byl oficiálně uznán jako menšinový jazyk v roce 2011. Ve vzdělávání je jeho použití pro islandskou neslyšící komunitu regulováno Národním kurikulárním průvodcem.
Angličtina a dánština jsou povinnými předměty školního vzdělávacího programu. Angličtina je široce srozumitelná a mluvená, zatímco základní až střední znalost dánštiny je běžná hlavně u starších generací. Polštinou většinou mluví místní polská komunita (největší menšina Islandu) a dánštinou se většinou mluví způsobem, který je pro Švédy a Nory do značné míry srozumitelný – na Islandu se jí často říká skandinavíska (tj. Skandinávská).

### Jména a příjmení
Na Islandu nemají klasická jména a příjmení jako v jiných zemích. Nejdůležitější je křestní jméno, podle kterého jsou dokonce řazeny i telefonní seznamy. Dítě dostává místo příjmení jméno svého otce s příponou -dóttir (dcera) nebo -son (syn). Prezident Ólafur Ragnar Grímsson se tedy jmenuje Ólaf Ragnar, Grímův syn.
Na Islandu se téměř vždy vyskytují dvě křestní jména. Vezměme si příklad: matka se jmenuje Anna Kristín Guðmunsdóttir a otec se jmenuje Kristján Atli Hilmarsson. Manželka po svatbě nepřebírá příjmení po manželovi jako v Česku. Děti přebírají příjmení z prvního křestního jména otce, zřídka matky. Čili, dcera se bude jmenovat např. Ásta Björg Kristjánsdóttir a syn Svavar Þór Kristjánsson. Samozřejmě se vyskytují i výjimky, kdy přechází příjmení z rodu na rod, stejně jako v Česku, ale takových je jen málo. Mají ho většinou lidé, jejichž předkové byli kdysi z bohatého rodu a snažili se tímto odlišit od „normálních“ lidí.

### Náboženství
Islanďané mají svobodu náboženství zaručenou ústavou, ačkoli církev Islandu, luteránského orgánu, je státní církví:
Evangelická luteránská církev je státní církví na Islandu a jako taková ji bude stát podporovat a chránit – čl. 62 oddíl IV ústavy Islandu
Registry na Islandu evidují náboženskou příslušnost každého občana Islandu. V roce 2017 byli Islanďané rozděleni do náboženských skupin následovně:
- 67,22 % členové Islandské církve;
- 11,56 % členů jiné křesťanské denominace;
- 11,29 % jiná náboženství a nespecifikováno;
- 6,69 % nepřidruženo;
- 1,19 % členů germánských pohanských skupin (99 % z nich patří do Ásatrúarfélagið);
- 0,67 % členů Islandské etické humanistické asociace;
- 0,55 % členů skupin Zuist.

Island je velmi sekulární země; stejně jako u jiných severských zemí je návštěvnost sborů relativně nízká. Výše uvedené statistiky představují správní členství v náboženských organizacích, což nemusí nutně odrážet demografické údaje o víře populace. Podle studie publikované v roce 2001 bylo 23 % obyvatel ateistických nebo agnostických. Průzkum společnosti Gallup provedený v roce 2012 zjistil, že 57 % Islanďanů se považovalo za „náboženské“, 31 % se považovalo za „nenáboženské“, zatímco 10 % se označilo za „přesvědčené ateisty“, čímž se Island umístil mezi deset zemí s nejvyšším podílem ateistů na světě. Registrace Islanďanů ve státní církvi, Islandské církvi, klesá tempem více než 1 % ročně.

### Města
10 nejlidnatějších městských oblastí Islandu:

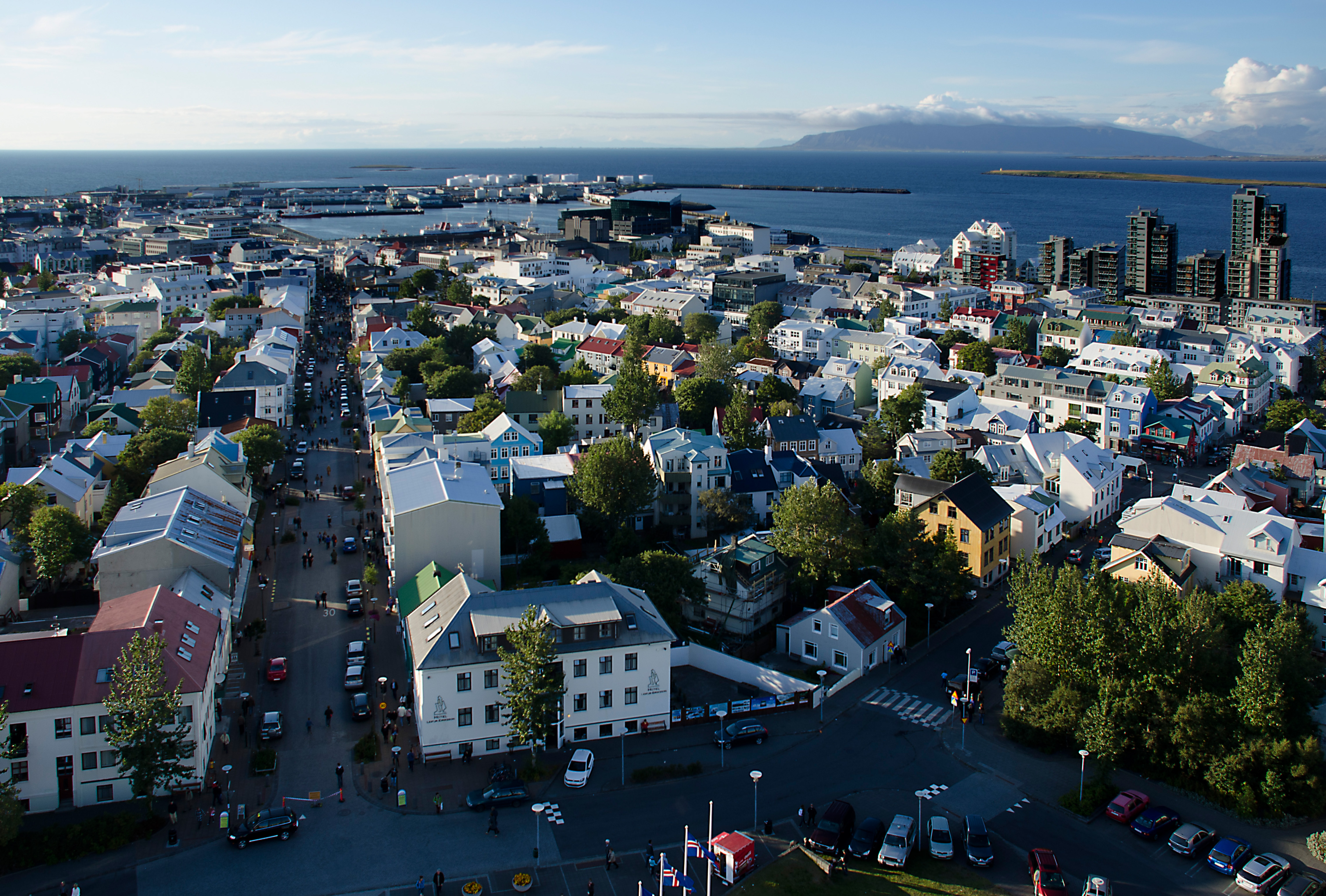
Reykjavík
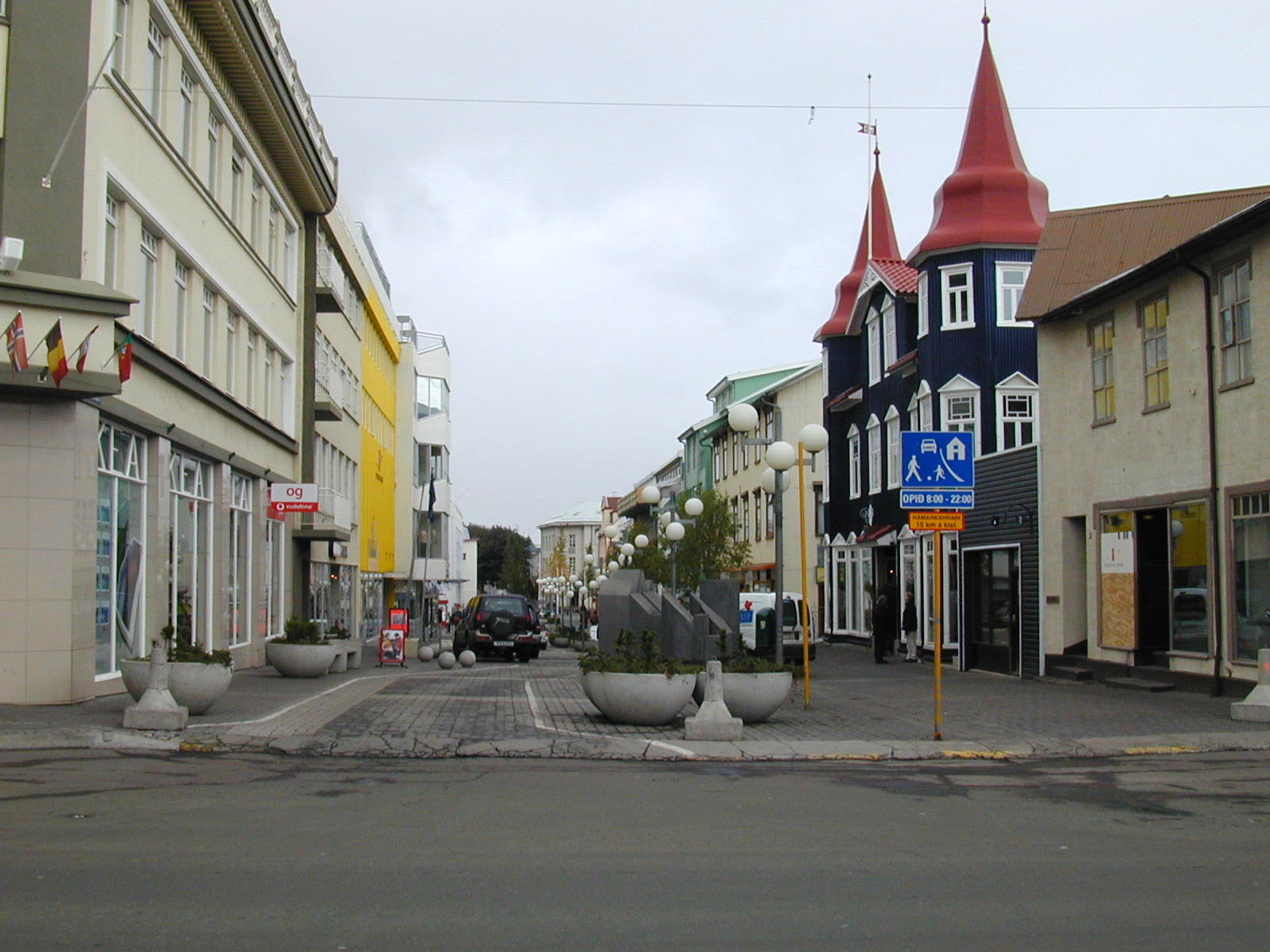
Akureyri

| Pořadí | Jméno         | Region                 | Populace |
| ------ | ------------- | ---------------------- | -------- |
| 1      | Reykjavík     | Reykjavická aglomerace | 128 793  |
| 2      | Kópavogur     | Reykjavická aglomerace | 36 975   |
| 3      | Hafnarfjörður | Reykjavická aglomerace | 29 799   |
| 4      | Reykjanesbær  | Jižní poloostrov       | 18 925   |
| 5      | Akureyri      | Severovýchodní region  | 18 920   |
| 6      | Garðabær      | Reykjavická aglomerace | 16 299   |
| 7      | Mosfellsbær   | Reykjavická aglomerace | 11 463   |
| 8      | Árborg        | Jižní region           | 9 485    |
| 9      | Akranes       | Západní region         | 7 411    |
| 10     | Fjarðabyggð   | Východní region        | 5 070    |

- Reykjavík
- Akureyri

### Práva LGBT
Island je v otázkách práv LGBT liberální. V roce 1996 islandský parlament přijal legislativu k vytvoření možnosti registrovaných partnerství pro páry stejného pohlaví, která uděluje téměř všechna práva a výhody manželství. V roce 2006 parlament jednomyslně hlasoval pro udělení párům stejného pohlaví stejná práva jako heterosexuálním párům při adopci, rodičovství a asistované reprodukci. V roce 2010 islandský parlament změnil zákon o manželství, učinil z toho genderově neutrální záležitost a definoval manželství jako svazek mezi dvěma jednotlivci, čímž se Island stal jednou z prvních zemí na světě, která legalizovala stejnopohlavní manželství. Zákon nabyl účinnosti dne 27. června 2010. Novela zákona rovněž znamená, že registrovaná partnerství pro páry stejného pohlaví již nejsou možná a jejich jedinou možností je manželství - totožné se stávající situací pro páry opačného pohlaví.

## Kultura
Islandská kultura má své kořeny v severogermánských tradicích. Islandská literatura má kořeny v ságách a eddách, které byly napsány během vrcholného a pozdního středověku. Staletí izolace ostrova způsobila odloučení kultury země od vnějších vlivů. Příklad je samotné zachování islandštiny, která ze všech moderních severských jazyků zůstává nejbližší ke staré severštině.
Islanďané jsou známí pro svůj silný smysl pro komunitu a málo sociální izolace: průzkum OECD zjistil, že 98 % věří, že znají někoho, na koho se v době nouze mohou spolehnout. Výsledek je vyšší, než v jakékoliv jiné zemi OECD. Podobně, jenom 6 % uvedli, že se s ostatními stýkávají "zřídka" nebo "nikdy". Tato vysoká úroveň sociální soudržnosti se připisuje malé velikosti a homogenitě populace a také dlouhé historii drsného přežívání v izolovaném prostředí, což posílilo význam jednoty a spolupráce.
Rovnostářství je mezi Islanďany vysoce ceněno – nerovnost příjmů patří k nejnižším na světě. Ústava výslovně zakazuje šlechtická privilegia, tituly a hodnosti. Každý je oslovován křestním jménem. Jako v dalších severských zemích, rovnost mezi pohlavími je uplatňována velmi důsledně; Island je trvale řazen mezi tři země světa s nejlepšími podmínkami pro život žen.

### Literatura

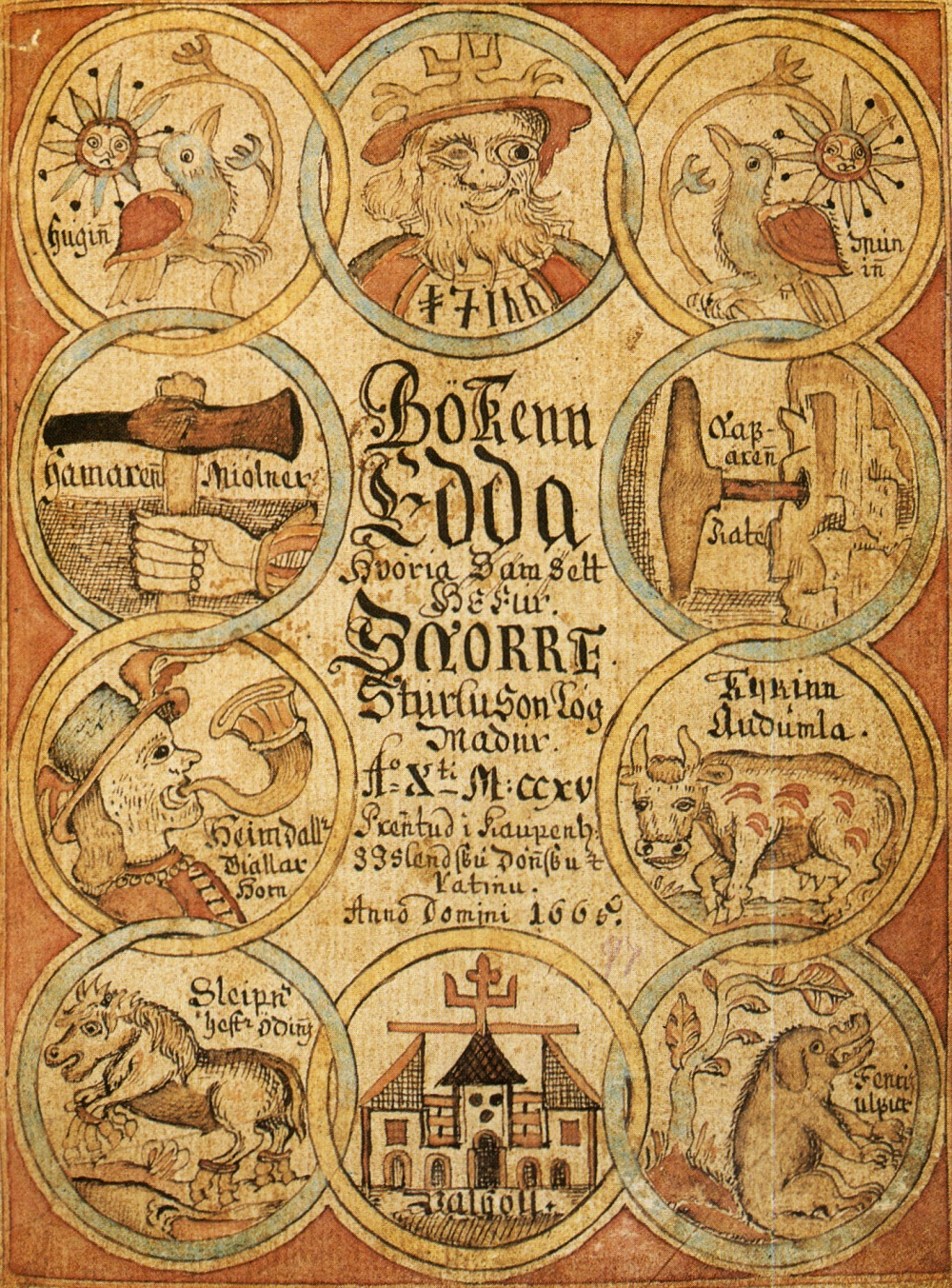
Poetická Edda

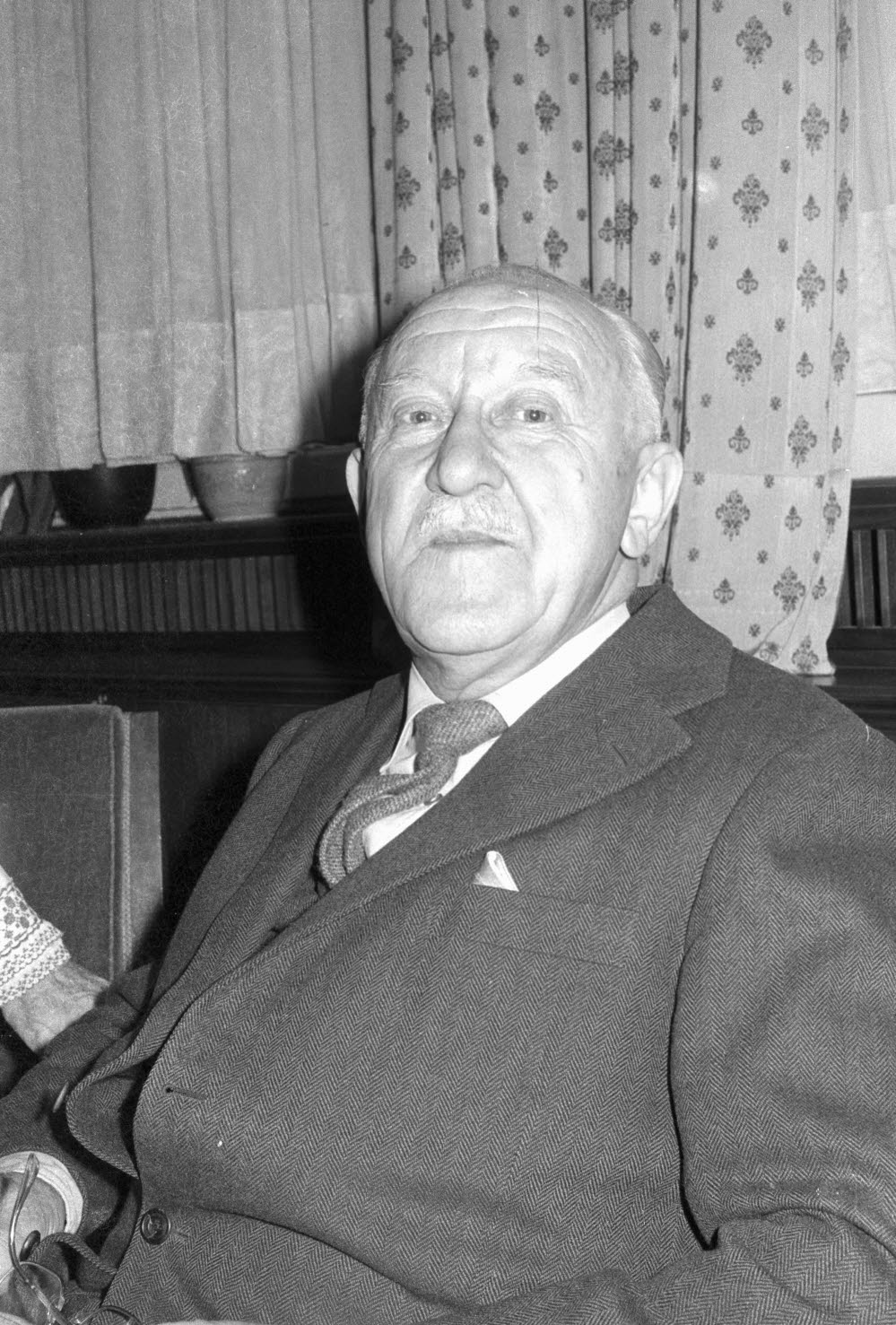
Halldór Laxness

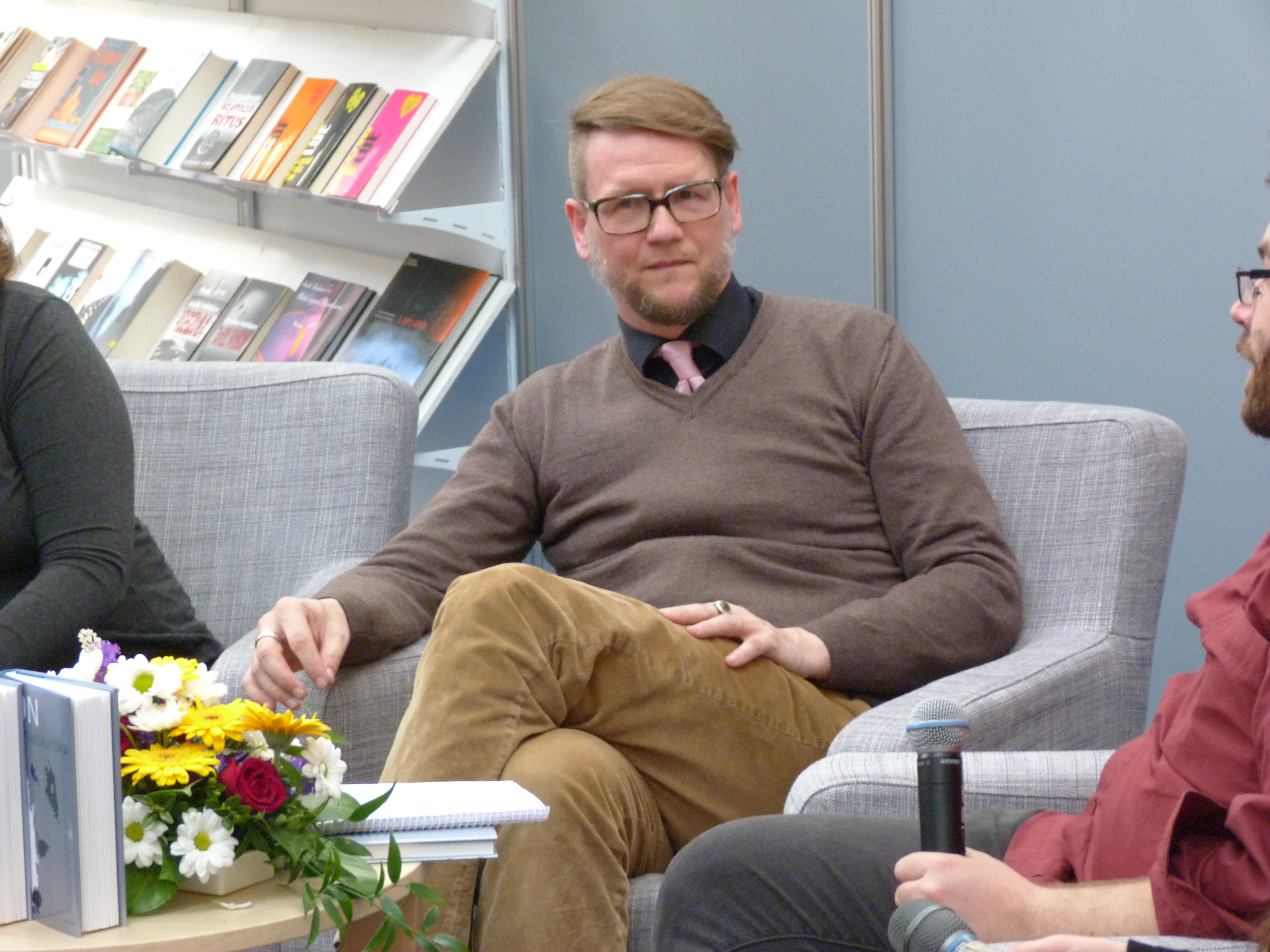
Sjón

### Výtvarné umění

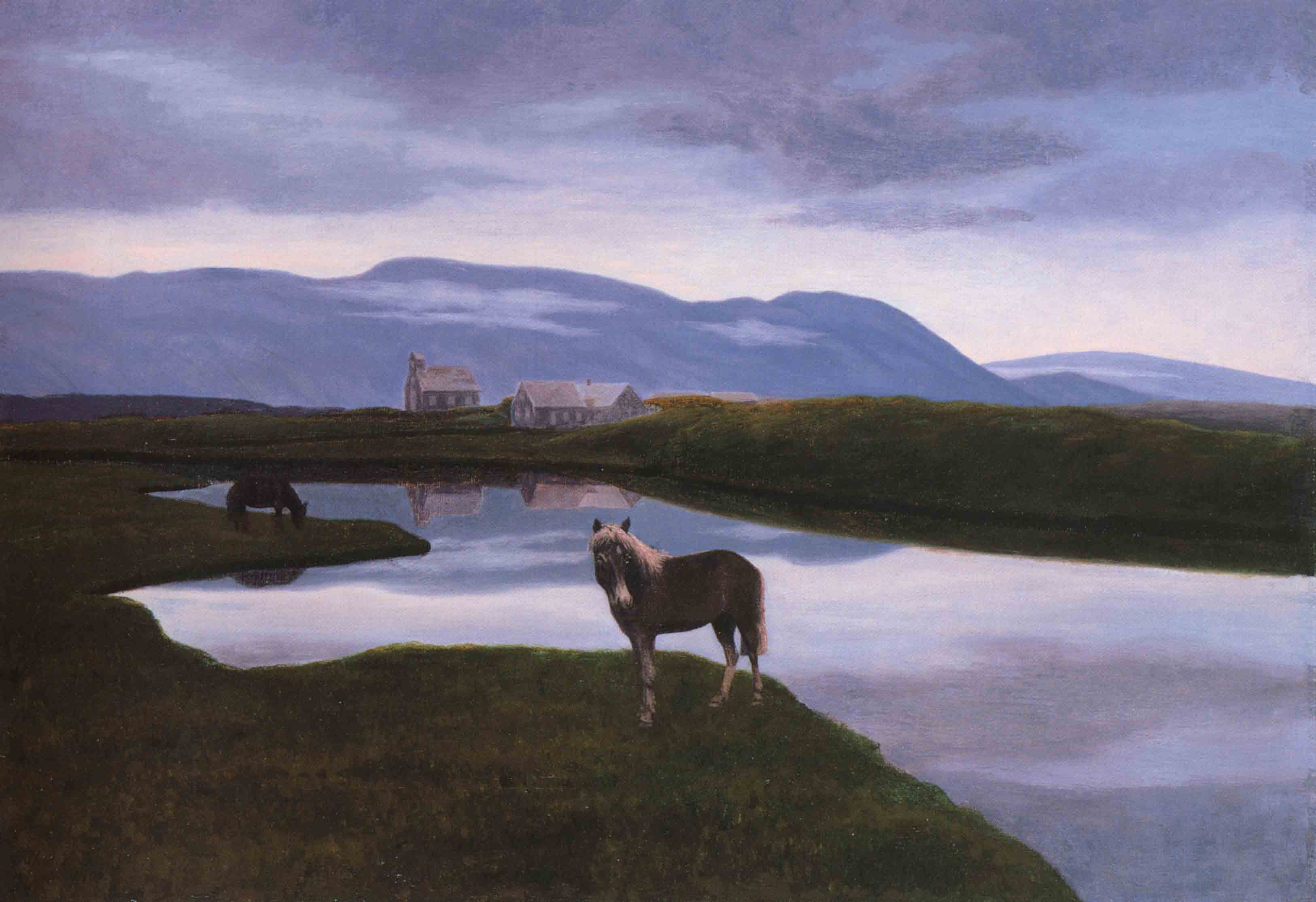
Obraz Þórarinna Þorlákssona

Výrazné ztvárnění islandské krajiny jejími malíři lze spojit s nacionalismem a hnutím za nezávislost, které bylo v polovině 19. století velmi aktivní.

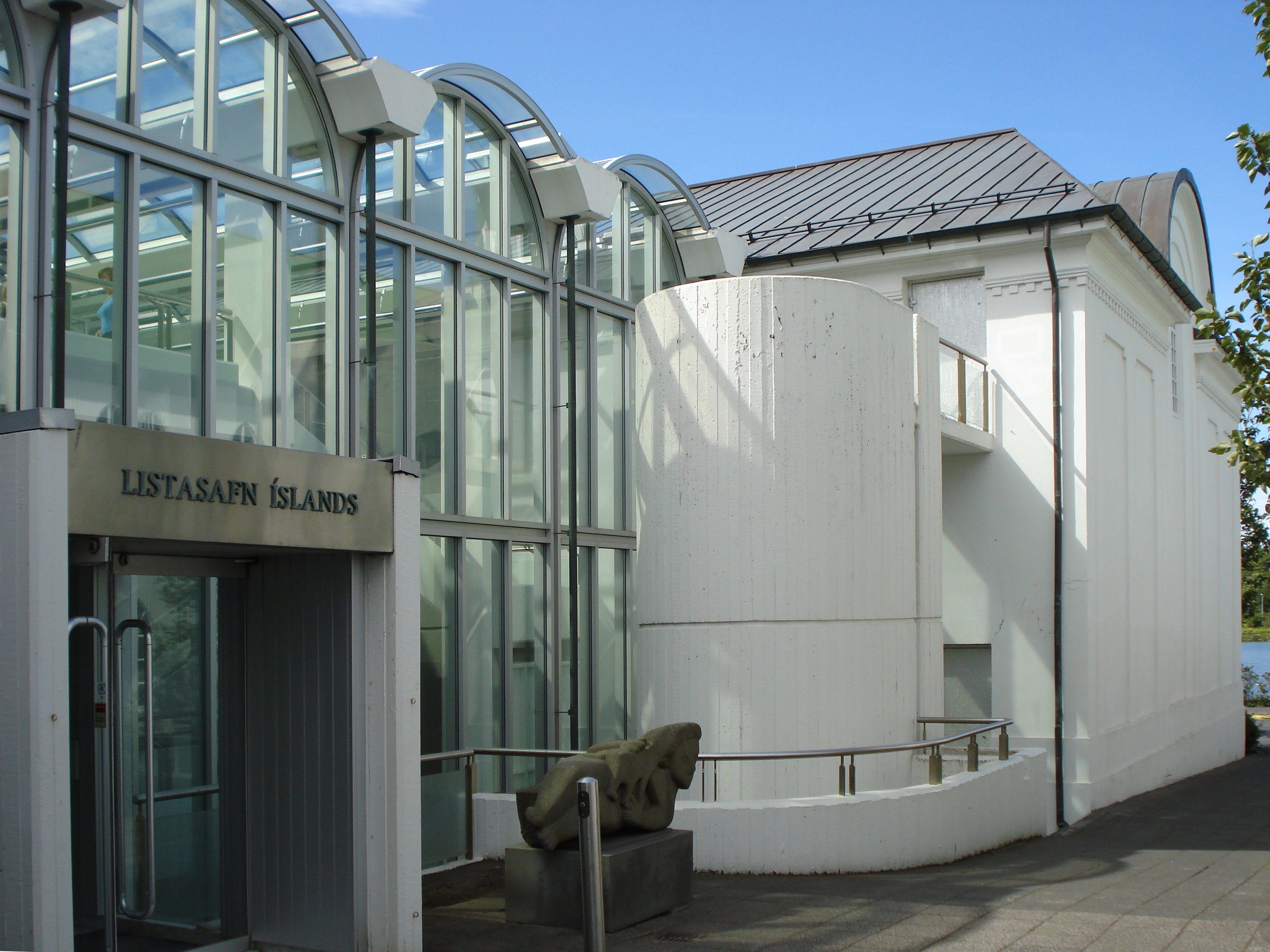
Islandská národní galerie

Počátky moderní islandské malby jsou spojovány s dílem Þórarinna Þorlákssona, který se po formálním uměleckém výcviku v 90. letech 19. století v Kodani vrátil na Island, aby maloval a vystavoval svá díla, téměř výhradně zobrazující islandskou krajinu, od roku 1900 do své smrti v roce 1924. V té době studovalo na Královské dánské akademii výtvarných umění několik dalších islandských umělců a umělkyň, včetně Ásgrímura Jónssona, který společně s Þórarinnem zobrazil islandskou krajinu v romantickém naturalistickém stylu. Ostatní krajináři rychle následovali stopy Þórarinna a Ásgrímura. Patřily mezi ně Jóhannes Sveinsson Kjarval a Júlíana Sveinsdóttirová. Zejména Kjarval je známý novými technikami při aplikaci barvy, které vyvinul při úsilí o vykreslení charakteristické vulkanické horniny, která dominuje islandskému prostředí. Expresionistický malíř Einar Hákonarson je považován za osobu, která přivedla figuru zpět do islandského malířství. Konceptualismus rozvíjel Olafur Eliasson, pop-art umělec zvaný Erró.
V posledních letech se umělecká činnost znásobila a islandská umělecká scéna se stala dějištěm mnoha velkých projektů a výstav. Umělecký prostor galerie Kling og Bang je významnou součástí trendu samoorganizovaných prostor, výstav a projektů. Muzeum živého umění, Městské muzeum umění v Reykjavíku, Muzeum umění v Reykjavíku a Islandská národní galerie jsou většími, zavedenějšími institucemi.

### Film

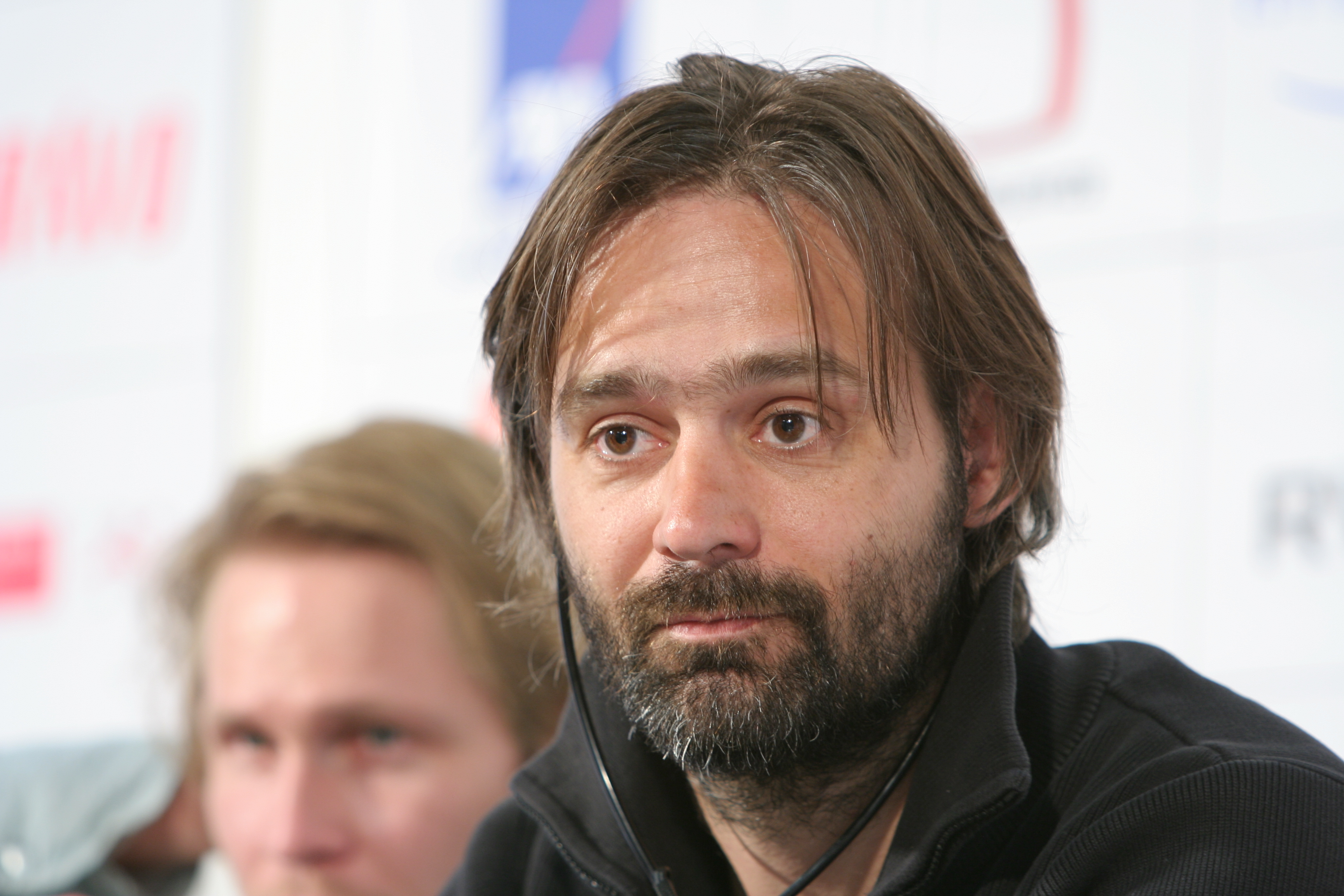
Baltasar Kormákur

Island má význačný filmový průmysl. Asi nejpopulárnější islandský film je komedie 101 Reykjavík (u nás uváděný pod názvem S milenkou mé matky) z roku 2000 režírovaný Baltasarem Kormákurem. Jeho film Severní blata, natočený podle předlohy Arnaldura Indriðasona, vyhrál na Mezinárodním filmovém festivalu v Karlových Varech v roce 2007. Friðrik Þór Friðriksson se v roce 1991 dočkal nominace na Oscara za nejlepší neanglicky mluvený film, a to za snímek Děti přírody. Šlo o první islandskou nominaci na tuto cenu v historii. Snímek představuje příběh starého muže, který není schopen nadále provozovat svou farmu. Poté, co není vítán v domě své dcery a tchána ve městě, je umístěn v domově pro seniory. Tam potkává starou přítelkyni ze svého mládí a oba začínají společně putovat divočinou Islandu, aby společně zemřeli.
Písničkářka Björk získala mezinárodní uznání za hlavní roli v dánském hudebním dramatu Dancer in the Dark režiséra Larse von Triera, ve kterém hraje Selmu Ježkovou, tovární dělnici, která se snaží zaplatit za operaci očí svého syna. Film měl premiéru na filmovém festivalu v Cannes 2000, kde získala cenu za nejlepší herečku. Film také pomohl Björk k nominacím za nejlepší píseň na 73. ročníku Oscarů, s písní Viděl jsem to všechno a Zlatý glóbus za nejlepší herečku ve filmu – drama.
Guðrún S. Gísladóttir, Islanďan, hrál jednu z hlavních rolí ve filmu ruského režiséra Andreje Tarkovského Oběť (1986). Anita Briem, známá pro své účinkování v Showtime's The Tudors, je také Islanďanka. Briem hrála ve filmu Cesta do středu Země (2008), který natáčel scény na Islandu. Z velké části se na Islandu odehrává film Jamese Bonda Dnes neumírej (2002). Film Christophera Nolana Interstellar (2014) byl také natočen na Islandu (některé jeho scény), stejně jako Prometheus od Ridleyho Scotta (2012).
Ve světě se proslavil islandský dětský seriál LazyTown, který pak proslavil například tvůrce celého pořadu Magnúse Schevinga, islandského herce Stefána Karla Stefánssona nebo zpěváka úvodní písně Jóna Jósepa Snæbjörnssona. Stal se velmi oblíbeným programem pro děti i dospělé a je uváděn ve více než 100 zemích, včetně Ameriky, Velké Británie a Švédska. Studia LazyTown se nacházejí v Garðabæru. Televizní kriminální seriál z roku 2015 Trapped byl vysílán ve Velké Británii na BBC4 v únoru a březnu 2016, podle kritiků a podle Guardianu je to „nejpravděpodobnější televizní hit roku“. V Hollywoodu se prosadili Hera Hilmarová, která zazářila například ve steampunkovém sci-fi snímku Smrtelné stroje, Gunnar Hansen, jehož proslavila role kanibala Leatherface v hororu Texaský masakr motorovou pilou, nebo Anita Briemová známá ze seriálu Tudorovci, kde ztvárnila Janu Seymourovou.

### Média
Největšími islandskými televizními stanicemi jsou státní Sjónvarpið a soukromá Stöð 2 a SkjárEinn. Menší stanice existují, mnoho z nich je lokálních. Rozhlas je vysílán po celé zemi, včetně některých částí vnitrozemí. Hlavní rozhlasové stanice jsou Rás 1, Rás 2, X-ið 977, Bylgjan a FM957. Noviny jsou Morgunblaðið a Fréttablaðið. Nejoblíbenějšími weby jsou zpravodajské weby Vísir a Mbl.is.
Dne 17. června 2010 parlament schválil větší ochranu svobody projevu a identity novinářů a jejich informátorů – nejsilnější zákon na ochranu novinářů na světě. Podle zprávy Freedom House z roku 2011 je Island jednou z nejlépe hodnocených zemí v oblasti svobody tisku.
CCP Games, vývojáři uznávaných počítačových her EVE Online a Dust 514, mají sídlo v Reykjavíku. CCP Games hostí třetí nejlidnatější multiplayerovou online hru na světě, které má také největší celkovou herní plochu.
Island má vysoce rozvinutou kyberkulturu, přičemž přibližně 95 % populace má přístup k internetu, což je nejvyšší podíl na světě. Island se umístil na 12. místě v indexu připravenosti sítí 2009–2010 Světového ekonomického fóra, který měří schopnost země konkurenceschopně využívat komunikační technologie. Mezinárodní telekomunikační unie Organizace spojených národů řadí zemi na třetí místo ve vývoji informačních a komunikačních technologií a v letech 2008 až 2010 se posunula o čtyři místa výše. V únoru 2013 země (ministerstvo vnitra) zkoumala možné metody ochrany dětí v souvislosti s internetovou pornografií a tvrdila, že pornografie online je pro děti hrozbou, protože podporuje zneužívání dětí. Kritici vyjádřili obavy, že je nemožné zablokovat přístup k pornografii bez ohrožení svobody projevu.

### Hudba

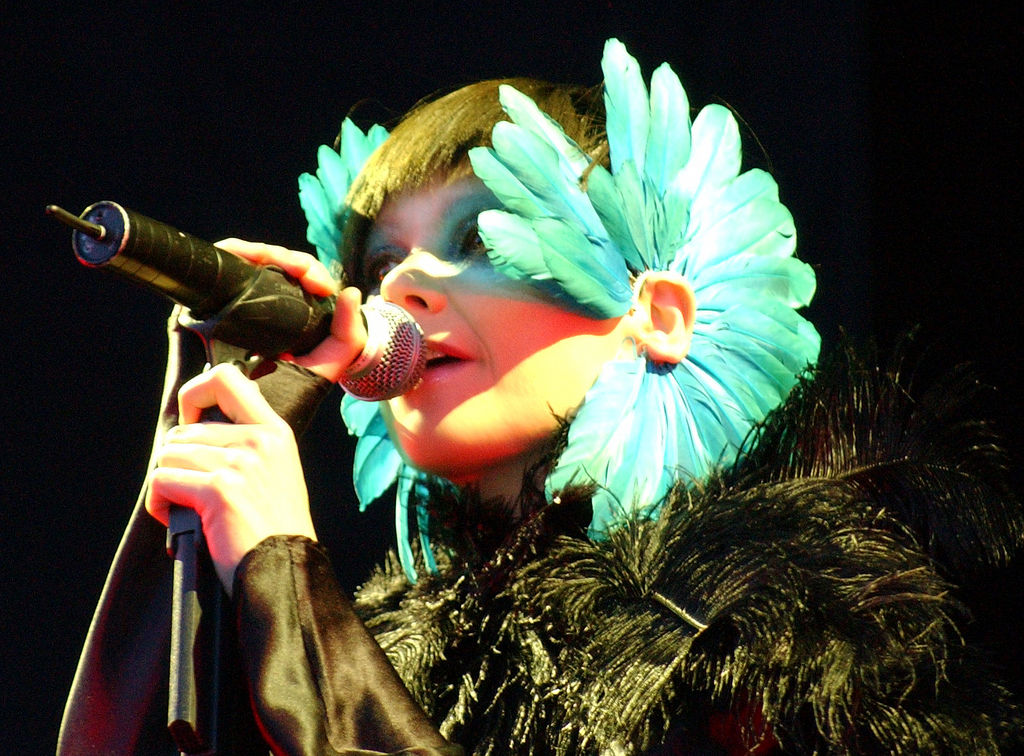
Björk

Hodně islandské hudby souvisí se severskou hudbou a zahrnuje lidovou a popovou tradici. Pozoruhodné islandské hudební počiny zahrnují středověkou hudební skupinu Voces Thules, alternativní a indie rockové skupiny jako The Sugarcubes, Sóley a Of Monsters and Men, jazz fusion band Mezzoforte, popové zpěváky jako Hafdís Huld, Emilíana Torrini, jež se proslavila písní v jednom z dílů filmové trilogie Pán prstenů, a Björk, sólové baladické zpěváky jako Bubbi Morthens a post-rockové kapely jako Amiina a Sigur Rós. Nezávislá hudba je na Islandu silně populární, s kapelami jako múm a sólovými umělci.
Tradiční islandská hudba je silně náboženská. Hymny, náboženské i sekulární, jsou obzvláště dobře rozvinutou formou hudby kvůli nedostatku hudebních nástrojů po většinu historie Islandu. Hallgrímur Pétursson napsal v 17. století mnoho protestantských hymnů. Islandská hudba byla modernizována v 19. století, kdy Magnús Stephensen přinesl varhany, po nichž následovala harmonia. Dalšími důležitými tradicemi islandské hudby jsou epické aliterační a rýmované balady zvané rímur. Rímur jsou epické příběhy, obvykle zpívané a cappella, které lze vysledovat až ke skaldické poezii, využívající složité metafory a propracovaná schémata rýmů. Nejznámějším rímurským básníkem 19. století byl Sigurður Breiðfjörð (1798–1846). Moderní revitalizace tradice začala v roce 1929 vytvořením Iðunn. 

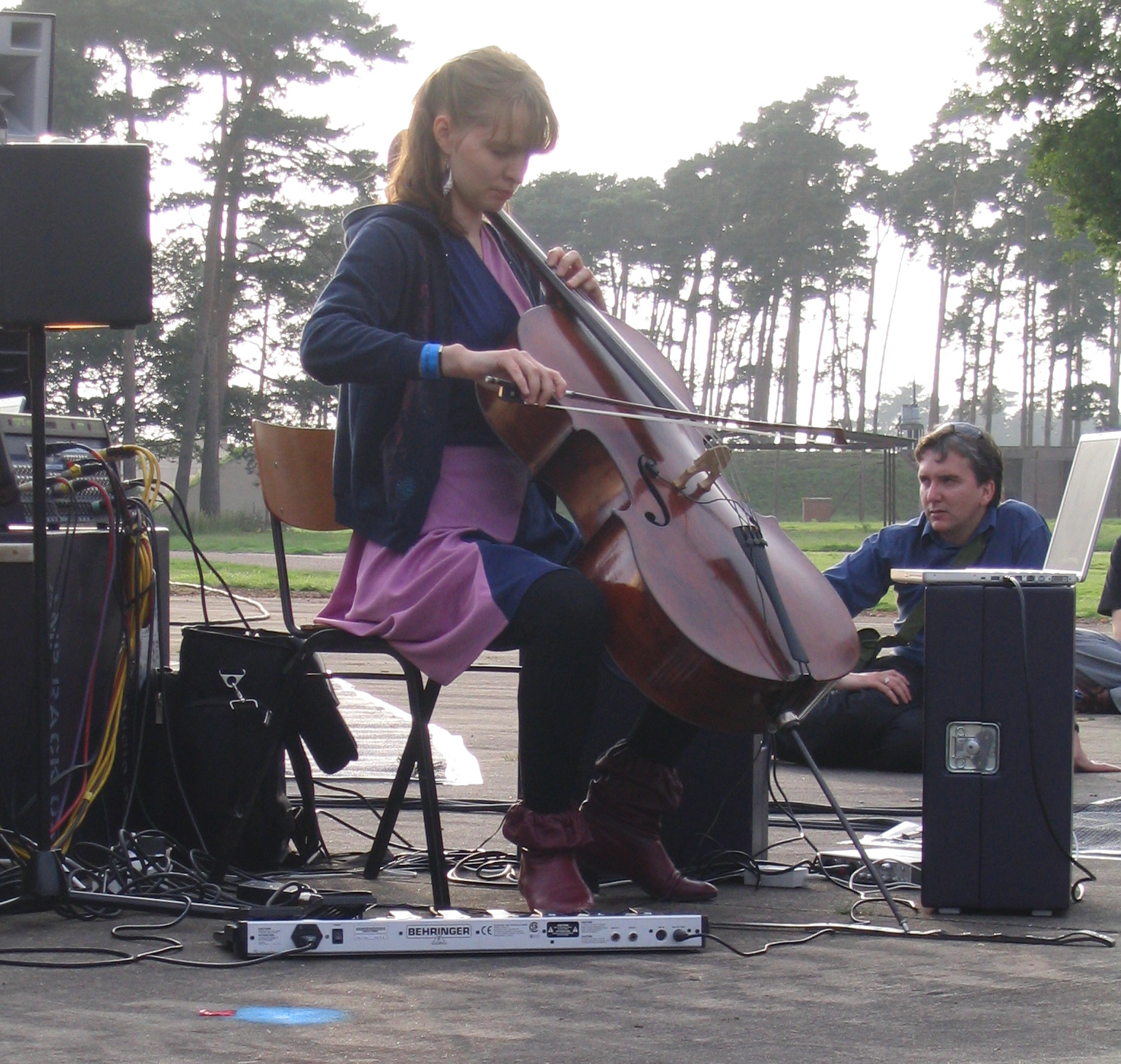
Hildur Guðnadóttirová

K nejznámějším klasickým skladatelům na Islandu patří Daníel Bjarnason a Anna S. Valorvaldsdóttir (Anna Thorvaldsdottir), kteří v roce 2012 obdrželi hudební cenu Severské rady a v roce 2015 byli vybráni jako New York Philharmonic Kravis Emerging Composer, což je čest, která zahrnuje 50 000$ peněžní odměnu a provizi za napsání skladby pro orchestr. Také lze vzpomenout dirigenta a klavíristu Vladimira Ashkenazyho, jenž má mj. islandské občanství a v minulosti vedl i Českou filharmonii. V oblasti hudby filmové na sebe výrazně upozornili Jóhann Jóhannsson, autor hudby k filmům Sicario či Teorie všeho, nebo Hildur Guðnadóttirová, původně čelistka, která napsala hudbu k filmu Joker, za niž získala Oscara i Zlatý glóbus, či k seriálu HBO Černobyl, za niž získala cenu Emmy či BAFTA.
Národní hymnou Islandu je Lofsöngur, kterou napsal Matthías Jochumsson, s hudbou Sveinbjörna Sveinbjörnssona. Píseň je také známa pod názvem Ó Guð vors lands (Bože naší země). Píseň vznikla v roce 1847 u příležitosti oslav tisíciletého výročí osídlení ostrova. Za hymnu byla píseň přijata v roce 1944. Píseň má tři sloky, ale jako hymna slouží pouze první sloka.

### Kuchyně

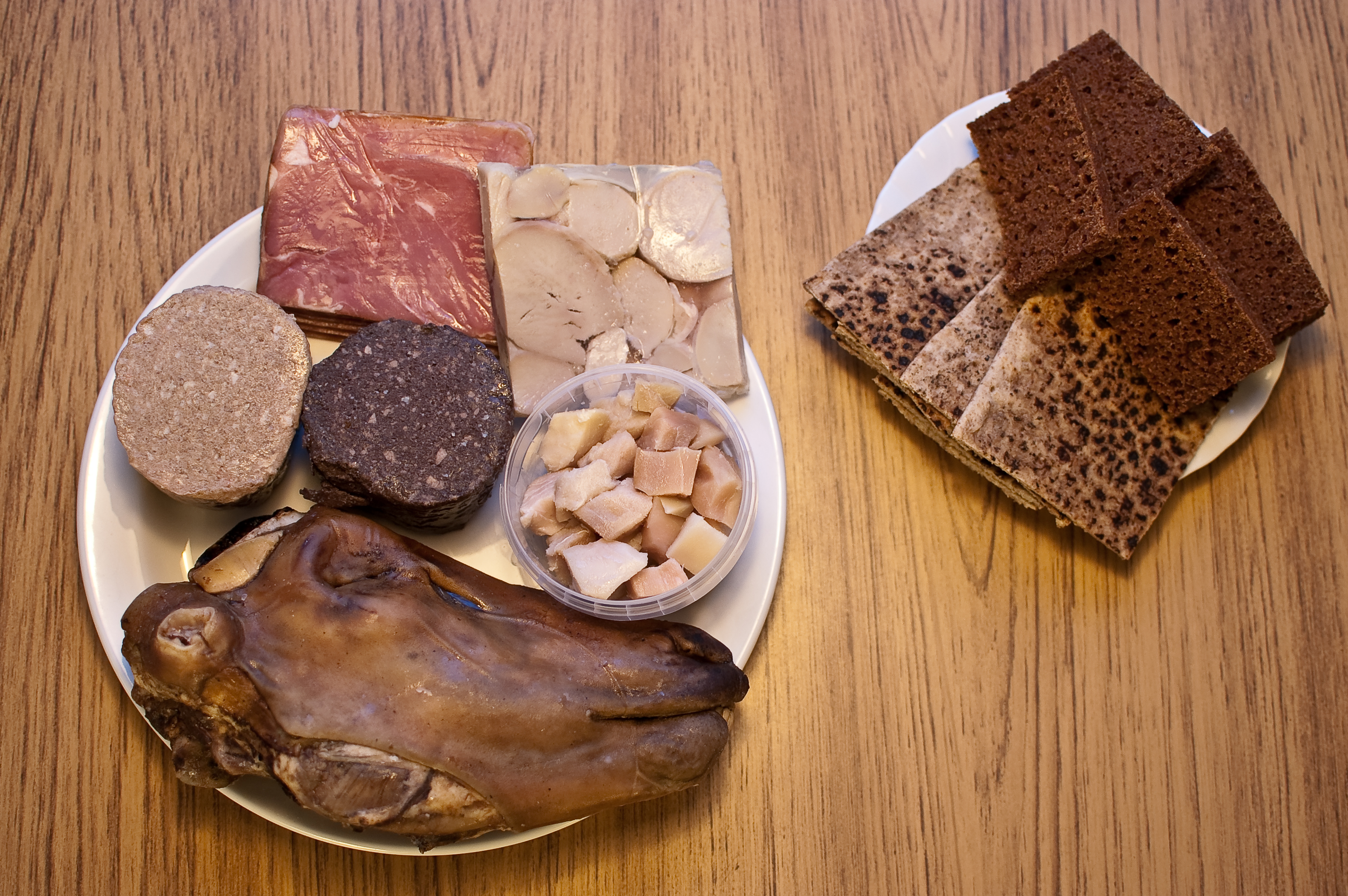
Thorramatur

Většina islandské kuchyně je založená na rybách, skopovém masu a mléčných výrobcích, s téměř žádným použitím bylinek a nebo koření. Kvůli islandskému podnebí ovoce a zelenina nejsou obvykle v tradičních jídlech výrazně zastoupeny, ačkoli používání skleníků je učinilo běžnějšími v současném jídle. Þorramatur je výběr tradiční kuchyně skládající se z mnoha pokrmů a obvykle se konzumuje kolem měsíce Þorri, který začíná první pátek po 19. lednu. Tradiční jídla také zahrnují skyr (sýr podobný jogurtu), hákarl (pro turisty dovážený fermentovaný žralok), fermentovaný beran, ovčí hlavy a typ prejtu, Flatkaka (plochý chléb), sušené ryby a tmavý žitný chléb tradičně pečené v zemi v geotermálních oblastech. Skyr obsahuje 12 % proteinů, 3 % sacharidů, 0,5 % tuku a hodně vápníku. Papuchalk je považován za místní specialitu, která je často připravovaná grilováním. 
Snídaně se obvykle skládá z palačinek, cereálií, ovoce a kávy, zatímco oběd může být ve formě švédského stolu. Hlavní jídlo dne je pro většinu Islanďanů večeře, která obvykle zahrnuje ryby nebo skopové maso jako hlavní chod. Mořské plody jsou ústředním bodem většiny islandských jídel, zejména tresky a tresky skvrnité, ale také lososa, sledě a halibuta. Často se připravují různými způsoby, ať už uzením, nakládáním, vařením nebo sušením. Jehněčí je zdaleka nejběžnějším masem a bývá buď uzené (známé jako hangikjöt), nebo konzervované solí (saltkjöt). Mnoho starších pokrmů využívá každou část ovce, například slátur, který se skládá z vnitřností (vnitřních orgánů a vnitřností) mletých společně s krví a podávaných v ovčím žaludku. Kromě toho jsou převažujícími přílohami vařené nebo šťouchané brambory, nakládané zelí, zelené fazole a žitný chléb.
Káva je na Islandu populárním nápojem – země se v roce 2016 umístila na třetím místě v žebříčku její konzumace na osobu. Pije se u snídaně, po hlavních jídlech a s lehkým občerstvením v polovině odpoledne. Coca-Cola je také široce konzumovaná do té míry, že se říká, že země má jednu z nejvyšších úrovní spotřeby na obyvatele na světě.
Islandský charakteristický alhokolový nápoj je brennivín (doslova "spálené tj. destilované víno"), který má podobné aroma jako akvavitská varianta skandinávského brännvinu. Jedná se o druh pálenky vyrobené z destilovaných brambor a ochucené kmínem nebo angelikou. Jeho síla mu vynesla přezdívku svarti dauði („Černá smrt“). Moderní lihovary na Islandu produkují vodku (Reyka), gin (Ísafold), mechovou pálenku (Fjallagrasa) a březovou pálenku a likér (Birkir a Björk) z lihovaru Foss. Martin Miller na ostrově míchá islandskou vodu s anglickým destilovaným ginem. Silné pivo bylo zakázáno až do roku 1989, takže se stala populární bjórlíki, směs legálního plzeňského piva s nízkým obsahem alkoholu a vodky. Islandské pivovary nyní vyrábějí několik silných piv.

### Sport
Sport je důležitou součástí islandské kultury – populace je obecně docela aktivní.[zdroj⁠?!] Hlavním tradičním sportem na Islandu je Glíma, forma boje, u níž se předpokládá, že pochází ze středověku. V posledních letech si Island připisuje úspěchy z poměrně mladého avšak Islandem velmi oblíbeného sportu, který nese název Teamgym. Na mistrovství Evropy v Portugalsku v roce 2021 získal ženský tým zlatou medaili, jejich úspěch ocenil samotný prezident Guðni Thorlacius Jóhannesson. TeamGym se začíná měnit v jeden z národních sportů.

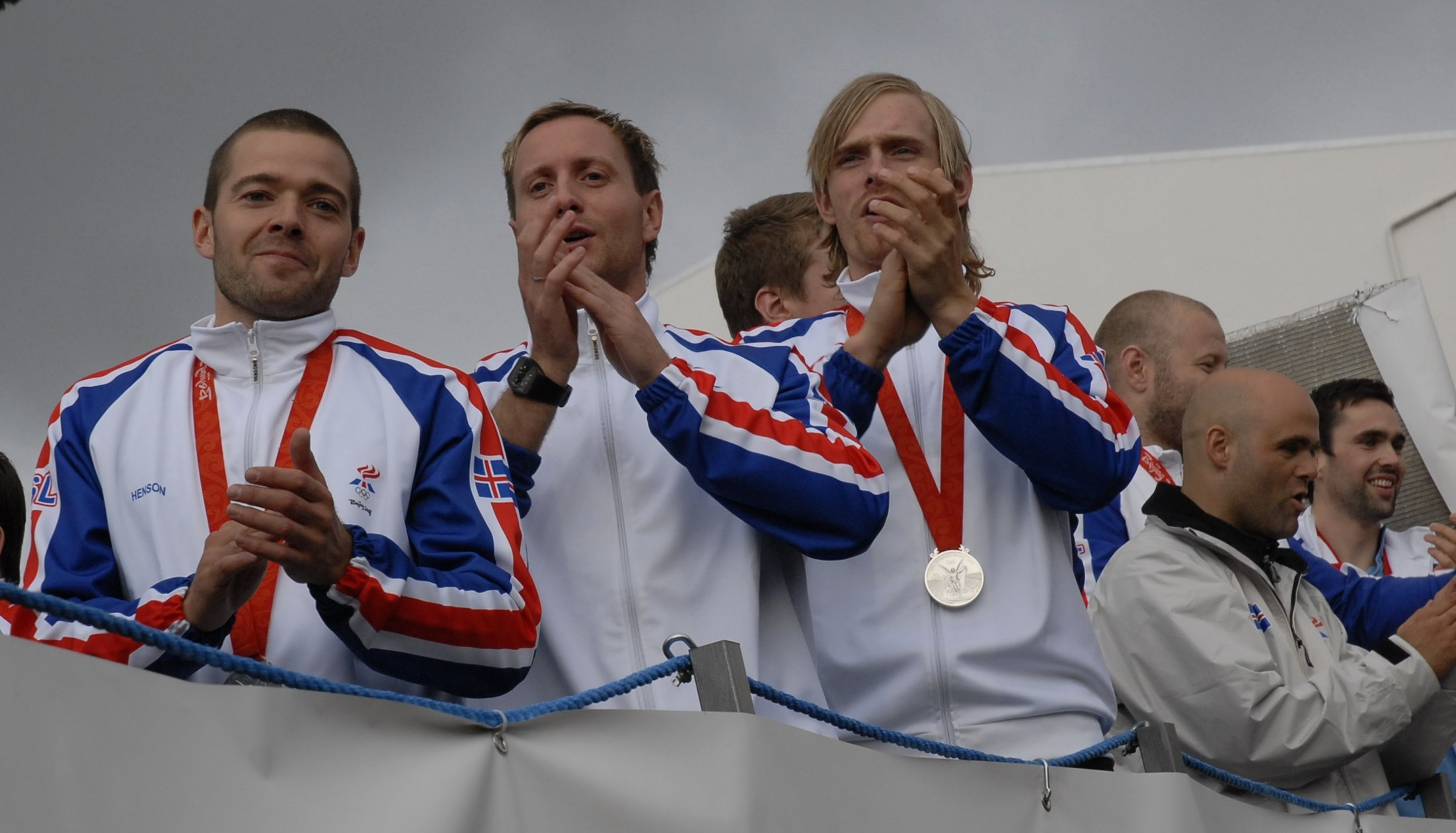
Islandský národní házenkářský tým slaví roku 2008 stříbrné olympijské medaile

Populární sporty také zahrnují fotbal, atletika, házená a basketbal. Házená se často označuje jako národní sport. Islandští házenkáři patří k nejlepším na světě – národní tým mužů získal stříbro na Letních olympijských hrách 2008 a bronz na mistrovství Evropy v roce 2010. Islandská fotbalová reprezentace se poprvé v roce 2016 kvalifikovala na Mistrovství Evropy ve fotbale. V základní skupině skončili s remízou proti vítězům z Portugalska a v 16. kole porazili Anglii 2–1 s góly Ragnara Sigurðssona a Kolbeinna Sigþórssona. Ve čtvrtfinále pak podlehli hostitelům a pozdějším finalistům Francii. V návaznosti na to debutoval Island na mistrovství světa ve fotbale v roce 2018. Pro evropské i světové mistrovství je Island dosud nejmenším kvalifikovaným národem z hlediska počtu obyvatel. Islanďanky jsou dobré ve fotbale v porovnání s počtem obyvatel země. Ke známým islandským fotbalistům patří Eiður Guðjohnsen, vítěz Ligy mistrů UEFA s týmem FC Barcelona.
Island je také nejmenší země, která se kdy kvalifikovala na Mistrovství Evropy v basketbalu. Stalo se tak v roce 2015 a v roce 2017. 
Island má výborné podmínky pro lyžování, rybaření, snowboarding, lezení na ledu a horolezectví, ačkoli alpinismus a turistika jsou preferovány širokou veřejností. Island je také jednou z nejlepších destinací pro skialpinismus a telemarkové lyžování, hlavním centrem této aktivity je poloostrov Troll na severním Islandu. Přestože je prostředí země pro golf obecně nevhodné, na celém ostrově je mnoho golfových hřišť a na Islandu hraje golf větší procento lidí než ve Skotsku, kde je více než 17 000 registrovaných golfistů z přibližně 300 000 lidí. Na Islandu se každoročně koná mezinárodní golfový turnaj známý jako Arctic Open, který se během letního slunovratu koná v noci v golfovém klubu Akureyri. Island vyhrál devět titulů, včetně čtyř Magnús Ver Magnússon a Jón Páll Sigmarsson a naposledy Hafþór Júlíus Björnsson v roce 2018, což je druhý největší počet titulů ze všech zemí, na soutěži World’s Strongest Man.
Island je také jednou z nejlepších zemí v oceánském veslování. Islandský badatel a vytrvalostní sportovec Fiann Paul je držitelem nejvyššího počtu výkonnostních Guinnessových rekordů v jedné atletické disciplíně. Zatím (rok 2020) je první a jedinou osobou, která dokončila Grand Slam Ocean Explorers (provádění plaveb v otevřených vodách v každém z pěti oceánů pomocí plavidel poháněných člověkem) a byl zapsán do Guinnessovy knihy rekordů jako člověk, který nejrychleji proplul čtyři oceány (Atlantský, Indický, Tichý a Severní ledový) v plavidle poháněném člověkem. Do roku 2020 dosáhl celkem 41 rekordů, včetně 33 zapsaných do Guinnessovy knihy rekordů, založených na výkonu.
Plavání a tenis jsou na Islandu také populární. Geotermálně vyhřívané venkovní bazény jsou velmi rozšířené a kurzy plavání jsou povinnou součástí národních osnov. Jízda na koni, která byla historicky nejrozšířenější formou dopravy na ostrově, zůstává běžným koníčkem mnoha Islanďanů.
Nejstarší sportovní asociací na Islandu je střelecká asociace v Reykjavíku, založená v roce 1867. Střelba z pušek se stala velmi populární v 19. století díky podpoře politiků a nacionalistů, kteří usilovali o islandskou nezávislost. Dodnes zůstává významnou zábavou.
Island také dal světu mnoho šachových mistrů a hostil historické mistrovství světa v šachu roku 1972 v Reykjavíku během vrcholící studené války. Od roku 2008 odsud pocházelo devět šachových velmistrů, což je značný počet vzhledem k malé populaci. Bridž je také populární, Island se účastní řady mezinárodních turnajů. Island vyhrál v roce 1991 mistrovství světa v bridži (the Bermuda Bowl) v japonské Jokohamě a v roce 1950 obsadil druhé místo (se Švédskem) v bermudském Hamiltonu.

### Slavnosti a tradice
Obyvatelé Islandu rádi oslavují, pokud možno venku.

#### Únor
Karneval:
K tzv. růžovému pondělí (bolludagur) patří jedení kulatých dezertů zvaných eclair, plněných krémem.
Na masopustní úterý (sprengidagur) se zde obvykle podává jehněčí s hráškem.
Na popeleční středu (öskudagur) se děti strojí do krojů a koledují sladkosti a peníze.

#### Duben
Třetí dubnový čtvrtek se slaví začátek léta pouličními slavnostmi

#### Květen
Každý rok se v květnu koná Reykjavík Arts Festival (festival umění), při kterém vystupují nejen místní ale i zahraniční umělci. V posledních letech tento festival začali pořádat i jiné islandské obce.

#### Červen
3. června se zde slaví Den námořníků, který pořádá většina rybářských obcí, a při kterém se koná mnoho kulturních akcí a sportovních soutěží.
17. června se slaví Den vyhlášení nezávislosti. Oficiální část oslav probíhá na náměstí Austurvöllur v Reykjavíku, kde prezident položí věnec na památník Jóna Sigurdssona. Následně se koná velký pouliční festival s hudebními skupinami a stánky.
Konec měsíce završuje čtyřdenní jazzový festival v Egilstađiru, na který se sjíždí interpreti z celé Skandinávie

#### Srpen
První pondělí v srpnu se slaví Den řemeslníků, nebo také nazývaný Den obchodníků. Tento volný den se využívá hlavně pro výlety do přírody. Na ostrově Heimaey se ve stejný den koná národní svátek s rockovými koncerty a ohňostroji.
Počátkem srpna se v ulicích pořádá průvod Gaypride, doprovázený pestrými barvami.
Třetí víkend se koná Reykjavík-Marathon, po kterém následuje Kulturní noc s hudbou, literaturou a výstavami kdy je vše co se týká kultury zdarma. Po kulturní noci následuje ohňostroj.

#### Září
V září se ve vrchovině koná slavnost Shánění ovcí, kdy sedláci na koních shánějí ovce do předem postavených ohrad (réttur) v obcích, kde se ovce následně třídí. Na konci únavné práce se koná slavnost se zpěvem, tancem a jídlem.

#### Říjen
V Reykjavíku se koná filmový festival, kde se promítají zahraniční i islandské filmy.
V říjnu se zde také koná Iceland Airwawes Festival, což je alternativní festival převážně islandských hudebních skupin.

#### Vánoce
Na Vánoce se podle tradice má nosit nový oděv, jinak prý sní onoho člověka „vánoční kočka“.
Tradičním vánočním jídlem je zde Hangikjöt, neboli uzený plátek skopového, jehněčího, nebo dokonce koňského masa, podávaný s bramborami a bešamelovou omáčkou.